# Erneuerbare-Energien-Gesetz
Das deutsche Erneuerbare-Energien-Gesetz (EEG 2023) regelt die bevorzugte Einspeisung von Strom aus erneuerbaren Quellen ins Stromnetz und garantiert deren Erzeugern feste Einspeisevergütungen. Seit 2000 erweiterte es schrittweise das vorangehende Stromeinspeisungsgesetz. Während das EEG in Bezug auf den Ausbau der erneuerbaren Energien von der Bundesregierung als erfolgreich eingestuft wurde, werden dessen ökonomische und ökologische Effizienz sowie Teilaspekte wie Ausnahmeregelungen für die Industrie kontrovers diskutiert.

## Ziele, Prinzip und Struktur

Entwicklung der Stromerzeugung aus erneuerbaren Energien in Deutschland von 1990 bis 2023

Es soll gemäß Legaldefinition (§ 1 Abs. 1 EEG) im Interesse des Klima- und Umweltschutzes
- eine nachhaltige Entwicklung der Energieversorgung ermöglichen,
- die volkswirtschaftlichen Kosten der Energieversorgung durch die Einbeziehung langfristiger externer Effekte verringern (Internalisierung externer Kosten),
- fossile Energieressourcen schonen und
- die Weiterentwicklung von Technologien zur Erzeugung von Strom aus erneuerbaren Quellen fördern.

Der Anteil des aus erneuerbaren Energien erzeugten Stroms soll nach EEG 2021 bis zum Jahr 2030 auf 65 % steigen (§ 1 Abs. 2 EEG 2021). Noch vor dem Jahr 2050 soll der gesamte in der Bundesrepublik Deutschland verbrauchte Strom treibhausgasneutral erzeugt werden (§ 1 Abs. 3 EEG 2021). Während ab dem EEG 2017 ein fester Korridor für den Ausbau erneuerbarer Energien mit festen Grenzen nach oben und unten festgelegt wurde, gab es in den vorherigen Versionen des EEG Mindestziele ohne Obergrenze (§ 1 Abs. 2 EEG). Nach der Einführung des EEG im Jahr 2000 wurde das Gesetz vielmals angepasst.
Drei Grundzüge wurden ursprünglich zum Erreichen der Ziele gesetzlich verankert:
- die vorrangige Anschluss- und Abnahmeverpflichtung der Netzbetreiber zur Aufnahme von Strom aus erneuerbaren Energien (Vorrangstellung)
- garantierte Vergütungssätze für den eingespeisten Strom (dabei wird eine positive Differenz des garantierten Vergütungssatzes zu dem Marktwert des eingespeisten Stroms über eine sogenannte Marktprämie ausgeglichen)
- kein Einführungslimit (Beschränkung beim Zubau)

Der zu einer EEG-Anlage nächstgelegene Stromnetzbetreiber ist zu deren Anschluss und zur vorrangigen Einleitung des erzeugten Stromes verpflichtet (§ 8 Abs. 1 EEG). Die Zahlung der festgelegten gleitenden Marktprämie ist im gleichen Paragrafen grundsätzlich als gesetzliches Schuldverhältnis verankert und darf nicht vom Abschluss eines separaten Vertrages zwischen dem Anlagenbetreiber und dem Netzbetreiber abhängig gemacht werden (Koppelungsverbot nach § 4 Abs. 1 EEG). Von den Bestimmungen des EEG darf nicht abgewichen werden, soweit nicht ausdrücklich dort vorgesehen (ebenfalls § 4 EEG).

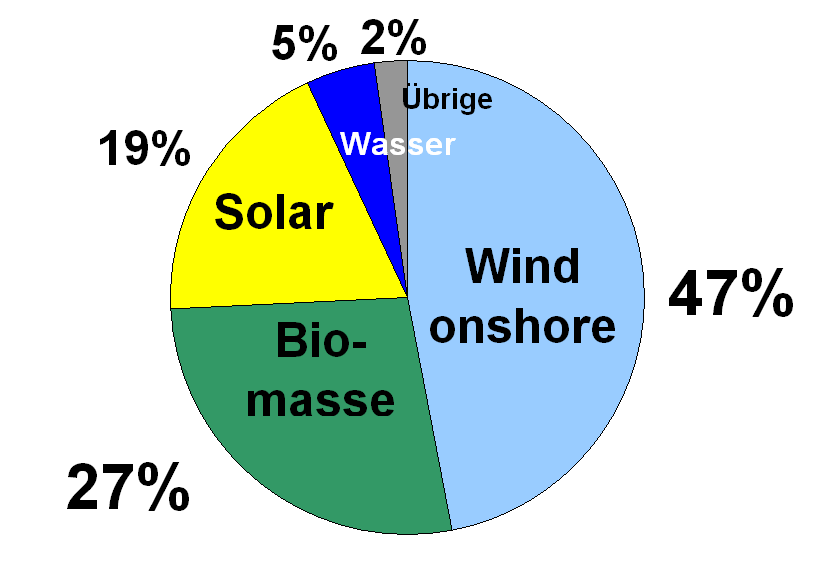
Herkunft von EEG-Strom 2011

Nach EEG wird die Erzeugung von Strom aus folgenden erneuerbaren Energien gefördert (§ 3 Nr. 3 EEG):
- Wasserkraft einschließlich der Wellen-, Gezeiten-, Salzgradienten- und Strömungsenergie
- Windenergie
- solarer Strahlungsenergie (zum Beispiel Photovoltaik)
- Geothermie
- Energie aus Biomasse einschließlich Biogas, Biomethan, Deponiegas und Klärgas sowie aus dem biologisch abbaubaren Anteil von Abfällen aus Haushalten und Industrie

Außerdem wird die Stromerzeugung aus Grubengas gefördert, obwohl dies eine fossile Energiequelle darstellt.
Die Regelungen des EEG ziehen Ausgleichsbedarf auf zwei Ebenen nach sich:
- Ausgleich der regional und saisonal unterschiedlichen Stromerzeugung
- Ausgleich der Kosten

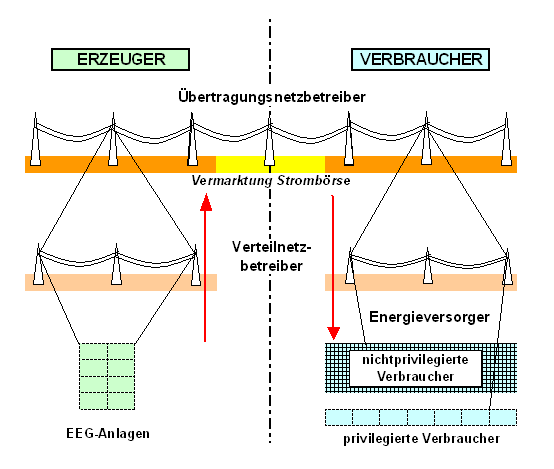
Schema zur Erzeugung und Vermarktung
von EEG-Strom gemäß EEG 2012

Nach der Ausgleichsmechanismusverordnung (AusglMechV) vom Mai 2009 wird EEG-Strom zu den Übertragungsnetzbetreibern durchgeleitet, von ihnen gemäß Vorgaben vergütet und an der Strombörse im Spotmarkt vermarktet. Die Möglichkeiten zur Direktvermarktung des EEG-Stroms sind im EEG 2012 mit dem Marktprämienmodell erweitert worden.
Die Kosten, die als Differenz zwischen den Erlösen für den EEG-Strom und den festgelegten Vergütungssätzen entstehen (§ 21 EEG) wurden zunächst als EEG-Umlage auf den Endverbraucher umgelegt. Seit 1. Juli 2022 werden diese Kosten vom Steuerzahler getragen. Für die Ermittlung der EEG-Umlage-Kosten sind seit 2010 nach Einführung der Ausgleichsmechanismusverordnung (AusglMechV) die vier bundesweiten Übertragungsnetzbetreiber zuständig. Seit 2022 wird der EEG-Finanzierungsbedarf, der den Bundeshaushalt voraussichtlich im Folgejahr belastet, jährlich ermittelt und auf Netztransparenz.de veröffentlicht. Im Jahr 2023 entstanden aus der Differenz Einnahmen, der Finanzierungsbedarf lag bei −3,637 Mrd. €, im Jahr 2024 wurden Kosten von 10,616 Mrd. € geplant. Im August 2024 ergab sich jedoch für das aktuelle Jahr ein Mehrbedarf von 8,8 Mrd. €, der zunächst im Sondervermögen „Klima- und Transformationsfonds“ (KTF) verbucht wurde. Die aktuelle Planung für das Jahr 2025 beträgt 17,030 Mrd. Euro ohne Berücksichtigung des anzusetzenden Kontostandes.
Im EEG sind ferner Mitteilungs- und Veröffentlichungspflichten geregelt (§ 45 EEG mit Einzelregelungen §§ 45 bis 52) sowie Herkunftsnachweis, Doppelvermarktungsverbot, Rechtsschutz und behördliche Verfahren (§§ 55 bis 63). Das Gesetz endet mit umfangreichen Verordnungsermächtigungen im § 64 mit 8 zugehörigen (Buchstaben)-Paragrafen, der Vorgabe zum Erfahrungsbericht (§ 65) sowie umfangreichen Übergangsbestimmungen (§ 66 EEG).

## Entwicklung

### Stromeinspeisungsgesetz (1991)
Vorläufer des Erneuerbare-Energien-Gesetzes war das seit 1991 geltende Gesetz über die Einspeisung von Strom aus erneuerbaren Energien in das öffentliche Netz – kurz Stromeinspeisungsgesetz – vom 7. Dezember 1990, das als weltweit erstes Ökostrom-Einspeisegesetz gilt. Die Einspeisung in das öffentliche Netz wurde hiermit verbindlich geregelt, weil Strom aus erneuerbaren Energien – mit Ausnahme von Strom aus Wasserkraft – nur von kleinen Unternehmen erzeugt wurde, denen große Stromerzeuger den Zugang zu ihrem Verteilernetz verweigerten oder stark erschwerten. Das Gesetz verpflichtete Netzbetreiber zur Strom-Abnahme und sicherte Erzeugern Mindestvergütungen zu, die als Anteil vom Durchschnittserlös für Strom berechnet wurden, wie er zwei Jahre zuvor erzielt wurde. Nicht vergütet blieb Strom aus Wasserkraft, Deponie- oder Klärgas mit Generatoren von mehr als fünf Megawatt.
Nach Einführung des Gesetzes 1991 betrug die Vergütung für Wasserkraft sowie Klär-, Deponie- und Biogas 75 % (80 % ab 1994) und für Strom aus Sonnenenergie und Windkraft 90 % des zwei Jahre zuvor erzielten Durchschnittserlöses. Dies verbesserte den vorherigen Zustand für Wasser- und Windkraftanlagen, was zu einem ersten kleinen „Windkraft-Boom“ günstigen, küstennahen Regionen führte. Für Solarstromanlagen war die Vergütung weit von der Kostendeckung entfernt. Ein Schritt in Richtung kostendeckende Vergütung stellte das Aachener Modell dar.
Im Jahre 2000, kurz vor der EEG-Einführung, lag die Vergütung für Strom aus Wind und Photovoltaik bei umgerechnet 8,23 ct/kWh, für Strom aus Wasserkraft, Klär-, Deponie- und Biogas bei umgerechnet 7,23 ct/kWh und für Strom aus sonstigen erneuerbaren Energien bei umgerechnet 5,95 ct/kWh. Bezugswert war die durchschnittliche Vergütung für Strom im Jahr 1998 – umgerechnet 9,15 ct/kWh.

### Erneuerbare-Energien-Gesetz (2000)
Das Erneuerbare-Energien-Gesetz vom 29. März 2000 ersetzte das Stromeinspeisungsgesetz und wurde initiiert von einem Gesetzentwurf des SPD-Fraktionsmitglieds Hermann Scheer von einer rot-grünen Koalition unter Gerhard Schröder verabschiedet. Es brachte das Vorrangprinzip und einen bundesweiten Wälzungsmechanismus mit sich sowie die Anhebung der Grenze für Wasserkraft, Deponie- und Klärgas von 5 MW auf 20 MW. Die Vergütungssätze für Photovoltaik wurden stark angehoben und Technologien wie geothermisch erzeugte Energie einbezogen, um eine Anschubförderung zu geben.
Im EEG 2000 war eine Degression von jährlich 5 % für die Vergütungssätze für Strom aus solarer Strahlungsenergie vorgegeben. Zusätzlich wurde eine Leistungsgrenze von 350 MWp eingeführt, nach deren Überschreiten im Folgejahr die Vergütung für neue Photovoltaikanlagen entfallen sollte. Dieser Wert ergab sich aus dem Anfangsbestand von 50 MWp und aus den 300 MWp, die durch das 100.000-Dächer-Programm für Solarstrom gefördert wurden. Die 350-MWp-Grenze wurde 2003 überschritten, so dass ab 2004 keine Vergütung für Neuanlagen gezahlt worden wäre und ein massiver Einbruch im Photovoltaik-Markt drohte. Daher wurde eine EEG-Novelle bereits am 22. Dezember 2003 verabschiedet.
Die Vergütungssätze des EEG 2000 im Überblick:
- Strom aus Windenergie zwischen 6,19 und 9,10 Cent/kWh
- Strom aus Photovoltaikanlagen
  - für Anlagen, die 2001 in Betrieb gingen (auch Altanlagen): mind. 50,6 Cent/kWh
  - für Anlagen, die 2002 in Betrieb gehen: mind. 48,1 Cent/kWh
- Strom aus Wasserkraft mind. 7,67 Cent/kWh
- Strom aus Biomasse zwischen 8,70 und 10,23 Cent/kWh
- Strom aus Geothermie zwischen 7,16 und 8,95 Cent/kWh

Degressionssätze:
Seit dem 1. Januar 2002 wurden die Vergütungssätze für neu in Betrieb gehende Anlagen gesenkt:
- für Strom aus Windkraft um 1,5 %
- für Strom aus Sonnenenergie um 5,0 %
- für Strom aus Biomasse um 1,0 %

### Erneuerbare-Energien-Gesetz (2004)
Eine weitere novellierte Fassung des EEG vom 21. Juli 2004 trat am 1. August 2004 in Kraft. Voraus ging eine Einigung im Vermittlungsausschuss des Deutschen Bundestages, bei der die CDU/CSU eine Reduzierung der Förderung von Windkraftanlagen erreichte. Neben der Anpassung an die von der EU erlassenen Richtlinie 2001/77/EG zur Förderung der Stromerzeugung aus erneuerbaren Energiequellen im Elektrizitätsbinnenmarkt bestanden wesentliche Änderungen in der Höhe der Fördersätze sowie der besseren juristischen Stellung der Betreiber von Anlagen zur Erzeugung erneuerbarer Energien gegenüber örtlichen Netzbetreibern (etwa keine Pflicht zum Abschluss gesonderter Einspeiseverträge).

### Erneuerbare-Energien-Gesetz (2009)
Die Novellierung 2008 sollte den Anteil erneuerbarer Energien an der Stromversorgung bis 2020 auf einen Anteil von mindestens 30 % zu erhöhen helfen (§ 1 Abs. 2 EEG). Ergänzend zum EEG, das nur die Stromerzeugung betrifft, wurde erstmals bundesweit in einem Gesetz zur Förderung Erneuerbarer Energien im Wärmebereich (EEWärmeG 2008) die Verwendung erneuerbarer Energien im Bereich der Wärme- und Kälteerzeugung geregelt, mit dem die Erhöhung des Anteils erneuerbarer Energien zur Wärmeerzeugung auf 14 % bis 2020 bezweckt wurde.
Das EEG 2009 wurde gegenüber dem EEG 2004 von 22 auf 66 Paragrafen erweitert. Es galt für Neu- und für zum Zeitpunkt des Inkrafttretens vorhandene Altanlagen § 66. Die Neufassung enthält eine Vielzahl von Detailregelungen. So wurden zum Zwecke der Verbesserung der Transparenz die Meldepflichten erweitert. Betreiber von Solaranlagen müssen Standort und Leistung der Anlage an die Bundesnetzagentur melden (§ 16 Abs. 2 Satz 2 EEG). Der Anlagenbegriff wurde neu und eindeutig – auch für Altanlagen – definiert, um die Aufteilung in mehrere Kleinanlagen zu unterbinden, mit der höhere Vergütungssätze erzielt werden sollten. Mit der Neufassung der § 19 und § 66 EEG werden Anlagen, die in enger zeitlicher Folge von zwölf aufeinander folgenden Monaten und in lokaler Nähe auf demselben Grundstück oder in unmittelbarer Nähe in Betrieb genommen wurden, bei der Vergütung wie eine einzige Anlage gewertet.
Eine neuartige Ausgleichsregelung wurde für Engpässe bei der Stromeinleitung in übergeordnete Stromnetze eingeführt. Dies sollte den weiteren Ausbau erneuerbarer Energien ermöglichen, ohne auf den Netzausbau an Engpassstellen warten zu müssen. Herzstück waren direkte Zugriffsmöglichkeiten der Netzbetreiber auf einspeisende Anlagen, um die Leistung abzusenken (§ 11, § 12 EEG). Die Netzbetreiber wurden zur Information der Betreiber und zum Nachweis des Umfangs und der Dauer der Absenkung verpflichtet. Diese Eingriffe setzen einen Engpass im Stromnetz nach Absenkung der Leistung konventioneller Kraftwerke voraus. Der Anlagenbetreiber hat das Recht auf Entschädigung, muss diese Forderung aber gegenüber dem Netzbetreiber nachweisen und durchsetzen. Jede bestehende Anlage mit einer Leistung ab 100 kW war vom Betreiber bis Ende 2010 auf eigene Kosten mit Ferneinwirk-Einrichtungen (Rundfunksteuerempfänger) und zur laufenden Erfassung der eingeleiteten Strommenge nachzurüsten.
Hinzu kam für die Photovoltaik-Vergütung eine gleitende Degression. Durch den großen Zubau und höhere Vergütungskosten wurde die garantierte Vergütung pro kWh im Folgejahr schneller abgesenkt, um die Gesamtkosten für alle Stromkunden zu begrenzen. Blieb das vorgegebene Zubau-Ziel unerreicht, wurde die Absenkung verlangsamt (beispielsweise ab 1,5 GW Zubau im Jahr 2009 folgt ein Prozent zusätzliche Absenkung der Vergütung für das Jahr 2010). Der Degressionssatz der Einspeisevergütung ab 1. Januar des Folgejahres wurde jeweils zum 31. Oktober im laufenden Jahr durch die Bundesnetzagentur veröffentlicht.
Die vom Deutschen Bundestag am 6. Juni 2008 beschlossene Fassung trat am 1. Januar 2009 in Kraft.

### Erneuerbare-Energien-Gesetz (2012)
Am 30. Juni 2011 novellierte der Deutsche Bundestag das EEG. Neu geregelt wurden Boni-Systeme für Bioenergie sowie Einspeisetarife. Die Photovoltaik-Vergütung wurde deutlich vermindert. Die Änderungen traten zum 1. Januar 2012 in Kraft:
- Förderung der Direktvermarktung durch das Marktprämien-Modell: Differenz zwischen der anlagenspezifischen EEG-Vergütung und dem monatlich nachlaufend ermittelten durchschnittlichen Börsenpreis für Strom wird als Marktprämie erstattet, zusätzlich werden die Aufwendungen für die Direktvermarktung durch eine Managementprämie ausgeglichen (neuer Teil der EEG-Umlage).
- „Flexibilitätsprämie“ zur Förderung des Baus von Gasspeichern an Biogasanlagen
- Befreiung der Speicher von Netzentgelten, um Doppelveranlagung zu vermeiden
- Das „Grünstromprivileg“ (Befreiung der Elektrizitätsversorgungsunternehmen von der EEG-Umlage) bleibt, wird jedoch auf 2 ct/kWh begrenzt (vorher Höhe der EEG-Umlage). Zusätzlich wird ein Mindestanteil fluktuierender erneuerbarer Energien von 20 % eingeführt (Wind, Sonne).
- Anpassungen bei den Vergütungsregelungen durch unterschiedliche Vorgaben – für die wesentlichen Energiequellen:
  - Wind an Land: im Grundsatz Fortführung der Vergütungsstruktur gemäß EEG 2009, jedoch Erhöhung der Degression von 1 % auf 1,5 %, Weitergewährung des Systemdienstleistungs-Bonus für Neuanlagen bis Ende 2014, für Bestandsanlagen bis Ende 2015, Gewährung eines Repowering-Bonus zum Ersatz von Altanlagen (Errichtung vor 2002)
  - Wind auf See: Erhöhung der Vergütung durch Integration der Sprinterprämie (2 ct/kWh) in die Anfangsvergütung, so dass diese von 13 auf 15 ct/kWh steigt, Verschiebung des Degressionsbeginns von 2015 auf 2018, Einführung eines sog. Stauchungsmodells: Anfangsvergütung steigt auf 19 ct/kWh, wird aber nur für acht statt zwölf Jahre gewährt
  - Photovoltaik (PV): Beibehaltung der bestehenden Degressionsregelung („atmender Deckel“) und halbjährliche Anpassung wie im Jahr 2011
  - Biomasse: Vereinfachtes Vergütungssystem mit vier leistungsbezogenen Anlagenkategorien (Grundvergütung zwischen 6 und 14,3 ct/kWh)

### Photovoltaik-Novelle (Juni 2012)
Mit der „Photovoltaik-Novelle (PV-Novelle)“ wurde Ende Juni 2012 die Vergütung für Photovoltaik-Strom rückwirkend zum 1. April 2012 abgesenkt. Voran gingen lange Diskussionen zur künftigen Ausgestaltung der Förderung von Photovoltaikanlagen. Das „Gesetz zur Änderung des Rechtsrahmens für Strom aus solarer Strahlungsenergie und weiteren Änderungen im Recht der erneuerbaren Energien“ (sog. PV-Novelle) wurde am 23. August 2012 verkündet. Es beinhaltet im Wesentlichen:
- Neugestaltung der Vergütungsklassen (bis 10 kW, bis 40 kW, bis 1000 kW und bis 10.000 kW) und Größenbegrenzung auf 10.000 kW
- Einmalabsenkung der Vergütungssätze um 15 %, anschließend „Basisdegression“ um monatlich 1 % (entspricht 11,4 % jährlich)
- Vergütungssätze ab 1. April 2012 zwischen 19,5 und 13,5 ct/kWh
- Begrenzung des Gesamtausbauziels für geförderte Photovoltaik in Deutschland auf 52 GW (Bestand 27 GW (Mitte 2012)), ein jährlicher „Ausbaukorridor“ wird mit 2,5 bis 3,5 GW festgesetzt
- „Atmender Deckel“: abhängig vom Zubau wird bei Überschreitung des Ausbaukorridors die Degression in Stufen von 1,0 % bis 2,8 % angehoben – und bei Unterschreitung abgestuft oder ausgesetzt
- Für Anlagen von 10 kW bis 1000 kW wird ab 2014 nur 90 % der gesamten im Kalenderjahr erzeugten Strommenge nach EEG vergütet.

### Reformdiskussion 2013
Bundesumweltminister Peter Altmaier schlug im Frühjahr 2013 Reformen zur Deckelung der EEG-Umlage als „Strompreisbremse“ vor. In der Analyse stellt das Papier fest: „Die Paradoxie der EEG-Umlage liegt darin, dass es trotz langsamen Ausbautempos zu erheblichen Ausgaben-Steigerung, gegebenenfalls aber auch trotz hohen Ausbautempos zu Ausgaben-Senkung kommen kann.“
Die Reformvorschläge umfassten:
1. Auszahlung der EEG-Vergütung für Anlagenbetreiber stunden, wenn absehbar ist, dass das EEG-Konto negativ wird. Wird die Vergütung erst ausgezahlt, wenn das EEG-Konto im Plus ist, würde es zum Beispiel für dieses Jahr bedeuten, dass zunächst keine Einspeisung vergütet wird. Die Refinanzierung großer Anlagen, zum Beispiel Biogasanlagen und große Windparks, wäre damit unsicher.
2. Altanlagen-Betreiber sollten mit ein bis eineinhalb Cent pro Kilowattstunde belastet werden. Dies erschien Kritikern als grundgesetzwidriger Eingriff in den Vertrauensschutz.
3. Belastung des Eigenverbrauchs bei Photovoltaikanlagen mit einem Teil der EEG-Umlage
4. Reduktion der Ausnahmegenehmigungen von Unternehmen von der EEG-Umlage und Erhöhung des Beitrags, den teilbefreite Unternehmen leisten.

Darauf aufbauend schlugen das Bundesumweltministerium (BMU) und das Bundeswirtschaftsministerium (BMWi) im Februar 2013 Maßnahmen zur Strompreise-Dämpfung vor.
Der Bundesverband Erneuerbare Energie (BEE) lehnte dies ab und machte eigene Vorschläge zur Kostendämpfung. Das Einfrieren der EEG-Umlage auf den für 2013 geltenden Wert von 5,28 Cent pro kWh Strom bremse das Ausbautempo. Die EEG-Umlage sei kein Maßstab mehr für die Kosten erneuerbarer Energien. Sie hänge von der Entwicklung der Preise für den Börsenstrom und CO2-Zertifikate ab. Ebenfalls wurde kritisiert, künftigen Investoren keine Einspeisevergütung zu zahlen. Dies nehme jede Planungssicherheit. Greenpeace forderte statt einer „Strompreisbremse“ eine „Abzockbremse“.
Grünen-Politiker Jürgen Trittin betonte, die Preiserhöhungen seien nicht einmal zur Hälfte der EEG-Umlage anzulasten. Die Grünen legten ein Konzept vor, das weiterhin den Einspeise-Vorrang von Ökostrom vorsah.
Die meisten Vorschläge setzten sich beim Energiegipfel am 21. März 2013 von Bund und Ländern nicht durch. Errichtete Anlagen wurden nicht nachträglich schlechter gestellt.
Ein im Juni 2013 veröffentlichtes Gutachten der dena für den Bundesverbands der Deutschen Industrie (BDI) betonte, dass die meisten Prognosen von der Übererfüllung der Ausbauziele des Energiekonzepts ausgingen. Daher empfahl man eine EEG-Novellierung, bei der die Einspeisevergütungen an die Marktentwicklung anzupassen seien, wobei die Systemkosten zu berücksichtigen seien.

### Erneuerbare-Energien-Gesetz (2014)
Mit dem Koalitionsvertrag der 18. Wahlperiode des Bundestages vom 27. November 2013 strebte man mehr „Kosteneffizienz und Wirtschaftlichkeit des Gesamtsystems“ an. Dem Netzausbau und den Reservekapazitäten sollte höhere Bedeutung zukommen. Der Ausbau erneuerbarer Energien sollte in einem gesetzlich festgelegten Ausbaukorridor erfolgen, um 40 bis 45 Prozent erneuerbare Energien an der Stromerzeugung im Jahr 2025 und 55 % bis 60 Prozent im Jahr 2035 zu erreichen.
- Für die einzelnen Technologien gelte Folgendes:
  - Photovoltaik: Die geltenden Regelungen (beispielsweise „atmender Deckel“) würden beibehalten
  - Biomasse: Der Zubau werde überwiegend auf Abfall- und Reststoffe begrenzt
  - Wind an Land: An windstarken Standorten würden die Fördersätze gesenkt. Eine Länderöffnungsklausel ermögliche länderspezifische Regeln über Mindestabstände zur Wohnbebauung
  - Wind auf See: Der Ausbaupfad werde auf 6,5 GW im Jahr 2020 festgesetzt. Bei einem jährlichen Zubau von 400 MW im Jahr würden bis 2030 15 GW erreicht
  - Wasserkraft: Die Regelungen würden beibehalten
- Der Einspeisevorrang für erneuerbaren Energien bleibe erhalten
- Spätestens ab 2017 soll eine verpflichtende Direktvermarktung für Neuanlagen gelten. Bis dahin betreffe dies nur Neuanlagen ab 5 MW Leistung
- Ab 2018 soll die Förderhöhe über Ausschreibungen ermittelt werden, falls ein Pilotprojekt zeige, „dass die Ziele der Energiewende auf diesem Wege kostengünstiger erreicht werden können“.[38] Spätestens im Jahr 2016 beginne ein Pilotmodell mit 400 MW Photovoltaik-Leistung
- Das Grünstromprivileg werde abgeschafft; weitere Bonusregelungen sollen geprüft und bei Bedarf aufgehoben werden
- Neuanlagen sollen vom Netzbetreiber und von Direktvermarktern ansteuerbar sein. Spitzenlast könne bei neuen Anlagen im begrenzten Umfang unentgeltlich abgeregelt werden, falls dies die Kosten für den Netzausbau senke und negative Börsenstrompreise vermeide. Entschädigungsregelungen im Einspeisemanagement würden so verändert, dass die Netzsituation bei der Standortwahl von Neuanlagen besser berücksichtigt werde[39]
- Es werde geprüft, ob große Erzeuger von Strom aus erneuerbaren Energien einen Grundlastanteil ihrer Maximaleinspeisung garantieren müssen. Diese „virtuelle Grundlastfähigkeit“ werde in einem Pilotvorhaben konkretisiert
- Erneuerbare Energien sollen stärker in den europäischen Energiebinnenmarkt integriert werden. Dafür erfolge eine europarechtskonforme Ausgestaltung des EEG
- Die Besondere Ausgleichsregelung werde erhalten und europarechtskonform weiterentwickelt, um die internationale Wettbewerbsfähigkeit der deutschen Industrie sicherzustellen
- Neue Eigenstromerzeuger sollen an der EEG-Umlage beteiligt werden, wobei für kleine Anlagen eine Bagatellgrenze gelte

Anfang 2014 konkretisierte das BMWi diese Pläne. Man suchte den Zubau von Erneuerbare-Energie-Anlagen stärker zu steuern, die EEG-Umlage stabil zu halten und damit die Bezahlbarkeit von Strom sowie die Versorgungssicherheit sicherzustellen.
Am 27. Juni 2014 beschloss der Bundestag das EEG 2014 gemäß den Vereinbarungen im Koalitionsvertrag. Damit wurde die Einspeisevergütung neuer Anlagen auf rund 12 ct/kWh gesenkt.
Bei Windenergie galt als Zielkorridor beim jährlichen Nettozubau nun 2400 MW bis 2600 MW. Würden mehr Windräder errichtet, sinke die Vergütung stärker („atmender Deckel“) – außer für Repowering. Bei Offshore-Windkraft legte man eine Anfangsvergütung von rund 18 Cent je kWh fest. Die Ausbauziele wurden von 10.000 MW auf 6500 MW bis 2020 und 15.000 MW bis 2030 gekürzt. Eine Länderöffnungsklausel ermöglichte länderspezifische Abstände von Windkraftanlagen von Wohnbebauung. Damit können Bundesländer den Windkraft-Ausbau begrenzen.
Biogasanlagen wurden auf 100 MW im Jahr stark begrenzt, wobei v. a. Reststoffe verwertet werden sollen. Die Einspeisevergütungen wurden stark gekürzt. Kritiker betonten, dass es ohne den Ausbau der Bioenergie an Back-Up-Kraftwerken zum Ausgleich der wachsenden Stromproduktion aus Wind- und Solarenergie fehle.
Selbst erzeugter und selbst verwendeter Solarstrom wurde mit einer Abgabe belastet („Sonnensteuer“), obwohl regierungsinterne Gutachten davon abrieten. Ausgenommen sind kleine Solaranlagen bis 10 kW. Ende Januar 2015 beschloss die Bundesregierung die Verordnung zur Einführung von Ausschreibungen für die finanzielle Förderung von Photovoltaik-Freiflächenanlagen. Die Ausschreibung startete im Februar 2015, unter starker Kritik durch die Branchenverbände.
Die Besondere Ausgleichsregelung (BesAR), d. h. Ausnahmeregelungen für energieintensive Industrien, wurde reformiert. Bislang waren Firmen, deren Stromkosten 14 Prozent der Bruttowertschöpfung betrugen, teilweise von der EEG-Umlage befreit. Dieser Schwellenwert stieg für 68 Kernbranchen auf 15 Prozent an.
Bei der künftig standardmäßig vorgesehenen Direktvermarktung wird der Strom nur als „Graustrom“ an der Börse gehandelt. Dabei wurde eine Verordnungsermächtigung in § 95 Nr. 6 EEG aufgenommen, die dem Gesetzgeber eine gesonderte Regelung zur Grünstromvermarktung ermöglichte.
Der BEE sah hierdurch nationale Klimaziele gefährdet. Die Ausbaukorridore seien zu gering, um den wegfallenden Atomstrom zu ersetzen. Ein Anstieg der klimapolitisch unerwünschten Kohleverstromung sei die Folge. Die verpflichtende Direktvermarktung und die Einführung von Ausschreibungen sei bis 2017 abzulehnen aufgrund höherer Finanzierungskosten führe zu großer Unsicherheit unter Investoren. So sei die „Energiewende aus Bürgerhand“ gefährdet. Der Deutsche Genossenschafts- und Raiffeisenverband kritisierte, dass die Novelle die Aktivität von Energiegenossenschaften deutlich beschränke, obwohl im Koalitionsvertrag mehr Bürgerbeteiligung versprochen wurde. Der Bundesverband Solarwirtschaft warnte vor einem Marktrückgang. Der Ausbau der Solarenergie werde gedrosselt, ohne die Kosten der Energiewende spürbar zu senken. Insbesondere die „Sonnensteuer“ stieß auf Kritik aus Wissenschaft und Solarbranche. Die für 2015 erwartete Senkung der EEG-Umlage sei nicht auf die Reform, sondern auf günstige Rahmenfaktoren zurückführbar. Der Bundesverband Windenergie kritisierte vor allem die Länderklausel, da diese den Windenergie-Ausbau im Binnenland verhindere. Zudem sei die angekündigte Einführung von Ausschreibung eine große Verunsicherung für den Markt. Der Fachverband Biogas sah die Existenz hunderter Biogasanlagen gefährdet und befürchtete über eine Milliarde Fehlinvestitionen. Die Verbraucherzentrale kritisierte, dass der Eigenverbrauch von Solarstrom belastet werden solle. Außerdem forderte sie eine weitergehende Begrenzung der Begünstigungen für die Industrie. Gutachter sehen das Klimaziel der Bundesregierung in Gefahr. Der ehemalige grüne Energiepolitiker Hans-Josef Fell, einer der Autoren des EEG-Entwurfs von 2000, sah die „Grundpfeiler“ des EEG durch die Reform gefährdet.
Die Neufassung trat als EEG 2014 am 1. August 2014 in Kraft. Auch die Europäische Kommission befand das Gesetz mit dem EU-Beihilferecht in Einklang steht und genehmigte es.

### Erneuerbare-Energien-Gesetz (2016/2017)
Im April 2016 wurde der Referentenentwurf der nächsten EEG-Novelle vorgelegt, der am 8. Juli 2016 – in EEG 2017 umbenannt – den Bundestag passierte. Das EEG 2016/2017 bezweckte einen Systemwechsel vom Modell der Einspeisevergütungen hin zum wettbewerbspolitischen Ausschreibungsverfahren, der bereits mit dem im EEG 2014 im Bereich der Photovoltaik-Freiflächenanlagen als Pilotprojekt getestet worden war. Zudem werde erstmals der Ausbau erneuerbarer Energien nach oben gedeckelt.
Gutachter befürchteten, dass Ausschreibungen nicht geeignet sind, Kosteneffizienz, Ausbauziele und Akteursvielfalt zu erreichen, und empfehlen, dass Ausschreibungsverfahren kleine und mittlere Marktakteure besonders berücksichtigen und die Wirkungen evaluiert werden, bevor es auf andere erneuerbare Energien ausgeweitet wird. Für eine sichere Stromversorgung seien Kapazitätsmechanismen aus aktueller Sicht nicht erforderlich. Sie führten vielmehr zu erheblichen Mehrkosten für die Stromverbraucher und seien mit hohen regulatorischen Risiken verbunden. Eine Reihe von Landesregierungen, Unternehmen, Verbänden und Think Tanks hatten Vorschläge zur Reform des EEG bzw. des kompletten Strommarktdesigns vorgestellt. Eine Metaanalyse hatte das „Forschungsradar Erneuerbare Energien“ veröffentlicht, in der die zahlreichen Reformvorschläge miteinander verglichen wurden. So hatte etwa die grün-rote baden-württembergische Landesregierung in einem Gutachten acht mögliche Fördersysteme für erneuerbare Energien untersuchen und vergleichen lassen. Auch das rot-grüne Niedersachsen hatte konkrete Weiterentwicklungsmöglichkeiten des EEG vorgelegt. Der Think Tank Agora Energiewende hatte einen eigenen Vorschlag in die Debatte eingebracht. Ebenfalls der Sachverständigenrat für Umweltfragen (SRU) hatte in seiner Empfehlung an die neue Bundesregierung ‚Den Strommarkt der Zukunft gestalten‘ Impulse zur Weiterentwicklung des EEG gesetzt. Außerdem hatte der Bundesverband der Energie- und Wasserwirtschaft sich mit seinem Vorschlag ‚Der Weg zu neuen marktlichen Strukturen für das Gelingen der Energiewende‘ für ein neues Strommarktdesign Gedanken für das verbesserte Zusammenspiel zwischen erneuerbaren und konventionellen Kraftwerken gemacht. Der Nachhaltigkeitsrat der Bundesregierung forderte eine Umwandlung des EEG zu einem Energiefonds.
Branchenverbände wie der BEE übten Kritik: Dies behindere den Ausbau Erneuerbarer Energien stark, gefährde zehntausende Arbeitsplätze, verfehle die Klimaschutzziele und benachteilige Bürgerenergie-Projekte. Auch Umweltschutzorganisationen wie der WWF Deutschland sowie das Umweltbundesamt kritisierten die Novelle und forderten, der dynamische Ausbau erneuerbarer Energien müsse auch über die Novellierung hinaus gewährleistet bleiben. Eine Studie kommt zu dem Schluss, dass mit dem Ausbaupfad des EEG 2016/2017 die Pariser Klimaschutzziele nicht erreicht werden könnten. Die zentrale Koordination der Ausschreibungsmenge entziehe untergeordneten Politikebenen Handlungsoptionen und schränke die Möglichkeiten der Bundesländer ein, eigene Ausbauziele zu verfolgen. Für windstarke Bundesländer sinken durch die bundesweit festgelegten Ausschreibungsmengen die Anreize zum Ausbau der Erneuerbaren Energien im Vergleich zum vorherigen System der Einspeisevergütung. Darüber hinaus wurde die Vergütungskürzungen und die rückwirkende Ausschreibungspflicht teils als verfassungswidrig betrachtet. Ein Gutachten der SPD-nahen Friedrich-Ebert-Stiftung stützte die Umwelt- und Branchenverbände.
Befürworter der Energiewende begrüßten, dass Bürgerenergiegesellschaften Erleichterungen bei Ausschreibungen eingeräumt wurden und dass Mieterstrom-Modelle bei der EEG-Umlage nicht weiter benachteiligt sind. Die Novelle sieht ferner im neu eingeführten § 79a „Regionalnachweise für direkt vermarkteten Strom aus erneuerbaren Energien“ vor und schafft damit die Möglichkeit einer regionalen Grünstromkennzeichnung.
2016 profitierten 2137 Unternehmen mit 2835 Abnahmestellen von Ausnahmeregelungen im EEG. Die privilegierte Strommenge lag nach Angaben des Bundesamtes für Wirtschaft und Ausfuhrkontrolle bei 107 Mrd. kWh, womit den Unternehmen Entlastung in Höhe von ca. 4,7 Mrd. Euro entstanden. Auf Anfrage der Grünen veröffentlichte der Deutsche Bundestag am 7. Juli 2016 Informationen zu den Ausnahmeregelungen des EEG für stromkostenintensive Unternehmen. Danach mussten im Jahr 2016 insgesamt 717 solcher Unternehmen nur einen geringen Anteil oder gar keine EEG-Umlage bezahlen. Nur 58 Anträge energieintensiver Unternehmen wurden abgelehnt. Die privilegierte Strommenge wurde mit 70,12 Millionen Megawattstunden Strom für das Antragsjahr 2015 angegeben, wodurch die Unternehmen eine finanzielle Entlastung von 3,4 Milliarden Euro erhielten.
Weitere Änderungen des EEG zum 1. Januar 2017 sowie unter anderem Änderungen des Kraft-Wärme-Kopplungsgesetzes, des Energiewirtschaftsgesetzes und des Windenergie-auf-See-Gesetzes enthält das Gesetz zur Änderung der Bestimmungen zur Stromerzeugung aus Kraft-Wärme-Kopplung und zur Eigenversorgung.
Ausschreibungsergebnisse
Mit dem EEG 2017 wurden das Fördersystem von Einspeisevergütungen auf ein Ausschreibungssystem umgestellt, bei der die Regierung eine feste Menge an Leistung ausschreibt und anschließend die günstigsten Gebote den Zuschlag bekommen. Mit Stand Mai 2017 sind die Ergebnisse sowohl einer Offshore-Windenergie als auch einer Onshore-Windenergie-Ausschreibung bekannt:
Bei der ersten Ausschreibung für Offshore-Windkraft in Höhe von knapp 1,5 Gigawatt wurden drei Zuschläge für 0 Cent/kWh und ein Zuschlag für 6 Cent/kWh bekanntgegeben. Die Windparks erhielten nur eine Förderung zur Bereitstellung des Netzanschlusses. Errichtet wurden die Windparks ab 2021.
Bei der ersten Onshore-Ausschreibung konkurrierten 256 Bieter mit 2,1 GW Gesamtleistung um ausgeschriebene 800 MW. 70 Projekte, zumeist Bürgergesellschaften, erhielten Fördergelder von 5,25 bis 5,78 ct/kWh. Diese liegen vor allem in Norddeutschland. In Süddeutschland erhielten 7 Projekte einen Zuschlag.
Die Vergütungen sanken für die einzelnen Technologien durch die Umstellung auf das Ausschreibungssystem, doch war die stetige Absenkung seit Anbeginn zentraler Teil des EEG. Offen blieb, ob die Absenkungen durch die Ausschreibungen stärker ausfielen als zuvor. Gründe dafür liegen u. a. an den zusätzlichen administrativen und bürokratischen Kosten des Ausschreibungssystems und dem zusätzlichen Investitionsrisiko, das zu höheren Renditeanforderungen und Kreditkosten führt.

### Erneuerbare-Energien-Gesetz (2021)
Ende 2020 einigte sich die schwarz-rote Koalition auf eine Reform des Erneuerbare-Energien-Gesetzes.
U. a. verbesserten sich Bedingungen für Anlagen, die Ende 2020 aus der EEG-Förderung gefallen wären. Zudem soll auf eigenverbrauchten, selbstproduzierten Solarstrom keine EEG-Umlage mehr fällig werden, jedenfalls für Anlagen bis zu einer Nennleistung von 30 Kilowatt und einer jährlichen Strommenge von 30 Megawattstunden. Zuvor hatte die Grenze bei zehn Kilowatt und zehn Megawattstunden gelegen, das galt aber nicht nach dem 20. Betriebsjahr.
Zudem wurde ein Smartmeter für PV-Anlagen ab 7 kW verpflichtend.

### Erneuerbare-Energien-Gesetz (2023)
Die EEG-Ziele (§ 1) werden neu gefasst. 2030 sollen erneuerbare Energien 80 % des Bruttostromverbrauchs stellen.
§ 2 EEG erklärt Errichtung und Betrieb von Anlagen zur Erzeugung erneuerbarer Energie als im überragenden öffentlichen Interesse liegend und der öffentlichen Sicherheit dienend.
Sie genießen vorrangigen Belang in Schutzgüterabwägungen – zu Lasten des Artenschutzes. Die Ausbaupfade, Strommengenpfade und Ausschreibungsmengen für die Windenergie an Land und die Solarenergie wurden angehoben. Neben die Marktprämie trat die Förderung durch Differenzverträge, wozu das EEG 2023 eine Verordnungsermächtigung erhalten sollte. Die Ermächtigung wurde kurz vor Verabschiedung der Novelle im Gesetzgebungsverfahren gestrichen. Gestrichen wurde gegenüber dem Referentenentwurf auch eine Regelung, nach der neue Kleinwasserkraftanlagen mit einer Leistung unterhalb von 500 kW nicht mehr gefördert werden sollten.
Für Photovoltaik-Anlagen, die ab dem 30. Juli 2022 in Betrieb genommen werden, wurden die Vergütungssätze leicht angehoben, wenn nur der Überschuss über den eigenen Verbrauch eingespeist wird. Für Volleinspeiser werden die Vergütungssätze im kleinsten Leistungsbereich annähernd verdoppelt. Ziel ist, einen Anreiz zur effektiveren Flächennutzung bei Dachanlagen zu schaffen. Auf einem Haus können bei Einsatz von zwei getrennten Zählern auch zwei Anlagen angemeldet werden, eine für den Eigenverbrauch und Teileinspeisung, eine für die Volleinspeisung. Die 70-Prozent-Regelung für Neuanlagen entfällt. Einkünfte sind zukünftig ab 30 statt ab 10 kWp einkommens- und gewerbesteuerlich anzugeben. Kommt wegen eines Reet-Dachs oder bei denkmalgeschützten Häusern keine Dachanlage infrage, wird jetzt die Errichtung von Freiflächen-Anlagen bis 20 kW und einer Fläche bis zu jener des Wohngebäudes auf dem Grundstück erlaubt.

## Einzelheiten zu den Regelungen des Gesetzes

### Anschluss- und Abnahmepflicht
Ungeachtet ihres Bedarfs müssen Betreiber öffentlicher Netze allen Strom, der von in Deutschland einschließlich der deutschen ausschließlichen Wirtschaftszone betriebenen Anlagen nach dem EEG gewonnen wird (§ 2 Nr. 1 EEG), mit Vorrang vor solchem Strom abnehmen, den fossile Brennstoffe und Kernkraft erzeugten. Gleichrangig mit Strom aus erneuerbaren Energien ist der mit Kraft-Wärme-Kopplungsanlagen erzeugte Strom (§ 3 Abs. 1 KWKG) einzuspeisen. Netzbetreiber werden verpflichtet, ihre Netze auszubauen, um den bevorrechtigten Strom aufnehmen zu können, solange dies nicht wirtschaftlich unzumutbar ist(§ 9 EEG). Die Verletzung dieser Pflicht macht schadensersatzpflichtig (§ 19 Abs. 1 EEG). Umgekehrt sind Anlagenbetreiber, die eine Einspeise-Vergütung beantragen, verpflichtet, dem Netzbetreiber ihren Strom anzudienen, es sei denn, sie oder unmittelbar angeschlossene Dritte nutzen den Strom selber (§ 16 Abs. 4 EEG) oder der Anlagenbetreiber vermarktet ihn in Übereinstimmung mit § 17 EEG selbst (was jedoch eine fristgebundene vorherige Ankündigung voraussetzt).
Für eingespeisten Strom hat der Netzbetreiber über 20 Kalenderjahre zuzüglich des Inbetriebnahmejahres dem Anlagenbetreiber die Vergütungssätze gemäß EEG zu zahlen. Diese unterscheiden sich je nach Energieart; mutmaßlich teurere Stromerzeugungsformen werden höher vergütet als günstigere. Bei großer Wasserkraft (ab 5 MW) verkürzt sich die Laufzeit auf 15 Jahre. (§ 20 EEG).

### Abnahme des EEG-Stroms durch die Endverbraucher
Während die Abnahme des EEG-Stroms durch Netzbetreiber und die Weiterleitung des Stroms und die Weitergabe der Mehrkosten an höherrangige Netzbetreiber und Elektrizitätsversorger gesetzlich geregelt ist, sind die Endverbraucher beliefernde Elektrizitätsversorgungsunternehmen in der Verwertung des EEG-Stroms frei. Nach ihren Allgemeinen Geschäftsbedingungen dürfen die Versorgungsunternehmer die durch das EEG verursachten Mehrkosten in ihre Kosten einstellen. Sie haben zudem das Recht, die EEG-Mehrkosten anteilig dem Endverbraucher gegenüber auszuweisen (Differenzkosten gem. § 53 EEG). Das Bundesamt für Wirtschaft und Ausfuhrkontrolle (BAFA) kann aber auf Antrag Endverbrauchern, welche stromintensive Unternehmen des produzierenden Gewerbes mit hohem Stromverbrauch oder Schienenbahnen sind (§ 40 Abs. 1 EEG), eine Ermäßigung der EEG-Umlage gewähren.

### EEG-Umlage vor dem 1. Juli 2022

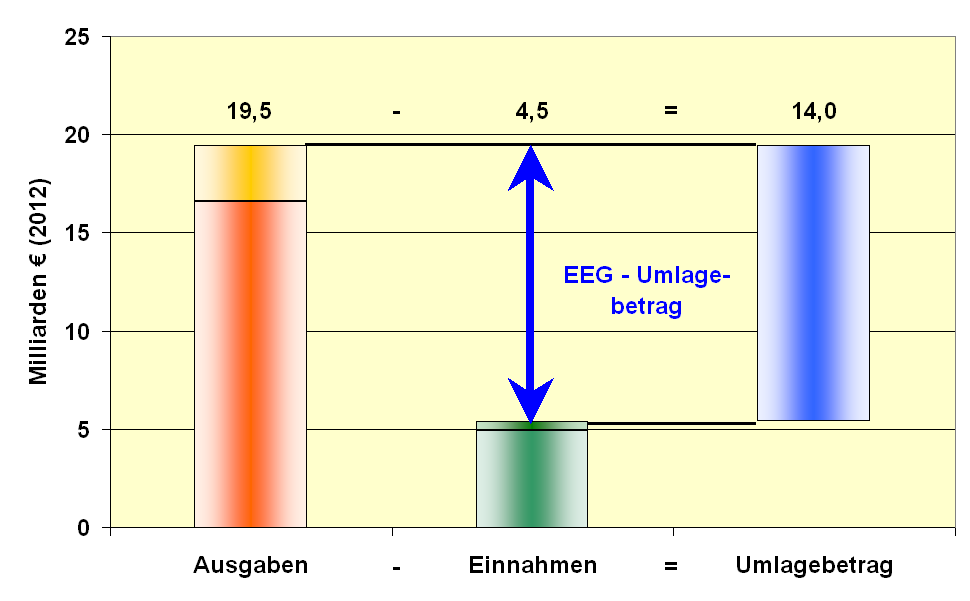
EEG-Umlagebetrag = Differenz aus Ausgaben und Einnahmen bei der Förderung der Stromerzeugung aus erneuerbaren Energiequellen durch das EEG, Zahlen für 2012

Entwicklung der EEG-Umlage nach Angaben des BMWi (Daten bis 2009) und der Übertragungsnetzbetreiber (ab 2010).

Durch die Vergütungspflicht entstehen Netzbetreibern Kosten. Durch den Verkauf EEG-finanzierten Stroms an der Börse erzielen sie Einnahmen. Die Differenz zwischen Vergütung und Einnahmen bildete die Grundlage zur Ermittlung der EEG-Umlage. Diese hatten Stromverbraucher bis zum 1. Juli 2022 zu bezahlen. Mit den Vergütungen werden die Vollkosten der Stromerzeugung aus erneuerbaren Energien finanziert, während die Strompreise an der Börse im Wesentlichen Grenzkosten konventioneller Kraftwerke widerspiegeln. Diese waren bis zur Energiekrise in Europa in den Jahren 2021/2022 deutlich niedriger als die Vollkosten neuer Kohle- oder Atomkraftwerke.
Mit der Vermarktung des EEG-Stroms sind seit 2010 die vier deutschen Übertragungsnetzbetreiber (ÜNB) auf Grundlage der Ausgleichsmechanismus-Verordnung betraut (§ 3 AusglMechV). Sie ermittelten zum 15. Oktober die Höhe der EEG-Umlage für das Folgejahr als Prognose, die anhand der erwarteten Ausgaben für EEG-Vergütungen und der voraussichtlichen Einnahmen aus dem Verkauf des EEG-Stroms an der Strombörse EPEX Spotmarkt aufgestellt wurde.
Der Börsenpreis wird auch bei der Bewertung des Stroms angesetzt, der im Marktprämienmodell direkt vermarktet wird. Die Bewertung der durchschnittlichen Einspeiseprofile von Solar-, Wind-auf-Land- und Wind-auf-See-Anlagen zum EEX Spotpreis wird als Marktwert ermittelt und auf der Seite Netztransparenz.de der Übertragungsnetzbetreiber veröffentlicht. Die positive Differenz zur EEG-Vergütung (sogenannter anlegbarer Preis) wird dem Anlagenbetreiber als Marktprämie ausgezahlt (siehe Direktvermarktung erneuerbarer Energien). Die Kosten aus den Marktprämien wurden ebenfalls über die EEG-Umlage auf die Endkunden umgelegt, ebenso die organisatorischen Aufwendungen (Profilservicekosten, Managementprämie). Seit 1. Juli 2022 werden auch diese Kosten vom Steuerzahler getragen.
Ausgaben fielen zumeist für Einspeise-Vergütungen und für die im EEG 2012 eingeführte Marktprämie an. (Summe aus beiden Teilbeträgen 2012: 17,97 Mrd. Euro, 2013: 18,5 Mrd. Euro). Außerdem fielen weitere Kosten an, darunter ein Liquiditätsausgleich von 3 % der Ausgaben (2013: 1,61 Mrd. Euro), der größte Einzelposten unter den „Sonstigen Kosten“. Ende September eines laufenden Jahres fand ein Kontoausgleich statt, der den Ausgleich zwischen den prognostizierten und tatsächlichen Ergebnissen schaffte. Er war für 2013 mit 2,59 Mrd. Euro verbucht und machte rund 11 % der Ausgaben aus.
| Posten | Gesamt- kosten in Mio. Euro | Kosten in ct/kWh | Kosten- anteil |
| --- | --------------------------- | ---------------- | -------------- |
| Photovoltaik | 8.528                       | 2,2              | 41,8 %         |
| Biomasse | 4.191                       | 1,1              | 20,6 %         |
| Wind onshore | 2.708                       | 0,7              | 13,3 %         |
| Wind offshore | 343                         | 0,19             | 1,7 %          |
| Wasser | 171                         | 0,04             | 0,8 %          |
| Gase, Geothermie | 41                          | 0,01             | 0,2 %          |
| Verrechnung negativer Kontostand (1) | 2.589                       | 0,67             | 12,7 %         |
| Liquiditätsreserve 10 % (2) | 1.614                       | 0,42             | 7,9 %          |
| Nachrüstung Photovoltaik (3) | 105                         | 0,03             | 0,51 %         |
| Effekt Grünstromprivileg | 52                          | 0,01             | 0,25 %         |
| EEG-Direktvermarktung | 50                          | 0,01             | 0,25 %         |
| Gesamt | 20.393                      | 5,277            | 100 %          |
| (1) Die Differenz zwischen Börsenpreis und garantierter Einspeisevergütung brachte das Umlagenkonto ins Minus. Zum 30. Sep. 2012 wurde der Stand inkl. Zinsen ausgeglichen und in die EEG-Umlage 2013 übernommen. (2) Zur Vermeidung erneuter Differenzbeträge wurde eine Liquiditätsreserve von 10 % eingeführt. (3) Nachrüstungskosten für Photovoltaikanlagen zur Entschärfung des 50,2-Hertz-Problems nach System- stabilitätsverordnung (SysStabV) |                             |                  |                |

| | 2012 (Prognose Okt. 2011) | 2013 (Prognose Okt. 2012) |
| --- | ------------------------- | ------------------------- |
| Prognostizierte Kosten | Mrd. €                    | Mrd. €                    |
| EEG-Vergütung nach § 23-33 EEG | 16,61                     | 12,67                     |
| Marktprämie (4) | 1,36                      | 5,83                      |
| Übrige Kosten (5) | 0,75                      | 1,85                      |
| Kontoausgleich im September | 0,71                      | 2,59                      |
| Summe prognostizierte Kosten | 19,43                     | 22,94                     |
| Einnahmen aus Vermarktung | −4,95                     | −2,54                     |
| Vermiedene Netzentgelte (6) | −0,44                     | −0,50                     |
| Summe prognostizierte Erlöse | −5,39                     | −3,04                     |
| Prognostizierter Umlagebetrag | 14,10                     | 19,90                     |
| Stromabsatz | TWh/a                     | TWh/a                     |
| Endverbraucher mit EEG-Umlage-Verpflichtung (7) | 392,8                     | 384,7                     |
| Umlagebetrag je kWh | ct/kWh                    | ct/kWh                    |
| Kernumlage | 3,31                      | 4,19                      |
| Umlage für Liquiditätsreserve | 0,10                      | 0,42                      |
| Umlage Kontoverrechnung September | 0,18                      | 0,67                      |
| EEG-Umlagebetrag je kWh | 3,59                      | 5,28                      |
| (4) für Anlagen, die Strom direkt vermarkten (§ 33b EEG) (5) für Profilserviceaufwand und Liquiditätsreserve (6) von den Übertragungsnetzbetreibern getragen (7) 2012: Gesamt 477,5 TWh/a, davon 88,7 TWh/a privil. Verbrauch (rd. 19 %) 2013: Gesamt 480,9 TWh/a, davon 96,2 TWh/a privil. Verbrauch (20 %) (ohne EEG-Umlagepflicht) |                           |                           |

Auf die Höhe der EEG-Umlage wirkten sich Sonderregelungen aus, wie die Sonderregelungen für stromintensive Unternehmen, die teilweise von der EEG-Umlage befreit waren.
Der Unterschied zwischen Prognosewert und dem realen Ergebnis wurde im Folgejahr mit der „Nachholung“ durch Kontoausgleich mit Stichtag Ende September ausgeglichen. Die Zahlung des Umlagebetrags erfolgte von den Verbrauchern über die Stromversorger (Verteilnetzbetreiber) an die vier deutschen Übertragungsnetzbetreiber (ÜNB).
Die verbleibende Differenz, die „EEG-Differenzkosten“ (für 2013 prognostiziert 19,9 Mrd. Euro), wurde auf den erwarteten Stromverbrauch verteilt, den man für EEG-pflichtigen Endverbraucher erwartete. Von der EEG-Umlage befreite Abnehmer zahlten als „privilegierte Verbraucher“ keine EEG-Umlage. Die teilweise befreiten Abnehmer wurden anteilig in der Umlageberechnung berücksichtigt (s. „Endverbraucher mit reduzierter EEG-Umlage“ in der Tabelle).
Da die Einspeisevergütung für 20 Jahre zzgl. dem Jahr der Inbetriebnahme garantiert ist, entstehen langfristige Zahlungsverpflichtungen. Deren Summe wurde als implizite Verschuldung des EEG Ende 2014 auf nominal 290 Mrd. Euro geschätzt, was einem Barwert von 228 Mrd. Euro entspricht.
| Energieträger | Wind  | Biomasse | Photovoltaik (Solar) | Wasser Geothermie Gase | Sonstiges | Nachholung und Liquiditätsreserve | gesamt  |
| Stand 2012    | 0,482 | 0,839    | 1,860                | 0,040                  | 0,091     | 0,280                             | 3,592   |
| Erhöhung 2013 | 0,30  | 0,25     | 0,35                 | 0,00                   | 0,00      | 0,785                             | + 1,685 |
| Stand 2013    | 0,782 | 1,089    | 2,210                | 0,040                  | 0,091     | 1,065                             | 5,277   |

### EEG-Konto seit dem 1. Juli 2022
Die Produzenten von EE-Strom erhalten für den von ihnen eingespeisten Strom von ihrem Verteilnetzbetreiber eine feste Vergütung nach dem EEG (§ 19 Abs. 1 EEG). Die am Markt für die erneuerbare Einspeisung erzielten Verkaufserlöse gehen auf das von den Übertragungsnetzbetreibern treuhänderisch verwaltete EEG-Konto, reichen jedoch in der Regel nicht aus, um die im EEG festgelegten Vergütungssätze für Solar- und Windparkbetreiber zu zahlen. Die Übertragungsnetzbetreiber verrechnen die Einnahmen aus dem Verkauf des Stroms an der Börse mit der EEG-Förderung, die sie an die einzelnen Anlagenbetreiber auszahlen. Die Differenz zwischen den ausgezahlten Vergütungen und den Einnahmen aus der Vermarktung wird seit dem 1. Juli 2022 nicht mehr über die EEG-Umlage, sondern durch Zahlungen aus dem Bundeshaushalt beglichen. Die Höhe dieser Belastung des Staatshaushalts wird nach wie vor durch die Übertragungsnetzbetreiber im Oktober für das Folgejahr geplant und als EEG-Finanzierungsbedarf auf netztransparenz.de veröffentlicht.
Im Jahr 2023 beliefen sich die Ausgaben für die Förderung der EEG-Anlagen auf 18,73 Milliarden Euro, wobei knapp 16,8 Milliarden Euro als Zahlungen an die Photovoltaik-, Windkraft- und anderen geförderten Erneuerbaren-Anlagen verbucht wurden. Dem standen Erlöse aus der Vermarktung des Stroms aus den EEG-Anlagen an der Strombörse von rund 4,57 Milliarden Euro gegenüber.
Für das Jahr 2024 wurde ein EEG-Finanzierungsbedarf von 10,616 Mrd. € geplant. Im August 2024 ergab sich jedoch für das aktuelle Jahr ein Mehrbedarf von 8,8 Mrd. €, der zunächst im Sondervermögen „Klima- und Transformationsfonds“ (KTF) verbucht wurde. Zuletzt kommunizierte die Tagesschau einen Finanzierungsbedarf von insgesamt 23 Mrd. € für das aktuelle Jahr 2024. Die aktuelle Planung für das Jahr 2025 beträgt laut netztransparenz.de 17,030 Mrd. Euro ohne Berücksichtigung des anzusetzenden Kontostandes.

### Sonderregelungen für stromintensive Unternehmen
Stromintensive Unternehmen des produzierenden Gewerbes sowie Schienenbahnen sind durch die besondere Ausgleichsregelung im EEG zum Schutz ihrer internationalen und intermodalen Wettbewerbsfähigkeit von der EEG-Umlage teilweise befreit (§ 40 EEG sowie zugehörige Regelungen §§ 41–44 EEG). Antragsberechtigt sind Unternehmen des produzierenden Gewerbes mit einem Stromverbrauch über 1 GWh/a (bis 31. Dezember 2011: 10 GWh/a) und einem Verhältnis der Stromkosten zur Bruttowertschöpfung des Unternehmens von mindestens 14 %. Sind diese Voraussetzungen erfüllt, wird die EEG-Umlage für das Unternehmen wie folgt begrenzt: Für den Stromanteil bis 1 GWh/a wird die EEG-Umlage nicht begrenzt. Für den Stromanteil zwischen 1 und 10 GWh/a sind 10 % der EEG-Umlage zu bezahlen. Für den Stromanteil zwischen 10 und 100 GWh/a sind 1 % der EEG-Umlage zu bezahlen. Für den Stromanteil über 100 GWh/a beträgt die EEG-Umlage 0,05 Cent/kWh. Für Betriebe mit einem Strombezug über 100 GWh/a und einem Verhältnis der Stromkosten zur Bruttowertschöpfung von mindestens 20 % ist die EEG-Umlage auf 0,05 Cent/kWh begrenzt. Für Schienenbahnen gilt ein Stromverbrauch von 10 GWh/a als Voraussetzung. Ist diese Voraussetzung erfüllt, wird die EEG-Umlage wie folgt begrenzt: Für 10 % des Stromverbrauchs wird die EEG-Umlage nicht begrenzt. Für den übrigen Verbrauch beträgt die EEG-Umlage 0,05 Cent/kWh.
| Reduzierung der Umlage für Verbrauch | EEG-Umlage  |
| --- | ----------- |
| bis 1 GWh/a | 100 %       |
| über 1 GWh/a bis 10 GWh/a | 10 %        |
| über 10 GWh/a bis 100 GWh/a | 1 %         |
| über 100 GWh/a | 0,05 ct/kWh |
| Sonderregelung bei Verbrauch über 100 GWh/a und Stromkosten min. 20 % der Bruttowertschöpfung                                                 | 0,05 ct/kWh |
| (8) Voraussetzungen: min. 1 GWh/a Stromverbrauch, Stromkosten min. 14 % der Bruttowertschöpfung (9) Eigenerzeugung ist von EEG-Umlage befreit |             |

Nach Angaben des Bundesumweltministeriums vom März 2012 war durch diese Regelungen zu diesem Zeitpunkt etwa die Hälfte des industriellen Stromverbrauchs ganz oder teilweise von der EEG-Umlage befreit, wodurch sich die EEG-Umlage für die Endverbraucher 2011 um etwa 0,9 ct/kWh erhöht hat. Die Zahl der befreiten Unternehmen hat nach der EEG-Novelle 2012 erheblich zugenommen. Die Bundesregierung erwartete, dass 2013 voraussichtlich etwa zweieinhalb Mal so viele Unternehmen wie bisher von der Sonderregelung profitieren konnten. Im Jahr 2013 profitierten 1691 stromintensive Unternehmen von der Sonderregelung. Dies entsprach einem Anteil von 1,29 Cent/kWh oder ca. 25 % der Gesamthöhe (5,28 Cent/kWh) an der EEG-Umlage. Bei voller Veranlagung hätten sie vier Milliarden Euro entrichten müssen. Im Jahr 2014 profitierten 2098 Unternehmen bzw. Unternehmensteile von der besonderen Ausgleichsregelung des EEG. Die privilegierte Strommenge dieser Unternehmen lag bei 107.101 GWh. Der Liste der betroffenen Unternehmen ist zu entnehmen, dass viele dieser Unternehmen keinen Handel mit dem Ausland betreiben. Für 2015 wurden Anträge auf Entlastung in Höhe von 4,8 Mrd. Euro gestellt.
Diese Entlastung stieß mit Blick auf Wettbewerbsverzerrungen, Mehrbelastungen für Privatverbraucher und ökologisch fragwürdige Anreizeffekte auf breite Kritik. Die Europäische Kommission leitete ein Beihilfeverfahren gegen Deutschland ein, um die Subventionierung von Unternehmen durch die Teilbefreiung von der EEG-Umlage wettbewerbsrechtlich zu prüfen.
Im Mai 2012 veröffentlichte die Bundesnetzagentur einen Evaluierungsbericht, in dem die Ausnahmeregelungen für die Großindustrie kritisiert werden. So betrachte die Netzagentur die „Reduktion des EEG-umlagepflichtigen Letztverbrauchs aufgrund der Ausweitung der Privilegierungsregelungen mit Sorge“, da mit den derzeit geltenden Regelungen die privilegierten Unternehmen zwar ca. 18 % des Stroms verbrauchten, allerdings nur 0,3 % der EEG-Umlage trügen. Zukünftig gelte es, eine bessere Balance zwischen Großverbrauchern sowie kleineren und mittleren Unternehmen sowie Haushaltskunden zu finden. Durch die Privilegierung der stromintensiven Industrie würde diese um ca. 2,5 Mrd. Euro jährlich entlastet, die Kosten würden auf nichtprivilegierte Unternehmen sowie Privathaushalte abgewälzt. Für die Produktion einer einzelnen Aluminiumhütte wurden so nach journalistischen Recherchen im Jahr 2014 rund 450 Mio. Euro Strompreisvergünstigungen gewährt. Da das betreffende Unternehmen jedoch nur eintausend Beschäftigte habe, ergab das eine Subvention von 440.000 Euro pro Jahr und Arbeitsplatz.
Auf Kritik stößt auch, dass viele Unternehmen durch Auslagern von Arbeiten über Werkverträge in den Genuss der Ausnahmeregelung kommen. Dadurch werden einerseits die eigenen Personalkosten verringert. Zudem werden Werkverträge laut Gesetz nicht zur betrieblichen Wertschöpfung hinzugezählt. Das Kriterium für die Ausnahmeregelung wird unter Umständen dadurch erreicht, dass Arbeiten an ausländische (Lohndumping-)Unternehmen vergeben werden, was der Zielsetzung des Gesetzes völlig widerspricht.
Das Bundesumweltministerium und das Bundeswirtschaftsministerium planten, die Ausnahmeregelungen zurückzufahren, um so den Kostenanstieg zu dämpfen. Unternehmen, die nicht im „intensiven internationalen Wettbewerb“ stehen, sollten sich wieder stärker am Ausbau der erneuerbaren Energien beteiligen. Nach Einschätzung der KfW hat die deutsche Industrie von der Energiewende profitiert; eine wettbewerbliche Benachteiligung sei aufgrund der unterdurchschnittlichen Entwicklung nicht ohne weiteres erkennbar. Diese Einschätzung wurde von weiteren Gutachten gestützt.
Aufgrund der verschiedenen steuer- und abgabenrechtlicher Privilegierungen sowie infolge des Merit-Order-Effekts erneuerbarer Energien sinkender Großhandelspreise bezieht die energieintensive Industrie in Deutschland im Vergleich zu den Vorjahren sowie im Vergleich zu anderen Industrieländern relativ günstig Strom. Im Jahr 2013 kostete eine Kilowattstunde am Spotmarkt im Schnitt 3,78 Cent. In Frankreich kostete das gleiche Produkt im selben Jahr dagegen 4,3 Cent, in Italien und Großbritannien 6,2 Cent. In den USA stiegen die Börsenstrompreise ab dem Jahr 2012 wieder an und liegen in manchen Regionen ebenfalls über dem deutschen Niveau. Auch die Strompreise im außerbörslichen Handel werden in Deutschland günstiger. Für die Jahre 2015 bis 2017 kostet der Strom bei direkten Lieferverträgen laut dem Verband der Industriellen Energie- und Kraftwirtschaft (VIK) zwischen 2,68 und 4,28 Cent pro Kilowattstunde. Weitere Gutachten aus dem Jahr 2013 stützen diesen Befund.
Im Januar 2014 kündigte eine niederländische Aluminiumhütte ihre Schließung an, da sie aufgrund des billigen Industriestroms in Deutschland nicht mehr wettbewerbsfähig sei.
Die Energiekosten wie auch die EEG-Umlage haben im verarbeitenden Gewerbe in Deutschland nur einen geringen Anteil am Bruttoproduktionswert, verglichen etwa mit Faktoren wie Material- und Personalkosten. Dennoch ist eine Belastung der Betriebe durch die gesetzliche EEG-Umlage durchaus messbar: Im Maschinenbau hatte diese im Jahr 2007 (aktuellste verfügbare Datengrundlage des Statistischen Bundesamts) einen Anteil von höchstens 0,05 % am Bruttoproduktionswert. In den energieintensivsten Branchen, etwa der Glas-, Keramik- oder Papierherstellung, betrug der Anteil der EEG-Umlage höchstens 0,3 %. Hochgerechnet auf die EEG-Umlage für nicht-privilegierte Endverbraucher im Jahr 2013 (5,23 Cent/kWh) ergäbe sich in diesen Branchen ein Höchstanteil von 1,5 %.
Nach einem vom Deutschen Institut für Wirtschaftsforschung unterbreiteten Reformvorschlag sollen Unternehmen künftig nur noch privilegiert werden, wenn sie aufgrund von europarechtlichen Kriterien auch unter die Strompreiskompensationsregel des EU-Emissionshandels fallen. Davon profitieren 15 zentrale Sektoren, darunter die Eisen-, Stahl-, Aluminium-, Kupfer-, Chemie- und Papierindustrie. Die bisherige Kopplung der Privilegierung an die Höhe des jährlichen Stromverbrauchs soll hingegen ersatzlos entfallen.
Die Deutsche Bahn zahlte nach eigenen Angaben im Jahr 2013 55 Millionen Euro EEG-Umlage. Aufgrund veränderter Bemessungsgrundlagen soll dieser Betrag im Jahr 2014 auf 108 Millionen Euro steigen. Laut eigenen Angaben werde sich ihr EEG-Anteil im Jahr 2015 um weitere 52 Millionen Euro, auf 160 Millionen Euro, erhöhen.

### Sonderregelung für den Eigenverbrauch aus selbst betriebenen Kraftwerken
Elektrische Energie, die in eigenen Stromerzeugungsanlagen für den Eigenverbrauch erzeugt wird, ist von der EEG-Umlage befreit.
Diese Sonderregelung führte 2013 zu Mehrbelastungen von ca. 2,6 Mrd. Euro bzw. 12 % der EEG-Umlage.
Im Jahr 2019 bezifferte die Bundesnetzagentur die Förderkosten für diese Förderung des Eigenverbrauchs auf 5.426 Mio. Euro pro Jahr. Davon wurden 5.040 Mio. Euro zugunsten der fossilen Eigenversorgung, und 386 Mio. Euro für Strom aus erneuerbaren Energien aufgebracht.

### Ausgleichsmechanismusverordnung

Entwicklung der EEG-Umlage vor (Blau) und nach (Orange) Inkrafttreten der AusglMechV

Durch die im Jahr 2009 erlassene Verordnung zur Weiterentwicklung des bundesweiten Ausgleichsmechanismus (AusglMechV), die für ab 2010 erzeugten EEG-Strom gilt, wird der gesetzliche Ausgleichsmechanismus des EEG grundsätzlich umgestaltet. Die AusglMechV erging auf der Grundlage des § 64 Abs. 3 EEG, der die Bundesregierung zu weitgehenden Änderungen des bundesweiten Ausgleichsmechanismus im Hinblick auf die für EEG-Strom anfallenden Kosten ermächtigt. Die AusglMechV entbindet die Übertragungsnetzbetreiber davon, den EEG-Strom an die Energieversorgungsunternehmer durchzuleiten, und diese werden wiederum aus ihrer Abnahmepflicht entlassen (§ 1 Nr. 1 und 2 AusglMechV). Die Übertragungsnetzbetreiber werden stattdessen verpflichtet, den EEG-Strom am Spotmarkt einer Strombörse transparent und diskriminierungsfrei zu verwerten (§ 1 Nr. 3 und § 2 AusglMechV). Die Übertragungsnetzbetreiber können zusätzlich von den Energieversorgungsunternehmen, die Strom an Endverbraucher liefern, anteilig Ersatz der erforderlichen Aufwendungen im Zusammenhang mit der EEG-Umlage verlangen (§ 3 Abs. 1 AuslgMechV). Die Umlage berechnet sich gemäß der AusglMechV nach der Differenz der Einnahmen aus der Vermarktung des EEG-Stroms nach § 2 EEG (zzgl. damit zusammenhängender Einnahmen) und der Aufwendungen im Zusammenhang mit der Abnahme des EEG-Stroms, hier vor allem der nach dem EEG zu leistenden Vergütungen (§ 3 AusglMechV).
Die Vergünstigung von stromintensiven Unternehmen und von Schienenbahnen nach § 40 EEG, wonach deren Pflicht zur Abnahme von EEG-Strom begrenzt werden kann, wird dahingehend geändert, dass jene nur einen Ausgleich von 0,05 Cent/kWh als EEG-Umlage zu zahlen haben. Darüber hinaus enthält die AusglMechV Grundsätze zur Ermittlung der EEG-Umlage und verpflichtet die Übertragungsnetzbetreiber, die für die Ermittlung der Umlage festgestellten Einnahmen und Ausgaben monatlich und jährlich auf ihren Internetseiten zu veröffentlichen, desgleichen auch eine Prognose für die erwartete Umlage des nächsten Jahres. Die Bundesnetzagentur wird wiederum ermächtigt, weitergehende Verordnungen zu erlassen. Mit der AusglMechV wird ein wesentlicher Teil des EEG auf dem Verordnungswege geändert, weswegen die verfassungsrechtliche Zulässigkeit einer gesetzesvertretenden Verordnung bezweifelt wird – ein Einwand, den der Bundesrat im Gesetzgebungsverfahren bereits erhoben hatte.

### Entschädigungszahlungen für nicht eingespeiste Strommengen
Kann Strom produziert, aber nicht eingespeist werden, etwa weil der Netzbetreiber den Anlagenbetreiber aufgrund mangelnder Netzkapazitäten oder Netzüberlastung ferngesteuert herunterfährt, steht dem Anlagenbetreiber seit dem EEG 2009 eine Entschädigung zu, die sich gewöhnlich an der sonst zu zahlenden EEG-Vergütung orientiert.
Die abgeregelte Windenergie betrug in den Jahren 2011 bis 2013 jährlich knapp 1 % der erzeugten Windenergie und stieg 2014 auf 2,4 % und 2015 auf 5,2 % an. Bei Photovoltaik betrug die abgeregelte Energie 2015 rund 0,6 %, bei Biomasse 0,9 %. Im Jahr 2015 belief sich die gesamte abgeregelte erneuerbare Energie auf 4722 GWh. Davon entfielen 87 % auf Windenergie, 5 % auf Solarenergie und 8 % auf Biomasse. Die Engpässe lagen 2015 mit 89 % im überregionalen Übertragungsnetz, geographisch zu 97 % in Norddeutschland. Die hierfür entstandenen Entschädigungsansprüche beliefen sich 2015 auf 394 Mio. Euro (vorläufiger Wert). Im Jahr 2016 fielen die abgeregelte Strommenge auf 3.743 GWh, die dafür gezahlten Entschädigungszahlungen nahmen auf 373 Mio. Euro ab. Im Jahr 2021 wurden 5.818 GWh zu 807 Mio. Euro abgeregelt.

### Ausschreibung seit EEG 2014
Mit dem EEG 2014 wurden erstmals wettbewerbliche Ausschreibungen eingeführt, die zunächst in Pilotmodellen mit Photovoltaik-Freiflächenanlagen erprobt und evaluiert wurden. Damit einher ging die Einführung von Wachstumspfaden für die einzelnen Energieträger, wie sie bis dahin nur für die Photovoltaik bestanden. Für Photovoltaikanlagen auf Gebäuden bis 1 MW besteht keine Ausschreibungspflicht. Das Eckpunktepapier aus dem Jahr 2015 sah Ausschreibungen für einen Ausbau der Windkraft von 2,4 GW vor, sofern die Inbetriebnahme zwischen 2021 und 2023 erfolgt. Dies sollte aber vom Erreichen des Ausbauziels abhängig gemacht werden.
Branchenverbände sahen die Ausschreibung skeptisch. Sie erwarten, dass die höheren Marktrisiken, die durch die Abkehr vom Vergütungssystem entstehen, eingepreist werden und damit zu höheren Kosten führen. Gerade Bürgerenergieprojekte seien gefährdet, da sie die Finanzierungsrisiken nicht tragen könnten.

### Ausschreibung im EEG 2017
Für die Jahre 2017 bis 2019 wurde das Ausschreibungsvolumen bei der Windenergie auf jährlich 2,8 GW festgelegt und damit gegenüber dem Eckpunktepapier erhöht. Ab 2020 sollen es jährlich 2,9 GW sein. Allerdings soll sich das Ausschreibungsvolumen ab dem Jahr 2018 jeweils um die Summe der installierten Leistung verringern, die im Rahmen von Ausschreibungen vergeben wurde.
Die Details (Technologie, Gebotstermine, Ausschreibungsvolumen, Zuschlagswerte) finden sich auf der Seite der Bundesnetzagentur.
Mit dem EEG 2017 findet ein grundsätzlicher Paradigmenwechsel beim Förderinstrument statt. Das bisherige System von festen Vergütungssätzen wird durch Ausschreibungen von jährlichen, technologiespezifischen Ausbaukapazitäten ersetzt. Ausbaukapazitäten werden im Auktionsverfahren zugeteilt und die erfolgreichen Bieter erhalten eine Marktprämie für 20 Jahre, die sich aus der Gebotshöhe abzüglich des Preises an der Strombörse ergibt. Durch den Wechsel von einem Preis- auf ein Mengeninstrument bei der nationalen Förderung drehen sich die Anreize für die Bundesländer, den Ausbau der Erneuerbaren voranzutreiben, um. Insbesondere die Ausbauambitionen der windstarken Bundesländer im Norden werden durch den Wechsel auf bundesweite Ausschreibungen gedämpft.

## Rahmenbedingungen und Einflüsse

### Einordnung in das Energiewirtschaftsgesetz
Kleinere stromerzeugende Anlagen können als Vorhaben zum Zwecke der Energieversorgung die im Energiewirtschaftsgesetz (EnWG) vorgesehene Möglichkeit zur Enteignung gem. § 45 Abs. 1 Nr. 3 EnWG in Anspruch nehmen, was vor allem dann Bedeutung hat, wenn die privaten Anlagen Grund und Boden Dritter zur Durchleitung von Kabeln zum nächsten aufnahmebereiten öffentlichen Netz beanspruchen müssen. Strittig ist unter den Gerichten, ob dies das Recht zur vorzeitigen Besitzeinweisung (§ 44b EnWG) mitumfasst.
Die Befugnisse der Energieversorgungs- und Netzunternehmen, zur Wahrung der Sicherheit und Zuverlässigkeit des Elektrizitätsversorgungssystems nach § 13 Abs. 1 und § 14 Abs. 1 EnWG Maßnahmen (wie Produktionsbeschränkungen) zu ergreifen, bestehen den EEG-Strom erzeugenden Anlagenbetreibern gegenüber – und zwar insoweit ohne Entschädigungspflicht (§ 11 Abs. 2 EEG).

### Beständigkeit der zwanzigjährigen Vergütungsregelung
Mit dem EEG wird gewährleistet, dass Anlagenbetreiber den im Jahr der Inbetriebnahme der Stromerzeugungsanlage geltenden Vergütungssatz für dieses Jahr und zwanzig weitere Jahre erhalten. Mit dieser Festlegung soll den Anlagenbetreibern eine ausreichende Investitionssicherheit gegeben werden. Die im Gesetz vorgesehene jährliche Degression der Vergütungssätze gilt jeweils nur für im jeweiligen Jahr ans Netz gegangene Anlagen zum Zeitpunkt der offiziellen Inbetriebnahme (§ 20 EEG). Nicht geklärt ist, ob und unter welchen Voraussetzungen der Gesetzgeber rückwirkend für betriebene Anlagen die Vergütungsbedingungen einschließlich der Sätze kürzen kann. Das Bundesverfassungsgericht (BVerfG), das sich in einer Entscheidung vom 18. Februar 2009 mit der rückwirkenden Anwendung des neuen Anlagenbegriffs im EEG von 2009 befasste, der seit Inkrafttreten des Gesetzes zu einem Vergütungseinbruch von knapp 50 % bei einigen Betreibern von Biomasseanlagen geführt hatte, ließ diese Frage unbehandelt, da es eine rückwirkende Änderung wegen unsicherer Rechtslage bereits für zulässig erachtet hatte. Ein vom BMU beauftragte Gutachter war der Auffassung, dass es sich bei einer nachträglichen Änderung der geltenden Vergütungssätze für die Zukunft um eine „unechte Rückwirkung“ handele, die grundsätzlich erlaubt sei, bei der aber das vom Gesetzgeber hervorgerufene Vertrauen berücksichtigt werden müsse. Sein vom BMU veröffentlichtes Gutachten kam zu dem Ergebnis, dass in die laufende Vergütung und deren Bedingungen eingegriffen werden könne, falls EU-Recht dies verlange oder aber nachträglich festgestellt werde, dass die gezahlten Vergütungen wirtschaftlich zu hoch seien.

### Verfassungs- und europarechtliche Zulässigkeit
Das Stromeinspeisemodell des EEG greift auf verschiedenen Ebenen in die Vertrags- und Verwertungsfreiheit ein, so dass die verfassungsrechtliche Zulässigkeit im Hinblick auf die Berufsfreiheit (Art. 12 GG) und auf das Recht auf Eigentum (Art. 14 GG) fraglich erschien. Zudem führt das Gesetz in Form des EEG-Zuschlags zu einer Art Abgabe, deren Zulässigkeit als steuerrechtliche Sonderabgabe in Frage gestellt wurde. Indessen wird die Abgabe überwiegend als privatrechtlicher Preisbestandteil eingestuft, da die vom EEG verursachten Mehrkosten abgabenrechtlich öffentliche Haushalte nicht berühren. Im Übrigen werden die Vorschriften des EEG als zulässige Regelung der Berufsausübung bzw. der Inhaltsbeschränkung des Eigentums eingestuft.
Europarechtlich stand das Modell unter dem Gesichtspunkt einer Verletzung der Warenverkehrsfreiheit und des Verbots der Gewährung von Beihilfen auf dem Prüfstand. Die Europäische Kommission hatte jahrelang ein anderes Modell als marktwirtschaftlicher gestützt, wonach zur Verwendung Erneuerbarer Energien bei der Stromerzeugung Quoten zugeteilt werden, die durch den Kauf von grünen Zertifikaten (über EE-Strom) erfüllt werden können. Der Europäische Gerichtshof (EuGH) hatte aber bereits zum Stromeinspeisungsgesetz in seiner PreussenElektra-Entscheidung vom 13. März 2001 bestätigt, dass es sich bei der EEG-Umlage um keine Leistung der öffentlichen Hand handele, so dass ein Verstoß gegen das Beihilfeverbot ausschied; den vorliegenden Eingriff in die Warenverkehrsfreiheit sah das Gericht für den damaligen Zeitpunkt wegen der zwingenden Belange des Klima- und Umweltschutzes als noch hinnehmbar an. Indem die Richtlinie 2009/28/EG (Erneuerbare-Energien-Richtlinie) vom 23. April 2009 das Modell des EEG (neben dem Quotenmodell) ausdrücklich bestätigte, wurden letzte europarechtliche Zweifel ausgeräumt.
Nach einem Gutachten der Rechtsfakultät der Universität Regensburg aus dem Jahr 2012 sind Teile des EEG seit der Novelle von 2009 möglicherweise verfassungswidrig. Problematisch sei, dass mit Inkrafttreten der 2010 veränderte Ausgleichsmechanismusverordnung ein Teil der Abgaben eine „Sonderabgabe“ darstelle, die am Bundeshaushalt vorbeifließt bzw. im Juristendeutsch „haushaltsflüchtig“ ist. Die Situation sei vergleichbar mit dem früheren „Kohlepfennig“ zur Subventionierung des deutschen Steinkohlebaus, der 1994 verboten worden ist. Die auf dieses Gutachten gestützten Klagen verschiedener Unternehmen der Textil- und Modebranche wurden in letzter Instanz vom Bundesgerichtshof abgewiesen, eine anschließend erhobene Verfassungsbeschwerde wurde im Oktober 2014 vom BVerfG nicht zur Entscheidung angenommen.
Im Februar 2013 wurde die Eröffnung eines Beihilfeprüfverfahrens durch EU-Wettbewerbskommissar Joaquín Almunia angekündigt. Den Unternehmen, die von der Regelung profitiert haben, droht unter Umständen die Rückzahlung bereits gewährter Befreiungen. Im Juli 2013 wurde bekannt, dass der Wettbewerbskommissar ein Beihilfeprüfverfahren bezüglich der Befreiung energieintensiver Unternehmen noch im selben Monat einleiten wollte. Nach einer Intervention durch die Bundesregierung wurde es auf Ende September, nach der Bundestagswahl 2013, verschoben. Am 18. Dezember 2013 wurde die eingehende Prüfung (Untersuchungsverfahren) eingeleitet, um festzustellen, ob die den stromintensiven Unternehmen gewährte Teilbefreiung von der EEG-Umlage in Deutschland mit EU-Beihilfevorschriften im Einklang steht. Zumindest eine Rückzahlung bereits gewährter Rabatte konnte jedoch in den Verhandlungen mit der EU-Kommission abgewendet werden. Restriktivere Regelungen für die Industrierabatte müssen jedoch bis 2018 in Kraft treten.
Am 9. April 2014 stellte die Europäische Kommission neue Leitlinien für Beihilfen im Umwelt- und Energiesektor vor. Sie enthalten auch Kriterien dafür, wie energieintensive und besonders dem internationalen Wettbewerb ausgesetzte Unternehmen von Abgaben zur Förderung erneuerbarer Energien entlastet werden können. Während der Bundesverband der Energie- und Wasserwirtschaft die neuen Leitlinien begrüßte, da sie zu Ausschreibungen im Energiesektor verpflichten sollen und damit die Einspeisetarife des EEG untersagen, empfahl der BEE den Mitgliedsstaaten, gegen die Leitlinien der EU-Kommission vor dem EuGH zu klagen, da diese einen Eingriff in die Kompetenz der Mitgliedsstaaten darstellen, im offenen Widerspruch zur Erneuerbare-Energien-Richtlinie stehen und die negativen Erfahrungen und kostentreibenden Effekte der dort favorisierten Ausschreibungsmodelle ignorierten. Ein rechtswissenschaftliches Gutachten der Stiftung Umweltenergierecht aus Würzburg beurteilt das EEG unter bestimmten Voraussetzungen für europarechtskonform. Ein Übergang zu Ausschreibungen sei nicht zwingend notwendig. Der EuGH erklärte den Beschluss der Kommission, wonach das deutsche Gesetz von 2012 über erneuerbare Energien (EEG 2012) staatliche Beihilfen umfasst habe, für nichtig.
Laut jüngster Rechtsprechung des EuGH besitzen die Mitgliedsstaaten großen Freiraum, erneuerbare Energien mit nationalen Instrumentarien zu fördern, und verstoßen damit nicht gegen das Diskriminierungsverbot gegen ausländische Investoren. Es liege im Allgemeininteresse, erneuerbare Energien zu fördern sowie Umwelt und Klima zu schützen.

## Vergütungssätze

### Grundzüge
Die folgenden Aussagen sind überholt. Sie sind als historisch zu sehen. Das EEG wurde seit 2012 mehrfach angepasst.
Die Grundzüge der Vergütungen für Anlagen zur Stromerzeugung aus erneuerbaren Energien und Grubengas sind auch im EEG 2012 beibehalten worden:
- unterschiedliche Vergütungshöhen je nach Energieart
- höhere Vergütung für kleinere Anlagen, da sie pro Leistungseinheit (kW) höhere Investitionskosten erfordern
- absinkende Vergütungssätze, je später das Inbetriebnahmejahr liegt, die sog. „Degression“

Das EEG 2012 regelt die Vergütungen für Anlagen, die ab dem 1. Januar 2012 in Betrieb genommen werden (§§ 23–33 EEG 2012). Für bereits in Betrieb befindliche Anlagen gilt grundsätzlich die bisherige Rechtslage fort – vorbehaltlich einiger Übergangsbestimmungen (§ 66 EEG). Für Strom aus solarer Strahlungsenergie ist eine Ausnahme mit der Photovoltaik-Novelle eingeführt worden, wonach neben dem regulären Absinken zu Jahresbeginn bei hohem Zubau im Vergleich zum Vorjahr auch zum 1. Juli eine weitere Absenkung erfolgen kann („atmender Deckel“) (§ 20b EEG 2012).
Für die einzelnen Energiearten sieht das EEG angepasste Vergütungen je nach Ausbauleistung vor. Die sprungartigen Unterschiede an den Übergängen dieser Vergütungsgruppen werden ausgeglichen, indem die Ausbauleistung einer Anlage in die einzelnen Leistungsgruppen aufgeteilt wird und die Vergütung anteilig errechnet wird (s. nachfolgendes Beispiel Wasserkraft).

### Wasserkraft
| Anlagen- leistung                                            | EEG 2012 (10) | EEG 2009              | EEG 2009  | EEG 2004 |
| Anlagen- leistung                                            | EEG 2012 (10) | bis 5 MW              | über 5 MW | EEG 2004 |
| ------------------------------------------------------------ | ------------- | --------------------- | --------- | -------- |
| bis 500 kW                                                   | 12,7          | 12,67 (11)/11,67 (12) | 7,29      | 9,67     |
| bis 2 MW                                                     | 8,3           | 8,65                  | 7,29      | 6,65     |
| bis 5 MW                                                     | 6,3           | 7,65 (11)/8,65 (12)   | 7,29      | 6,65     |
| bis 10 MW                                                    | 5,5           |                       | 6,32      | 6,32     |
| bis 20 MW                                                    | 5,3           |                       | 5,80      | 5,80     |
| bis 50 MW                                                    | 4,2           |                       | 4,34      | 4,34     |
| über 50 MW                                                   | 3,4           |                       | 3,50      | 3,50     |
| (10) Neubau und Modernisierung(11) Neubau(12) Modernisierung |               |                       |           |          |

Mit dem EEG 2012 ist die Vergütungsdauer auch für Wasserkraftanlagen einheitlich auf 20 Jahre zzgl. Inbetriebnahmejahr angehoben worden (vorher 15 Jahre für Anlagen über 5 MW) (§ 23 EEG). Auch die Unterscheidung von kleiner und großer Wasserkraft bei 5 MW – mit unterschiedlichen Vergütungsregelungen (s. Tab.) – wurde aufgehoben. Die Degression liegt bei einem Prozent pro späterem Jahr der Inbetriebnahme. Für die Erweiterung oder den Neubau sind eine Reihe umwelttechnischer und wasserrechtlicher Voraussetzungen – besonders zum Fischaufstieg – zu erfüllen, die entsprechend behördlich oder gutachterlich nachgewiesen werden müssen (§§ 33 bis 35 und 6 Absatz 1 Satz 1 Nummer 1 und 2 des Wasserhaushaltsgesetzes).
Die im Gesetz genannten Vergütungen sind in Leistungsgruppen unterteilt, die bei der Vergütungsberechnung für den Einzelfall entsprechend der Bemessungsleistung angesetzt werden. Als Bemessungsleistung einer Anlage ist im EEG (§ 3, Abs. 2a) der Quotient aus der Summe der in dem jeweiligen Kalenderjahr erzeugten Kilowattstunden und der Summe der vollen Zeitstunden des jeweiligen Kalenderjahres definiert. Beispiel: Eine Wasserkraftanlage mit 2 MW Anlagenleistung erzeugt bei 4800 Volllaststunden im Jahr 9.600.000 kWh. Die Bemessungsleistung beträgt 1.096 kW (Jahresvolllaststunden* Nennleistung / 8760 h). Hiervon werden 500 kW, also 45,6 %, der Vergütungsgruppe bis 500 kW und die weitere Leistung der Vergütungsgruppe bis 2 MW zugeordnet. Die Durchschnittsvergütung errechnet sich zu 0,456 × 12,7 ct/kWh + 0,544 × 8,3 ct/kWh = 10,31 ct/kWh. Bei einer Inbetriebnahme nach 2012 ist die Degression von 1 % pro Jahr zu berücksichtigen. Eine Anlage, die 2013 in Betrieb genommen wurde, bekommt statt 12,7 ct/kWh noch 12,57 ct/kWh in der Gruppe bis 500 kW.

Wasserkraftanlagen – Beispiele für Baugrößen
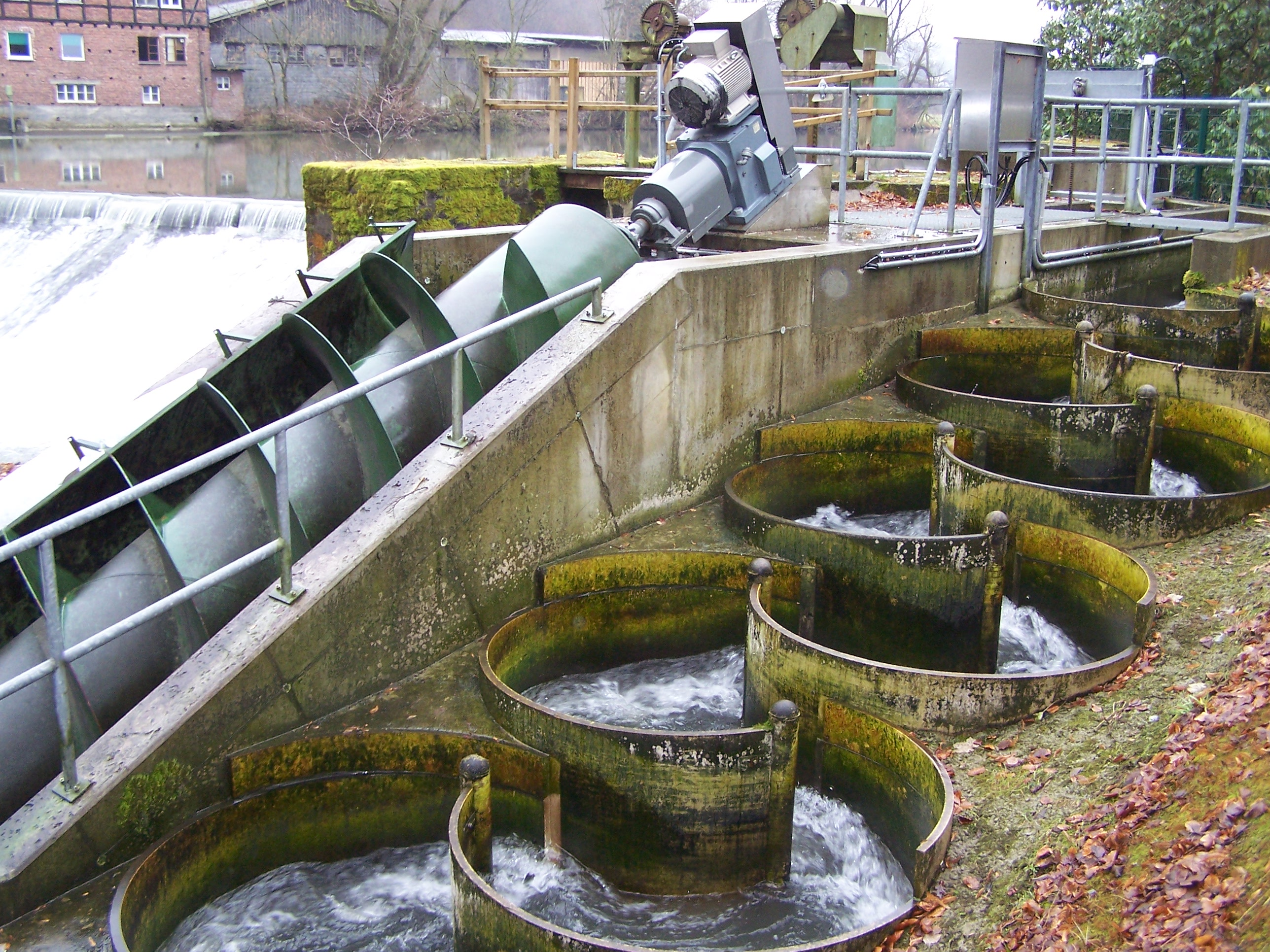
Wasserkraftschnecke am Wehr von Schloss Laer (neben Fischpass) Leistung ca. 15 kW
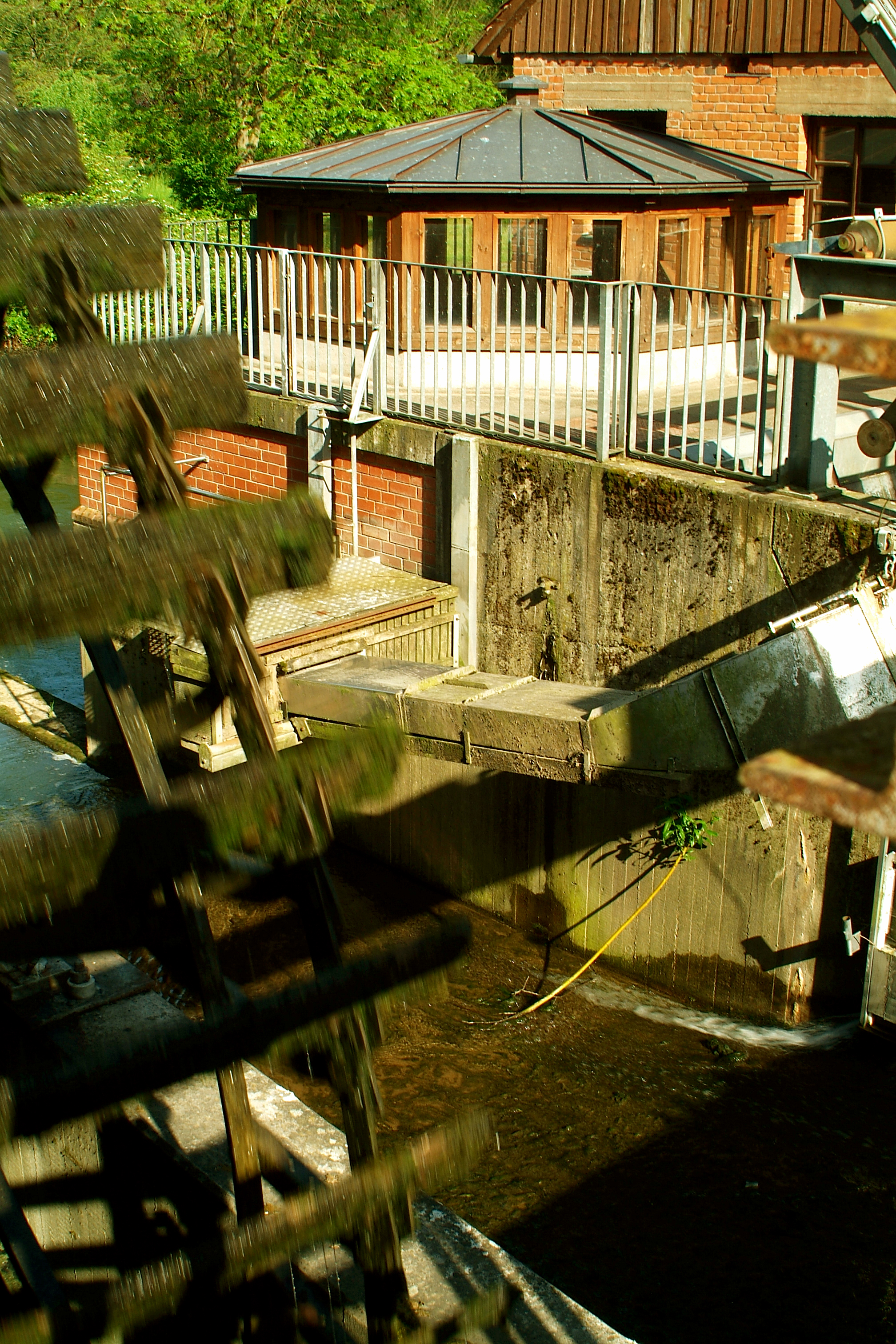
Wasserkraftanlage Hämelschenburg/Nds. 140 kW Leistung
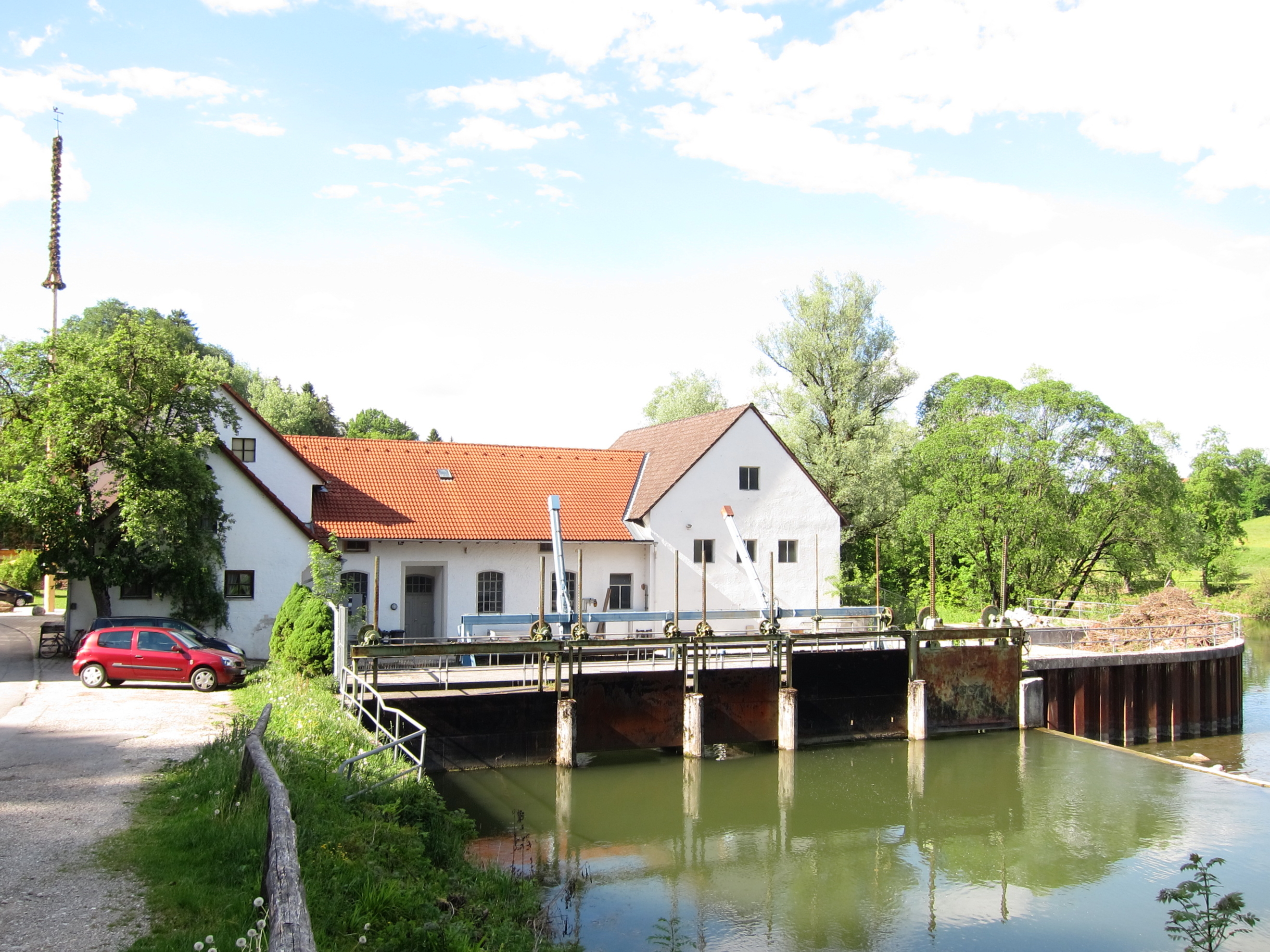
Wasserkraftanlage Beuerberg/Bayern 388 kW Leistung
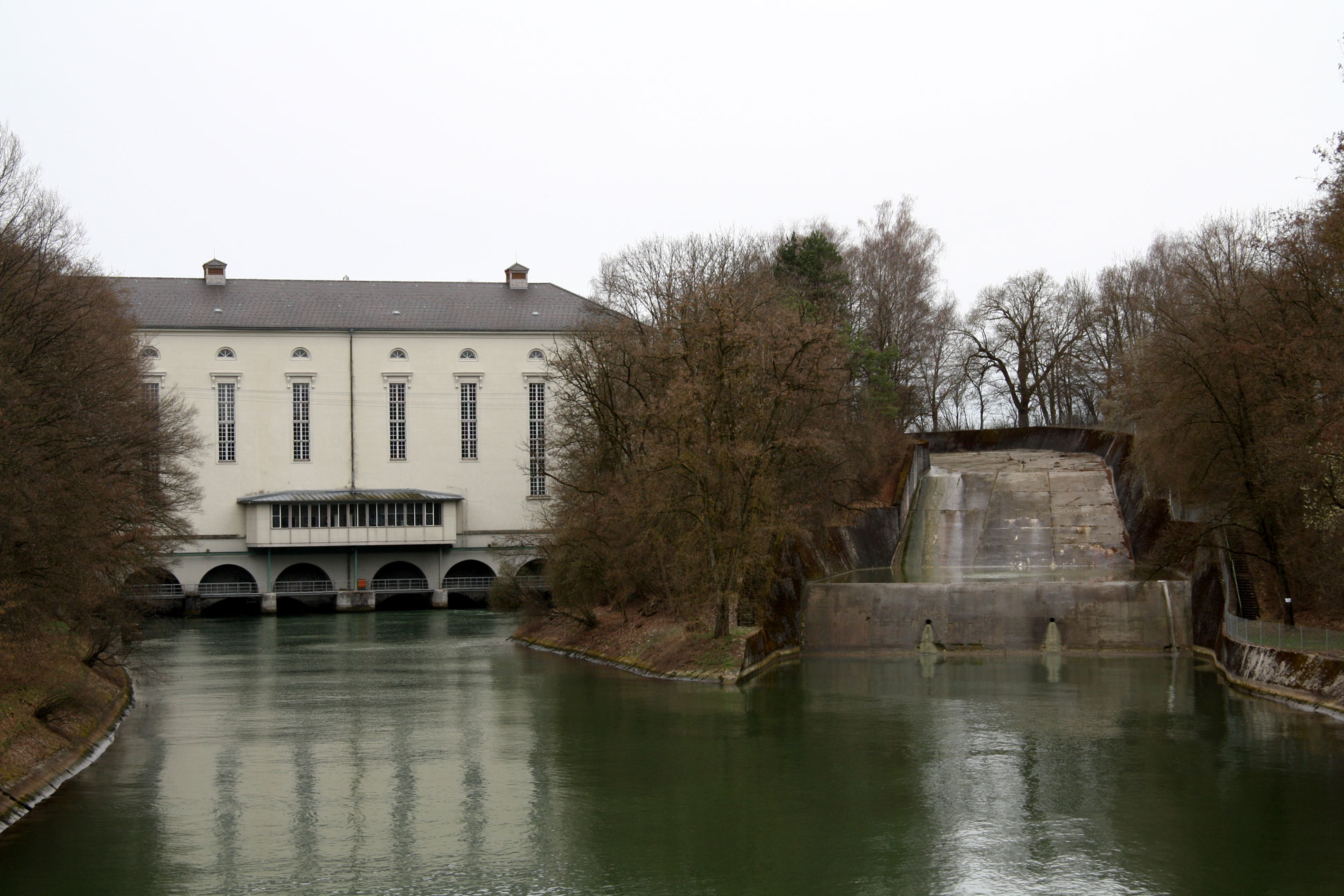
Wasserkraftwerk Aufkirchen/Bayern 27 MW Leistung

### Deponie-, Klär- und Grubengas

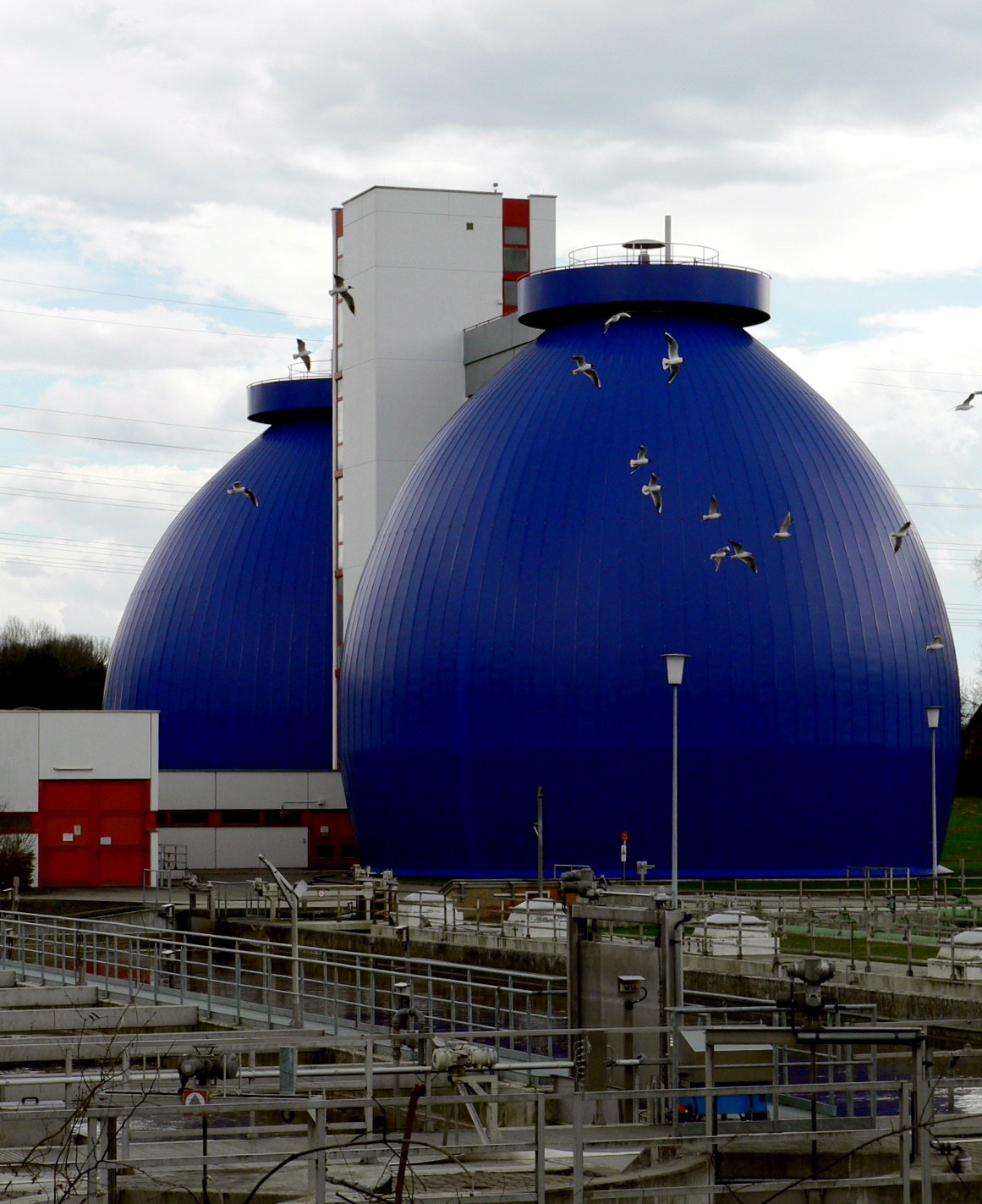
Faultürme eines Klärwerks zur Klärgaserzeugung

Die Vergütungen sind (veraltet) den nachfolgenden Tabellen zu entnehmen. Anlagen bis 5 MWel erhalten nach Anlage 1 zum EEG für innovative Anlagentechnik einen Bonus von 2,0 Cent/kWh (2004: 2,0). Weitere Boni gibt es bei Deponie- und Klärgas für die Gasaufbereitung.
Die Degression für Grundvergütung und Boni beträgt 1,5 % pro späterem Jahr der Inbetriebnahme (§ 20b EEG 2012).
| Leistungsanteil              | EEG 2012 | EEG 2009       | EEG 2004  |
| ---------------------------- | -------- | -------------- | --------- |
| bis 500 kWel                 | 6,79     | 9,00/6,16 (13) | 7,11 (14) |
| 500 kWel bis 5 MWel          | 5,89     | 6,16           | 6,16      |
| (13) Deponiegas (14) Klärgas |          |                |           |

| Leistungsanteil     | EEG 2012 | EEG 2009 | EEG 2004 |
| ------------------- | -------- | -------- | -------- |
| bis 500 kWel        | 6,84     | 7,16     | 7,11     |
| 500 kWel bis 1 MWel | 6,84     | 7,16     | 6,16     |
| 1 MWel bis 5 MWel   | 4,93     | 5,16     | 6,16     |
| ab 5 MWel           | 3,98     | 4,16     | 6,16     |

Grubengas stellt keine erneuerbare, sondern eine fossile Energiequelle dar. Die Verbrennung von Grubengas (beispielsweise in einer Stromerzeugungsanlage) stellt aber dennoch ein Klimaschutzmaßnahme dar, da unverbrannt in die Atmosphäre entweichendes Grubengas ein höheres Treibhauspotential als das bei der Verbrennung entstehende Kohlenstoffdioxid. Die Förderung der Grubengasverstromung wurde eingeführt, da sich das Auffangen und die energetische Nutzung von Grubengas ohne finanzielle Förderung nicht lohnt.

### Biomasse

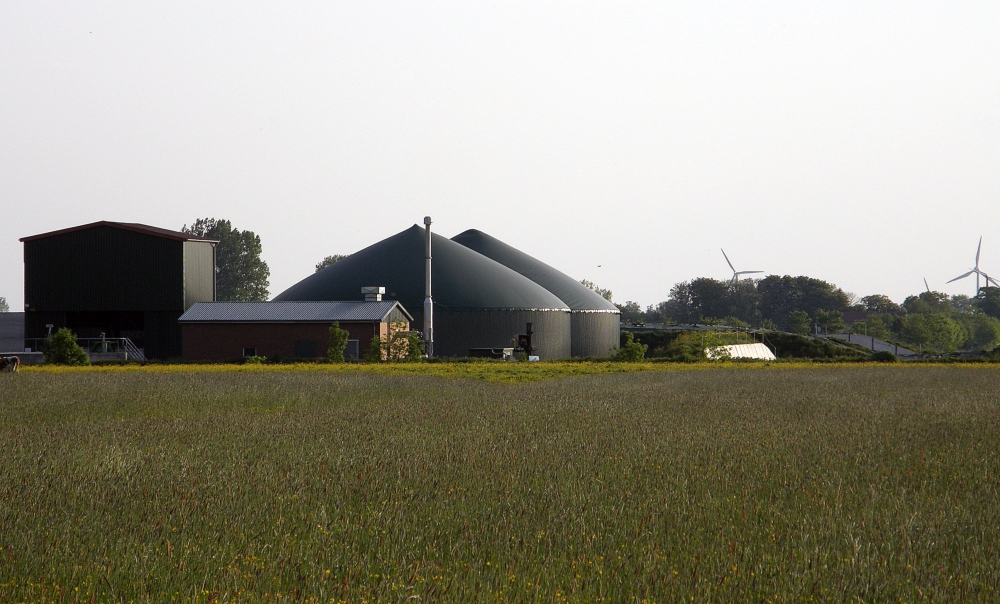
Landwirtschaftliche Biogasanlage

Die Grundvergütung ist der nachfolgenden Tabelle zu entnehmen.
| Leistungsanteil       | EEG 2012      | EEG 2009                  | EEG 2004         |
| --------------------- | ------------- | ------------------------- | ---------------- |
| bis 150 kWel          | 14,3          | 11,67 auch für Altanlagen | 11,50            |
| 150 kWel bis 500 kWel | 12,3          | 9,18                      | 9,90             |
| 500 kWel bis 5 MWel   | 11            | 8,25                      | 8,90             |
| 5 MWel bis 20 MWel    | 6 nur bei KWK | 7,79 nur bei KWK          | 8,40 nur bei KWK |

Um von den umfangreichen Boni von bis zu 18 Ct/kWh für die Stromerzeugung aus Biomasse zu profitieren, müssen folgende Bedingungen erfüllt sein:
- Nutzung innovativer Technologien (Technologie-Bonus)
- Verwendung von nachwachsenden Rohstoffen oder Gülle (Nawaro-Bonus, darin enthalten: der Gülle-Bonus)
- Anwendung von Kraft-Wärme-Kopplung (KWK, KWK-Bonus)
- Einhaltung von Grenzwerten bei den Formaldehyd-Emissionen (Formaldehyd-Bonus)[193]

Entsprechen die zur Gewinnung von flüssiger Biomasse verwandten Rohstoffe nicht den Anforderungen des § 3 der Biomassestrom-Nachhaltigkeitsverordnung oder stammen die Rohstoffe aus nicht nachhaltigem Anbau, wie dem Regenwald oder Feuchtgebieten, dann wird die Vergütung nach dem EEG hinfällig.
Die jährliche Degression auf der Grundvergütung und der Boni wurde im EEG 2009 um einen halben Prozentpunkt auf 1 % gesenkt (EEG 2004: 1,5 %).
In der EEG-2012-Novelle, die am 30. Juni 2011 beschlossen wurde, wurden folgende Prämien für Biogasanlagen eingeführt:
- „Marktprämie“
- „Flexibilitätsprämie“

Ab dem 1. Januar 2012 wurden neu auch kleine Biogasanlagen bis 75 kW mit 25 ct/kWh vergütet.

### Geothermie
| Leistungsanteil | EEG 2012 | EEG 2009 | EEG 2004 |
| --------------- | -------- | -------- | -------- |
| bis 5 MWel      | 25       | 20       | 15       |
| bis 10 MWel     | 25       | 20       | 14       |
| bis 20 MWel     | 25       | 14,50    | 8,95     |
| ab 20 MWel      | 25       | 14,50    | 7,16     |

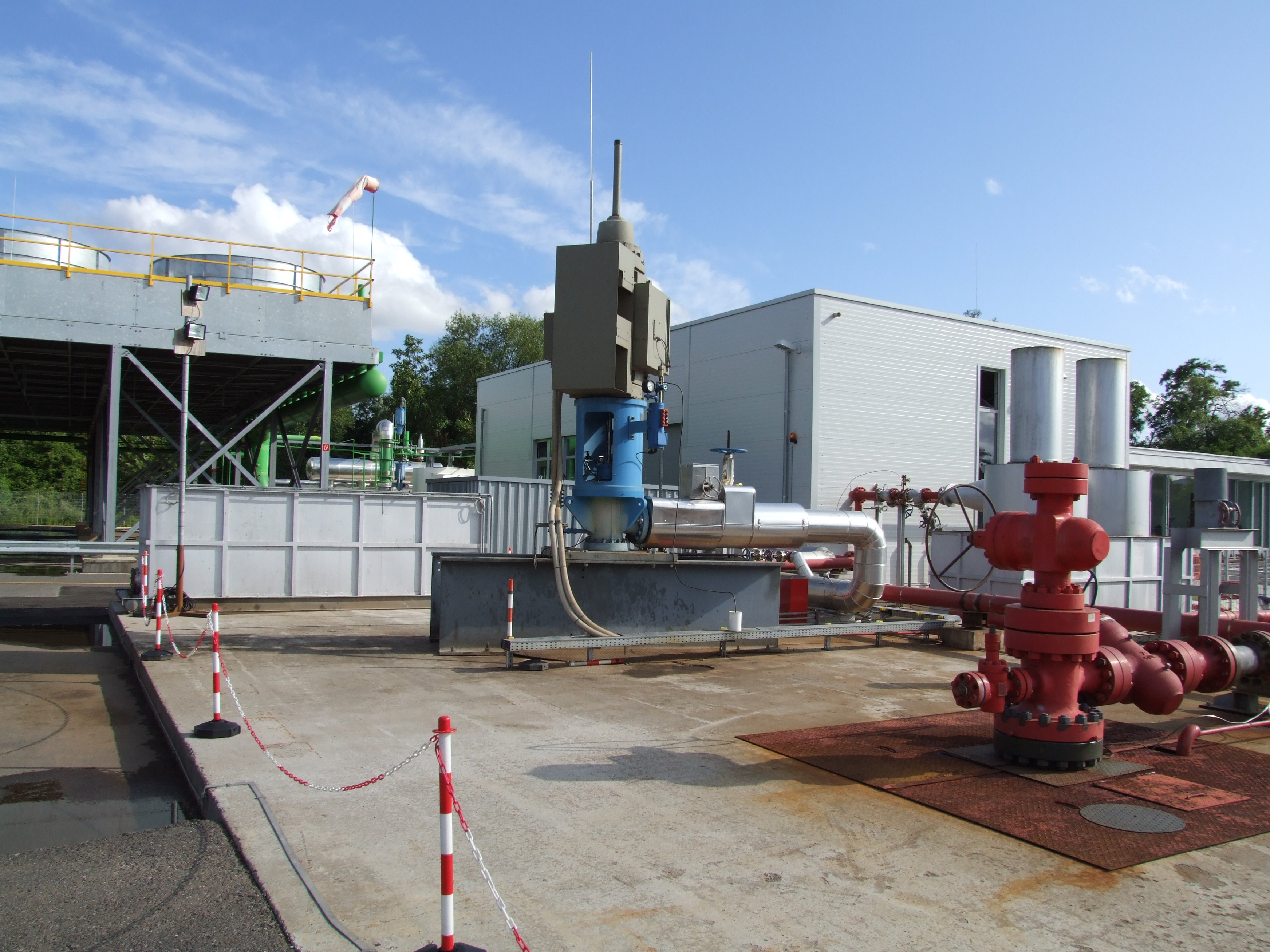
Geothermiekraftwerk in Landau

Im EEG 2009 wurde die Grundvergütung für den Leistungsanteil bis 10 MWel auf 16 ct/kWh und für den Leistungsanteil über 10 MWel auf 10,5 ct/kWh angehoben. Zudem wurden ein Wärmenutzungsbonus in Höhe von 3 ct/kWh und ein Technologiebonus in Höhe von 4 ct/kWh für nicht-hydrothermale Systeme (beispielsweise Hot-Dry-Rock) eingeführt. Die bis 2011 geltenden Boni für Kraftwärmekopplung und Frühzeitigkeit entfielen durch die Anhebung der Vergütungssätze im EEG 2012. Der Technologie-Bonus für petrothermale Projekte wurde beibehalten und von 4 auf 5 ct/kWh erhöht.
Die jährliche Absenkung der Grundvergütung und des Technologie-Bonus wird im EEG 2012 auf das Jahr 2018 verschoben und beträgt 5 % pro Jahr (EEG 2004/2009: 1 % ab 2010).

### Windkraft Festland (onshore)
| Phase                       | Anfangsvergütung | Grundvergütung |
| --------------------------- | ---------------- | -------------- |
|                             | ct/kWh           | ct/kWh         |
| EEG 2000                    | 9,10             | 6,19           |
| EEG 2004                    | 8,70             | 5,50           |
| EEG 2009                    | 9,20             | 5,02           |
| EEG 2012                    | 8,93             | 4,87           |
| EEG 2014 ab 1. August 2014  | 8,90             | 4,95           |
| EEG 2017 ab 1. Januar 2017  | 8,38             | 4,66           |
| EEG 2017 ab 1. März 2017    | 8,29             | 4,61           |
| EEG 2017 ab 1. April 2017   | 8,20             | 4,56           |
| EEG 2017 ab 1. Mai 2017     | 8,12             | 4,51           |
| EEG 2017 ab 1. Juni 2017    | 8,03             | 4,47           |
| EEG 2017 ab 1. Juli 2017    | 7,95             | 4,42           |
| EEG 2017 ab 1. August 2017  | 7,87             | 4,37           |
| EEG 2017 ab 1. Oktober 2017 | 7,68             | 4,27           |
| EEG 2017 ab 1. Januar 2018  | 7,49             | 4,17           |

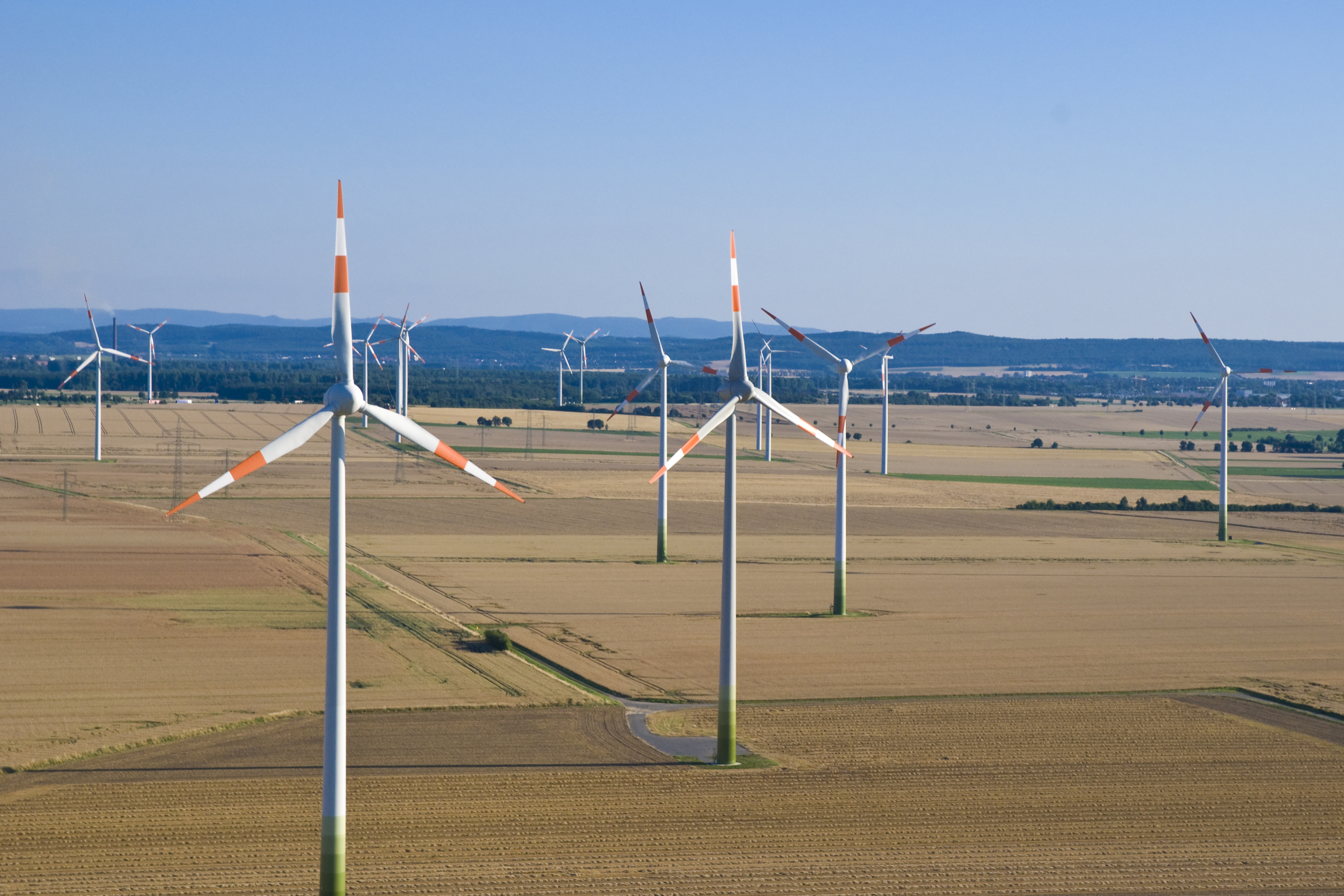
Windkraftanlagen in Niedersachsen

Die Vergütungsstruktur für Strom aus Windkraft auf dem Festland ist abhängig vom Ertrag des Standorts gestaltet (§ 49 EEG 2014). Nach einer zunächst fünfjährigen Anfangsvergütung wird der anfangs erzielte Ertrag in das Verhältnis zu einer (theoretischen) Referenzanlage gesetzt und daraus für den einzelnen Standort errechnet, wie lange die Anfangsvergütung zusätzlich gewährt wird. Je wind- und damit ertragreicher ein Standort ist, umso kürzer wird diese Vergütungsphase. Die zugehörige Regelung lautete im EEG 2012: „Diese Frist verlängert sich um zwei Monate je 0,75 Prozent des Referenzertrags, um den der Ertrag der Anlage 150 Prozent des Referenzertrags unterschreitet“ (§ 64 Abs. 2 EEG 2012). Mit dem EEG 2014 wurde die Regelung zur Anfangsvergütung wie folgt angepasst: „Diese Frist verlängert sich um einen Monat pro 0,36 Prozent des Referenzertrags, um den der Ertrag der Anlage 130 Prozent des Referenzertrags unterschreitet. Zusätzlich verlängert sich die Frist um einen Monat pro 0,48 Prozent des Referenzertrags, um den der Ertrag der Anlage 100 Prozent des Referenzertrags unterschreitet“ (§ 49 Abs. 2 EEG 2014).
Sie führt für küstennahe Standorte, die beispielsweise 120 % des Referenzertrages erreichen, zu einer Verlängerung um 27 Monate, so dass die Anfangsvergütung von 8,79 Cent/kWh (Inbetriebnahme Januar 2016) insgesamt 7,25 Jahre gewährt wird. Für Standorte im Binnenland kann eine Unterschreitung des Referenzertrags eintreten, so dass ein Standort mit beispielsweise 90 % des Referenzertrags eine Verlängerung um fast 11 Jahre auf dann insgesamt 16 Jahre erhält. Nach Ablauf dieses Zeitraums wird nur noch die sog. Grundvergütung von 4,89 Cent/kWh gewährt (§ 49 Abs. 1 EEG 2014 mit Degression bei einer Inbetriebnahme im Januar 2016). Diese standortabhängige Vergütungsstruktur für Windkraft auf dem Festland führt im Verlauf des 20-jährigen EEG-Vergütungszeitraums zu deutlich unterschiedlichen mittleren Vergütungen.
Die Anfangsvergütung unterliegt nach EEG 2012 einer Degression von 1,5 % pro Jahr, je später die Inbetriebnahme erfolgt (§ 20 Abs. 2 EEG 2012). Nach EEG 2014 findet ab dem 1. Januar 2016 eine quartalsweise Anpassung der Vergütungssätze statt (§ 29 EEG 2014). Die Höhe der Anpassung hängt vom erfolgten Zubau in einem vorangegangenen 12-Monats-Zeitraum ab. Wurde ein besonders starker Zubau festgestellt, so erhöht sich die Degression auf bis zu 1,2 % pro Quartal, während bei besonders schwachem Zubau auch eine Erhöhung der Vergütung um bis zu 0,4 % möglich ist. Für den Zubau wird ein Zielkorridor von 2,4 GW bis 2,6 GW pro Jahr angestrebt.
Die Ertragsberechnung für die maßgebende Referenzanlage ist in der Anlage 3 zum EEG 2012 geregelt und bezieht im Wesentlichen die vermessene Leistungskennlinie des Anlagentyps und einen Referenzstandort ein, dessen Ertragsbedingungen anhand der mittleren Jahresgeschwindigkeit, der Messpunkthöhe, des Höhenprofils und der Rauhigkeitslänge festgelegt sind.
Im EEG 2012 sind für Windkraftanlagen auf dem Festland zwei Bonuszahlungen geregelt: der Systemdienstleistungsbonus (SDL-Bonus) und der Repoweringbonus. Der Systemdienstleistungsbonus von 0,48 Cent/kWh wird für Anlagen gewährt, die die technischen Anforderungen der Systemdienstleistungsverordnung (SDLWindV) erfüllen (§ 64 EEG 2012) und vor dem 1. Januar 2015 in Betrieb genommen werden. Auch Bestandsanlagen, die die Voraussetzungen der genannten Verordnung erfüllen und zwischen dem 1. Januar 2002 und dem 31. Dezember 2008 in Betrieb genommen wurden, können diesen Bonus erhalten (§ 66 Abs. 1 Nr. 6 EEG 2012) (dann 0,7 Cent/kWh). Die technischen Anforderungen der Verordnung tragen zur Netzstabilität und einem verbesserten Last- und Erzeugungsmanagement bei. Die Systemdienstleistungsverordnung (SDLWindV) wurde am 3. Juli 2009 erlassen.
Der Repoweringbonus wird für Neuanlagen gewährt, die mindestens zehn Jahre alte Anlagen ersetzen (§ 30 EEG 2012). Um von der Erhöhung profitieren zu können, muss die neue Anlage mindestens doppelt so viel Leistung erbringen und im selben oder in einem angrenzenden Landkreis liegen. Eine weitere Bedingung ist, dass die Anzahl der Anlagen sich nicht erhöht. Unter diesen Voraussetzungen wird ein Repoweringbonus von 0,5 Cent/kWh gezahlt.

### Windkraft offshore

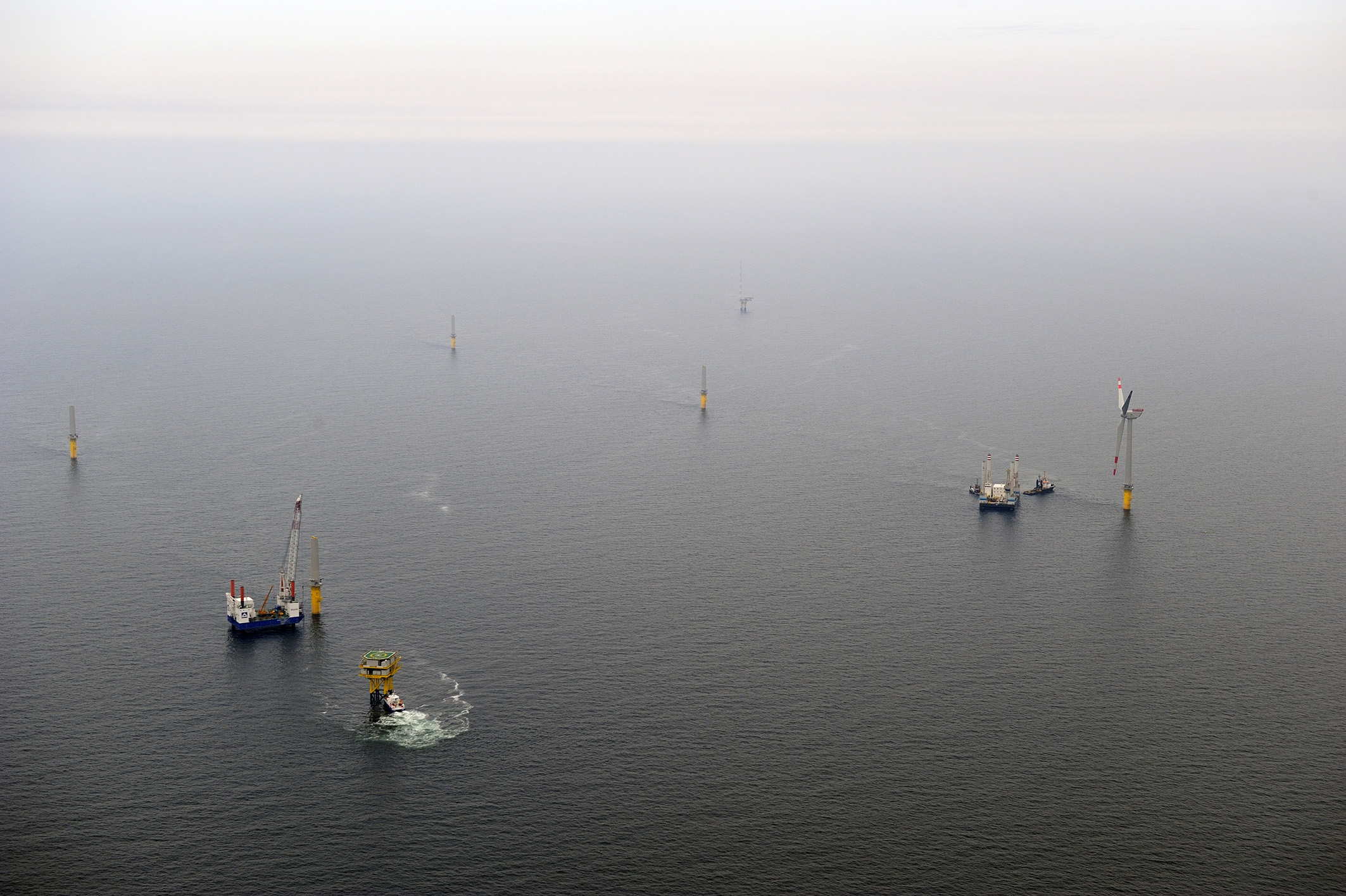
Erster deutscher Offshore-Windpark alpha ventus

Offshore-Anlagen sind Windenergieanlagen, die in einer Entfernung von mindestens drei Seemeilen – gemessen von der Küstenlinie aus seewärts – errichtet werden (§ 3 Nr. 9 EEG 2012). Im Herbst 2009 wurde das Testfeld „alpha ventus“ mit zwölf Anlagen der 5-MW-Klasse in Betrieb genommen. Im März 2010 startete der Bau von zwei weiteren Offshore-Windparks. Für 32 weitere Anlagen in der Nord- bzw. Ostsee wurden Genehmigungen erteilt. Weil bis 2009 trotz vorliegenden Genehmigungen kein einziges Vorhaben realisiert wurde, hat man die Vergütungssätze im EEG 2009 deutlich erhöht. In den ersten zwölf Jahren beträgt die Anfangsvergütung für Strom aus Offshore-Windkraftanlagen (Windenergie Offshore: § 50 EEG) 15,4 Cent/kWh. Seit dem EEG 2012 ist nach dem Stauchungsmodell auch eine höhere Anfangsvergütung von 19,4 Cent/kWh möglich, wobei sich aber der Vergütungszeitraum von 12 auf 8 Jahre verkürzt. Nach dem Zeitraum der Anfangsvergütung (12 respektive 8 Jahre), werden pro kWh 3,9 Cent/kWh (EEG 2004: 5,95 Cent/kWh) vergütet. Der Zeitraum der Anfangsvergütung verlängert sich in Abhängigkeit von der Entfernung der Anlage zum Festland (ab einer Entfernung von 12 Seemeilen eine Verlängerung um 0,5 Monate je zusätzlicher abgeschlossener Seemeile) und der Wassertiefe (ab einer Wassertiefe von 20 Metern eine Verlängerung um 1,7 Monate je abgeschlossenem zusätzlichen Meter). Beschränkungen bei der Genehmigung von Offshore-Anlagen bestehen primär zugunsten des Naturschutzes und der Sicherheit der Schifffahrt. Eine Degression, die den jährlichen Vergütungssatz bei Offshore-Anlagen ab 2015 um 5 % hätte senken sollen, wurde auf den 1. Januar 2018 verschoben, wobei dann ein erhöhter Prozentsatz von 7 % gilt.
Am 27. März 2010 wurde der erste deutsche Offshore-Windpark alpha ventus mit einer Leistung von 60 MW 45 Kilometer vor der Küste Borkums eröffnet. Bis 2030 sollen in deutschen Gewässern (Nord- und Ostsee) rund 30 Gigawatt (2014 nur noch 15 GW) installiert werden, auch mithilfe von Kooperationen.
Die Regierung Merkel beschloss 2012 die Offshore-Haftungsregel. Entschädigungen für fehlende Anschlüsse von Windparks oder bei Störungen von mehr als zehn Tagen werden demnach zu einem Teil auf den Strompreis umgelegt. Die Netzbetreiber haften je nach Grad ihres Verschuldens bei Verzögerungen mit einem Höchstbetrag von 110 Millionen Euro, der Rest wird auf die Stromverbraucher umgelegt. Diese Umlage soll dabei höchstens 0,25 Cent/kWh betragen. Großverbraucher von über 100.000 kWh sind von der Zahlung der Umlage weitestgehend befreit. Oppositionsparteien hatten die Regel heftig kritisiert. Sie forderten stattdessen, dass der Bund über die KfW-Bankengruppe die Haftung für Schadensersatzansprüche von Seiten der Betreiber übernimmt. Dafür kann dieser entweder Anteile an den Übertragungsnetzbetreibern (ÜNBs) oder an einer Offshore-Netzgesellschaft übernehmen. Der Bund würde damit nicht nur die Risiken übernehmen, sondern könne mittel- und langfristig durch die Anteile der ÜNBs von den Einnahmen über Netzentgelte profitieren. Die Offshore-Haftungsumlage ist im § 17f EnWG (Energiewirtschaftsgesetz) gesetzlich geregelt und damit außerhalb des EEG.

### Photovoltaik

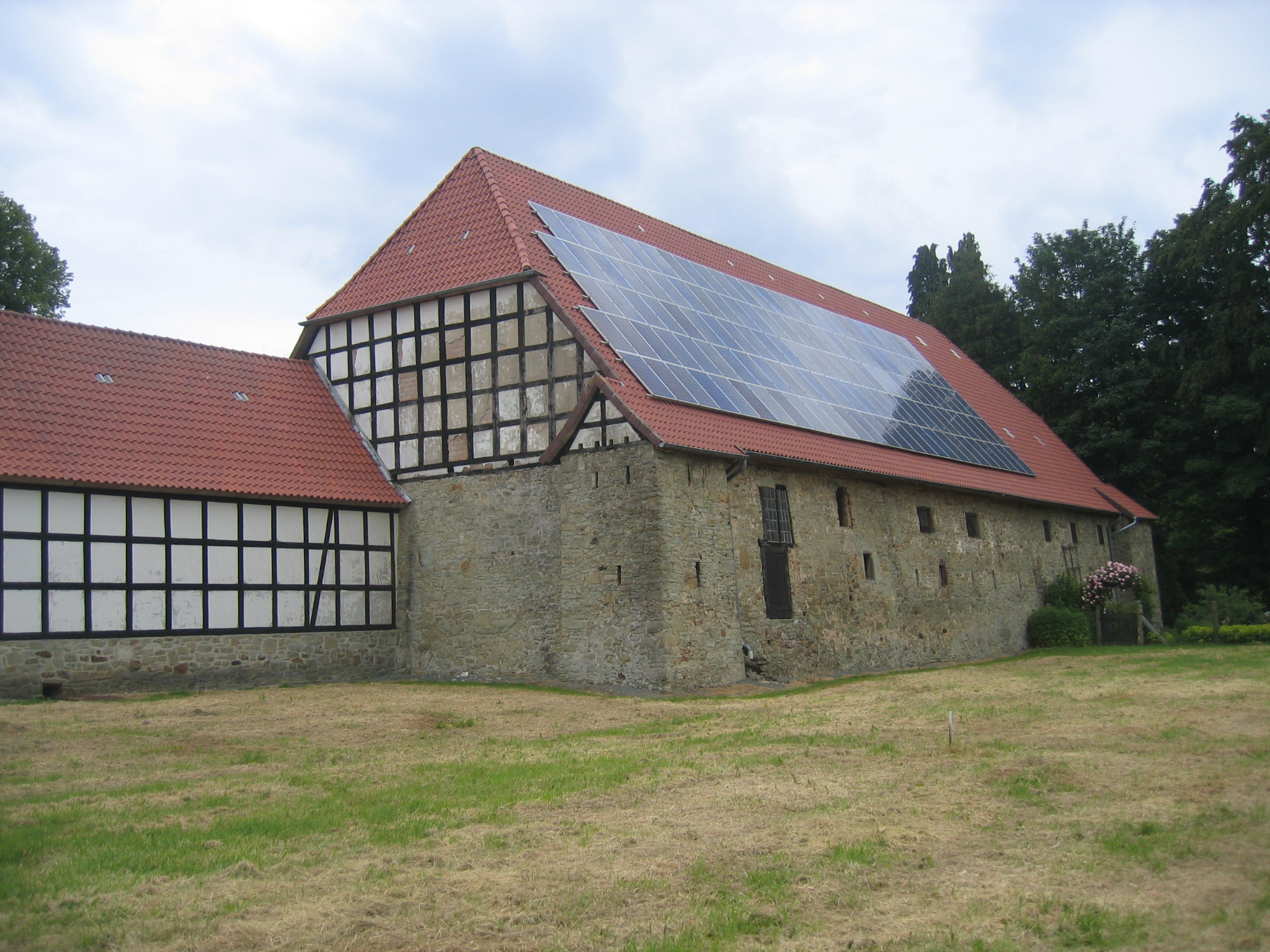
Photovoltaikanlage auf landwirtschaftlichem Gebäude

Strom aus Photovoltaik machte 2011 21 % der EEG-Gesamtstrommenge und 46 % der gesamten EEG-Förderung aus. 2011 betrug die EEG-Vergütung für Photovoltaik 7,77 Milliarden Euro bzw. durchschnittlich 40,16 Cent/kWh.
Die jeweils neu installierte Leistung stieg von 2001 bis 2010 aufgrund sehr hoher Förderbeträge von Jahr zu Jahr sehr stark an; von 2010 bis 2012 blieb sie auf einem Rekordniveau von ca. 7,5 GWp. Infolge starker Kürzungen der Einspeisevergütungen sank die neu installierte Leistung im Jahr 2013 im Vergleich zu 2012 um 57 % und 2014 im Vergleich zum Vorjahr ebenfalls um 43 %. Das politische Ausbauziel wurde damit 2013 (erstmals seit 2008) eingehalten und nicht übertroffen, jedoch wurde das Ausbauziel 2014 mit 1,95 GW Kapazität an neu errichteten Anlagen nicht erreicht.
Speziell für Photovoltaikanlagen werden KfW-Kredite angeboten. Mit der Anlage selbst und der Einspeisevergütung als Sicherheit muss gegebenenfalls kein oder nur wenig Eigenkapital für die Anschaffung der Anlage eingesetzt werden. Die KfW-Kredite für Photovoltaikanlagen haben etwas ungünstigere Konditionen als die entsprechenden KfW-Kredite für Investitionen in andere erneuerbare Energien.
Die bis Januar 2012 gültigen Einspeisevergütungen können der unten stehenden Tabelle entnommen werden (Angaben in Netto-Preisen). Für Photovoltaikanlagen beträgt die Vergütungsdauer 20 Jahre und bleibt vom Jahr der Inbetriebnahme bis zum Ende der Unterstützungsdauer unverändert. Je nach Leistungsklasse (Anlagen auf Gebäuden, im Freien …) werden die Vergütungssätze gestaffelt angewandt und die Vergütung erfolgt prozentual: Bei einer im August 2012 errichteten Dachanlage mit einer Spitzenleistung von 30 kWp wird für 10 kWp eine Vergütung von 18,73 Cent/kWh gezahlt, für die restlichen 20 kWp werden 17,77 Cent/kWh gezahlt, bis Ende 2032.
Abschaffung Eigenstromprivileg und Zulage für Fassadenanlagen (2009)Mit dem EEG 2009 wurde für selbst verbrauchten Strom aus Gebäudeanlagen bis 30 kWp eine Selbstverbrauchsvergütung eingeführt (§ 33 EEG), die 18 Cent/kWh weniger als die Einspeisevergütung betrug (per 1. Juli 2010 angepasst auf 16,38 Cent/kWh weniger bis 30 % und 12 Cent/kWh weniger über 30 % Eigenverbrauch). Der Selbstverbraucher profitierte dadurch im Vergleich zum reinen „Einspeiser“ vom Differenzbetrag zum sonst nötigen, über 16,38 bzw. 12 Cent/kWh liegenden Strombezug von einem Energieversorgungsunternehmen. Dadurch wollte der Gesetzgeber einen Anreiz für die Eigennutzung schaffen.
Bei Fassadenanlagen (genauer: Anlagen, die nicht auf dem Dach oder als Dach eines Gebäudes angebracht sind und einen wesentlichen Bestandteil eines Gebäudes bilden) gab es bis Ende 2008 einen Zuschlag von 5 Cent/kWh, da mit einem geringeren Ertrag zu rechnen ist als bei Dachanlagen; das EEG 2009 hat diesen Zuschlag aber nicht übernommen.
Kürzungen 2010 um 13 % und 3 %Bundesumweltminister Norbert Röttgen wollte die Umlagevergütung von Solarstrom schon zum April 2010 zwischen 15 % und 25 % senken. Grund waren zu hohe Vergütungssätze bei fallenden Kosten für Solaranlagen. Wegen des entsprechenden am 6. Mai 2010 vom Bundestag beschlossenen Gesetzes rief der Bundesrat, der eine Kürzung um 10 % für sinnvoll hielt, den Vermittlungsausschuss an. Am 8. Juli 2010 nahm der Deutsche Bundestag das durch Beschlussempfehlung des Vermittlungsausschusses abgeänderte Gesetz zur Änderung des Erneuerbare-Energien-Gesetzes an. Mit dem Gesetz wurde die Vergütung für Dach- und Freiflächenanlagen 2010 in zwei Stufen von 13 % und 3 % gesenkt und die Vergütung für Anlagen auf ehemaligen Ackerflächen ganz gestrichen (siehe Tabelle).
Kürzungen 2011 um 13 %Die Vergütungskürzung 2011 betrug 13 %. Die im Zeitraum von Juni bis einschließlich September 2010 installierte Leistung (allein im Juni über 2.000 MWp), mit Drei multipliziert, lag über 6.500 MWp; damit erhöhte sich die Degression von 9 % auf 13 %. Für den 1. Juli/1. September 2011 beschloss der Bundestag eine potenzielle weitere Absenkung bei einem Zubau von mehr als 3.500 MWp pro Jahr, hochgerechnet vom Zubau der Monate März bis Mai 2011 (um 3 % und pro 1.000 MWp über 3.500 MWp um weitere 3 %, maximal um 15 %). Da aber hochgerechnet auf das Jahr weniger als 3.500 MWp Photovoltaikanlagen installiert wurden, trat keine Kürzung ein.
Bei der Novellierung des Gesetzes 2011 wurde die bestehende Degressionsregelung beibehalten, und Maßnahmen zur Netzintegration wurden vorgesehen. Zugleich wurde die „Abregelung“ flexibilisiert: Bei hoher Netzbelastung kann der Netzbetreiber das vorübergehende Herunterregeln der Anlagenleistung vom Betreiber verlangen (dies geschieht automatisiert über einen eingebauten oder nachgerüsteten Abschalter) – dafür erhält der Anlagenbetreiber eine Entschädigung in Höhe von 95 % des entgangenen Ertrags. Die Abregelung ist beschränkt auf maximal 1 % der Anlagen-Jahresleistung.
Kürzungen zum 1. Januar 2012 um 15 %Anfang 2012 galt folgende Regelung: Zum Jahreswechsel wird die Vergütung je nach installierter Leistung im Vorjahreszeitraum (1. Oktober bis 30. September) zwischen 1,5 % (bei unter 1.500 MWp) und 24 % (bei über 7.500 MWp) gesenkt. Abhängig von dem Zubau zwischen 1. Oktober und 30. April werden bis zu 15 % dieser Vergütungskürzung auf den 1. Juli vorgezogen. Zwischen dem 1. Oktober 2010 und dem 30. September 2011 wurden 5.200 MWp neu installiert, was eine Kürzung für 2012 von 15 % bedeutete. Im Zeitraum 1. Oktober 2011 bis 30. April 2012 lag der Zubau bei ca. 6.273 MWp; damit sänke die Vergütung zum 1. Juli 2012 um 15 %.
Vergütungssätze 2000–2003Die Vergütungssätze für Photovoltaik betrugen ab dem 1. April 2000 für das Jahr 2000 und 2001 0,99 DM/kWh, ab 1. Januar 2002 48,1 ct/kWh, ab 1. Januar 2003 45,7 ct/kWh.
| Anlagentyp                                           | Anlagentyp                               | 2004                                     | 2005                                     | 2006                                     | 2007                                     | 2008                                     | 2009  | Jan. 2010 | Jul. 2010 | Okt. 2010 | 2011  | Jan. 2012 |
| ---------------------------------------------------- | ---------------------------------------- | ---------------------------------------- | ---------------------------------------- | ---------------------------------------- | ---------------------------------------- | ---------------------------------------- | ----- | --------- | --------- | --------- | ----- | --------- |
| auf einem Gebäude oder einer Lärmschutzwand          | bis 30 kWp                               | 57,4                                     | 54,53                                    | 51,80                                    | 49,21                                    | 46,75                                    | 43,01 | 39,14     | 34,05     | 33,03     | 28,74 | 24,43     |
| auf einem Gebäude oder einer Lärmschutzwand          | ab 30 kWp                                | 54,6                                     | 51,87                                    | 49,28                                    | 46,82                                    | 44,48                                    | 40,91 | 37,23     | 32,39     | 31,42     | 27,33 | 23,23     |
| auf einem Gebäude oder einer Lärmschutzwand          | ab 100 kWp                               | 54,0                                     | 51,30                                    | 48,74                                    | 46,30                                    | 43,99                                    | 39,58 | 35,23     | 30,65     | 29,73     | 25,86 | 21,98     |
| auf einem Gebäude oder einer Lärmschutzwand          | ab 1 MWp                                 | 54,0                                     | 51,30                                    | 48,74                                    | 46,30                                    | 43,99                                    | 33,00 | 29,37     | 25,55     | 24,79     | 21,56 | 18,33     |
| Freiflächenanlagen (leistungsunabhängig)             | vorbelastete Flächen                     | 45,7                                     | 43,4                                     | 40,6                                     | 37,96                                    | 35,49                                    | 31,94 | 28,43     | 26,16     | 25,37     | 22,07 | 18,76     |
| Freiflächenanlagen (leistungsunabhängig)             | Sonstige Freiflächen                     | 45,7                                     | 43,4                                     | 40,6                                     | 37,96                                    | 35,49                                    | 31,94 | 28,43     | 25,02     | 24,26     | 21,11 | 17,94     |
| Freiflächenanlagen (leistungsunabhängig)             | Ackerflächen                             | 45,7                                     | 43,4                                     | 40,6                                     | 37,96                                    | 35,49                                    | 31,94 | 28,43     | -         | -         | -     | -         |
| Selbstverbrauchs- vergütung für Anlagen auf Gebäuden | bis 30 kWp bis 30 % Selbstverbrauch      | bis 30 kWp bis 30 % Selbstverbrauch      | bis 30 kWp bis 30 % Selbstverbrauch      | bis 30 kWp bis 30 % Selbstverbrauch      | bis 30 kWp bis 30 % Selbstverbrauch      | bis 30 kWp bis 30 % Selbstverbrauch      | 25,01 | 22,76     | 17,67     | 16,65     | 12,36 | 8,05      |
| Selbstverbrauchs- vergütung für Anlagen auf Gebäuden | bis 30 kWp ab 30 % Selbstverbrauch       | bis 30 kWp ab 30 % Selbstverbrauch       | bis 30 kWp ab 30 % Selbstverbrauch       | bis 30 kWp ab 30 % Selbstverbrauch       | bis 30 kWp ab 30 % Selbstverbrauch       | bis 30 kWp ab 30 % Selbstverbrauch       | 25,01 | 22,76     | 22,05     | 21,03     | 16,74 | 12,43     |
| Selbstverbrauchs- vergütung für Anlagen auf Gebäuden | 30 bis 100 kWp bis 30 % Selbstverbrauch  | 30 bis 100 kWp bis 30 % Selbstverbrauch  | 30 bis 100 kWp bis 30 % Selbstverbrauch  | 30 bis 100 kWp bis 30 % Selbstverbrauch  | 30 bis 100 kWp bis 30 % Selbstverbrauch  | 30 bis 100 kWp bis 30 % Selbstverbrauch  | -     | -         | 16,01     | 15,04     | 10,95 | 6,85      |
| Selbstverbrauchs- vergütung für Anlagen auf Gebäuden | 30 bis 100 kWp ab 30 % Selbstverbrauch   | 30 bis 100 kWp ab 30 % Selbstverbrauch   | 30 bis 100 kWp ab 30 % Selbstverbrauch   | 30 bis 100 kWp ab 30 % Selbstverbrauch   | 30 bis 100 kWp ab 30 % Selbstverbrauch   | 30 bis 100 kWp ab 30 % Selbstverbrauch   | -     | -         | 20,39     | 19,42     | 15,33 | 11,23     |
| Selbstverbrauchs- vergütung für Anlagen auf Gebäuden | 100 bis 500 kWp bis 30 % Selbstverbrauch | 100 bis 500 kWp bis 30 % Selbstverbrauch | 100 bis 500 kWp bis 30 % Selbstverbrauch | 100 bis 500 kWp bis 30 % Selbstverbrauch | 100 bis 500 kWp bis 30 % Selbstverbrauch | 100 bis 500 kWp bis 30 % Selbstverbrauch | -     | -         | 14,27     | 13,35     | 9,48  | 5,60      |
| Selbstverbrauchs- vergütung für Anlagen auf Gebäuden | 100 bis 500 kWp ab 30 % Selbstverbrauch  | 100 bis 500 kWp ab 30 % Selbstverbrauch  | 100 bis 500 kWp ab 30 % Selbstverbrauch  | 100 bis 500 kWp ab 30 % Selbstverbrauch  | 100 bis 500 kWp ab 30 % Selbstverbrauch  | 100 bis 500 kWp ab 30 % Selbstverbrauch  | -     | -         | 18,65     | 17,73     | 13,86 | 9,98      |

Kürzungen zum 1. April 2012Im März beschloss der Bundestag eine Novelle zum EEG, nach der die PV-Vergütungen nochmals gekürzt würden. Zu dieser beschloss der Bundesrat am 11. Mai 2012 die Einberufung des Vermittlungsausschusses mit dem Ziel der grundlegenden Überarbeitung des Gesetzes, nachdem zuvor Solarbranche und Bundesländer gegen den Entwurf protestiert hatten.
Ende Juni 2012 wurde daraufhin eine etwas abgeschwächte EEG-Novelle von Bundestag und Bundesrat angenommen (siehe auch nachfolgende Tabelle). Je nach Anlagentyp verringerte sich danach die Vergütung für Anlagen, die zum oder nach dem 1. April 2012 in Betrieb genommen wurden (Definition: siehe § 3 Nr. 5 EEG 2012) um etwa 30 %. Für Dachanlagen, für die vor dem 24. Februar 2012 beim Netzbetreiber ein Netzanschlussbegehren gestellt wurde, gelten Förderungen nach den alten Regeln, sofern die Anlage vor dem 30. Juni in Betrieb ging. Laut Übergangsregelung stehen die alten Vergütungen Freiflächenanlagen zu, bei denen das Planungsverfahren vor dem 1. März begonnen wurde und die spätestens zum 30. Juni ans Netz gehen. Für Freiflächenanlagen auf Konversionsflächen, die mit aufwändigen Planungsverfahren verbunden sind, galt die Förderung nach den alten Regeln noch bis zum 30. September.
Zum 1. April 2012 wurde die Eigenverbrauchsvergütung abgeschafft, da der Vergütungssatz für eingespeisten Solarstrom mittlerweile unter den dem privaten Endverbraucher von den Energieversorgungsunternehmen in Rechnung gestellten Bezugspreis gefallen war und damit der Eigenverbrauch von solar erzeugtem Strom auch ohne Förderung günstiger ist als Einspeisung mit anschließendem Netzbezug.
ÜbergangsregelungGeltung der Vergütungssätze des EEG 2012 in der bisherigen Fassung für Anlagen, die nach dem 31. März und vor dem 1. Juli 2012 nach der neuen Inbetriebnahmedefinition in Betrieb genommen wurden, wenn vor dem 24. Februar 2012 ein schriftliches oder elektronisches Netzanschlussbegehren unter Angabe des Standortes und der zu installierenden Anlagenleistung gestellt wurde (§ 66 Abs. 18 S. 2 EEG 2012 n.F.) Für neu errichtete Dachanlagen zwischen 10 und 1000 kWp gilt künftig: Nur noch 90 % des produzierten Stroms werden vergütet. Den Rest soll der Besitzer selbst verbrauchen oder vermarkten. Die Bundesregierung hat das Ziel, den jährlichen Zubau möglichst auf 2.500 bis 3.500 Megawatt zu begrenzen. Die Vergütungsdegression greift monatlich: je nach Zubau in den vorangegangenen Monaten beträgt sie monatlich −0,5 bis 2,8 %, gestaffelt nach einem im EEG vorgegebenen Schema.
| Jahr                     | Monat                    | monatliche Degression    | Dachanlagen | Dachanlagen | Dachanlagen | Dachanlagen | vorbelastete und sonstige Freiflächen bis 10 MWp |
| Jahr                     | Monat                    | monatliche Degression    | bis 10 kWp  | bis 40 kWp  | bis 1 MWp   | bis 10 MWp  | vorbelastete und sonstige Freiflächen bis 10 MWp |
| ------------------------ | ------------------------ | ------------------------ | ----------- | ----------- | ----------- | ----------- | ------------------------------------------------ |
| 2012                     | April                    | –                        | 19,50       | 18,50       | 16,50       | 13,50       | 13,50                                            |
| 2012                     | Mai                      | 1,0 %                    | 19,31       | 18,32       | 16,34       | 13,37       | 13,37                                            |
| 2012                     | Juni                     | 1,0 %                    | 19,11       | 18,13       | 16,17       | 13,23       | 13,23                                            |
| 2012                     | Juli                     | 1,0 %                    | 18,92       | 17,95       | 16,01       | 13,10       | 13,10                                            |
| 2012                     | August                   | 1,0 %                    | 18,73       | 17,77       | 15,85       | 12,97       | 12,97                                            |
| 2012                     | September                | 1,0 %                    | 18,54       | 17,59       | 15,69       | 12,84       | 12,84                                            |
| 2012                     | Oktober                  | 1,0 %                    | 18,36       | 17,42       | 15,53       | 12,71       | 12,71                                            |
| 2012                     | November                 | 2,5 %                    | 17,90       | 16,98       | 15,15       | 12,39       | 12,39                                            |
| 2012                     | Dezember                 | 2,5 %                    | 17,45       | 16,56       | 14,77       | 12,08       | 12,08                                            |
| 2013                     | Januar                   | 2,5 %                    | 17,02       | 16,14       | 14,40       | 11,78       | 11,78                                            |
| 2013                     | Februar                  | 2,2 %                    | 16,64       | 15,79       | 14,08       | 11,52       | 11,52                                            |
| 2013                     | März                     | 2,2 %                    | 16,28       | 15,44       | 13,77       | 11,27       | 11,27                                            |
| 2013                     | April                    | 2,2 %                    | 15,92       | 15,10       | 13,47       | 11,02       | 11,02                                            |
| 2013                     | Mai                      | 1,8 %                    | 15,63       | 14,83       | 13,23       | 10,82       | 10,82                                            |
| 2013                     | Juni                     | 1,8 %                    | 15,35       | 14,56       | 12,99       | 10,63       | 10,63                                            |
| 2013                     | Juli                     | 1,8 %                    | 15,07       | 14,30       | 12,75       | 10,44       | 10,44                                            |
| 2013                     | August                   | 1,8 %                    | 14,80       | 14,04       | 12,52       | 10,25       | 10,25                                            |
| 2013                     | September                | 1,8 %                    | 14,54       | 13,79       | 12,30       | 10,06       | 10,06                                            |
| 2013                     | Oktober                  | 1,8 %                    | 14,27       | 13,54       | 12,08       | 9,88        | 9,88                                             |
| 2013                     | November                 | 1,4 %                    | 14,07       | 13,35       | 11,91       | 9,74        | 9,74                                             |
| 2013                     | Dezember                 | 1,4 %                    | 13,88       | 13,17       | 11,74       | 9,61        | 9,61                                             |
| 2014                     | Januar                   | 1,4 %                    | 13,68       | 12,98       | 11,58       | 9,47        | 9,47                                             |
| 2014                     | Februar                  | 1,0 %                    | 13,55       | 12,85       | 11,46       | 9,38        | 9,38                                             |
| 2014                     | März                     | 1,0 %                    | 13,41       | 12,72       | 11,35       | 9,28        | 9,28                                             |
| 2014                     | April                    | 1,0 %                    | 13,28       | 12,60       | 11,23       | 9,19        | 9,19                                             |
| 2014                     | Mai                      | 1,0 %                    | 13,14       | 12,47       | 11,12       | 9,10        | 9,10                                             |
| 2014                     | Juni                     | 1,0 %                    | 13,01       | 12,34       | 11,01       | 9,01        | 9,01                                             |
| 2014                     | Juli                     | 1,0 %                    | 12,88       | 12,22       | 10,90       | 8,92        | 8,92                                             |
| Vergütungsfähiger Anteil | Vergütungsfähiger Anteil | Vergütungsfähiger Anteil | 100 %       | 90 %        | 90 %        | 100 %       | 100 %                                            |

Änderungen durch das EEG 2014Aus dem EEG 2014 ergibt sich einerseits eine Erlös-Obergrenze nach dem Marktprämienmodell, das für Anlagen ab 500 kWp (ab 1. Januar 2016 ab 100 kWp) Leistung verpflichtend ist, und andererseits eine feste Einspeisevergütung für Kleinanlagen bis einschließlich 500 kWp (ab 1. Januar 2016 bis einschließlich 100 kWp) Leistung ohne Teilnahme am Marktprämienmodell. Die mit dem EEG 2012 eingeführte Begrenzung der Vergütung auf 90 % des produzierten Stroms für Dachanlagen zwischen 10 und 1000 kWp wurde nicht ins EEG 2014 übernommen. Damit sind für alle nach dem EEG 2014 in Betrieb genommenen Anlagen 100 % des produzierten Stroms vergütungsfähig.
| Jahr | Monat     | monatliche Degression | Erlös-Obergrenze Marktprämienmodell | Erlös-Obergrenze Marktprämienmodell | Erlös-Obergrenze Marktprämienmodell | Erlös-Obergrenze Marktprämienmodell                                           | Feste Einspeisevergütung | Feste Einspeisevergütung | Feste Einspeisevergütung | Feste Einspeisevergütung                                     |
| Jahr | Monat     | monatliche Degression | Dachanlagen                         | Dachanlagen                         | Dachanlagen                         | Nichtwohngebäude im Außenbereich sowie Dachanlagen und Freiflächen bis 10 MWp | Dachanlagen              | Dachanlagen              | Dachanlagen              | Nichtwohngebäude im Außenbereich und Freiflächen bis 500 kWp |
| Jahr | Monat     | monatliche Degression | bis 10 kWp                          | bis 40 kWp                          | bis 1 MWp                           | Nichtwohngebäude im Außenbereich sowie Dachanlagen und Freiflächen bis 10 MWp | bis 10 kWp               | bis 40 kWp               | bis 500 kWp              | Nichtwohngebäude im Außenbereich und Freiflächen bis 500 kWp |
| ---- | --------- | --------------------- | ----------------------------------- | ----------------------------------- | ----------------------------------- | ----------------------------------------------------------------------------- | ------------------------ | ------------------------ | ------------------------ | ------------------------------------------------------------ |
| 2014 | August    | –                     | 13,15                               | 12,80                               | 11,49                               | 9,23                                                                          | 12,75                    | 12,40                    | 11,09                    | 8,83                                                         |
| 2014 | September | 0,5 %                 | 13,08                               | 12,74                               | 11,43                               | 9,18                                                                          | 12,69                    | 12,34                    | 11,03                    | 8,79                                                         |
| 2014 | Oktober   | 0,25 %                | 13,05                               | 12,70                               | 11,40                               | 9,16                                                                          | 12,65                    | 12,31                    | 11,01                    | 8,76                                                         |
| 2014 | November  | 0,25 %                | 13,02                               | 12,67                               | 11,38                               | 9,14                                                                          | 12,62                    | 12,28                    | 10,98                    | 8,74                                                         |
| 2014 | Dezember  | 0,25 %                | 12,99                               | 12,64                               | 11,35                               | 9,12                                                                          | 12,59                    | 12,25                    | 10,95                    | 8,72                                                         |
| 2015 | Januar    | 0,25 %                | 12,95                               | 12,61                               | 11,32                               | 9,09                                                                          | 12,56                    | 12,22                    | 10,92                    | 8,70                                                         |
| 2015 | Februar   | 0,25 %                | 12,92                               | 12,58                               | 11,29                               | 9,07                                                                          | 12,53                    | 12,18                    | 10,90                    | 8,68                                                         |
| 2015 | März      | 0,25 %                | 12,89                               | 12,55                               | 11,26                               | 9,05                                                                          | 12,50                    | 12,15                    | 10,87                    | 8,65                                                         |
| 2015 | April     | 0,25 %                | 12,86                               | 12,51                               | 11,23                               | 9,02                                                                          | 12,47                    | 12,12                    | 10,84                    | 8,63                                                         |
| 2015 | Mai       | 0,25 %                | 12,82                               | 12,48                               | 11,21                               | 9,00                                                                          | 12,43                    | 12,09                    | 10,82                    | 8,61                                                         |
| 2015 | Juni      | 0,25 %                | 12,79                               | 12,45                               | 11,18                               | 8,98                                                                          | 12,40                    | 12,06                    | 10,79                    | 8,59                                                         |
| 2015 | Juli      | 0,25 %                | 12,76                               | 12,42                               | 11,15                               | 8,96                                                                          | 12,37                    | 12,03                    | 10,76                    | 8,57                                                         |
| 2015 | August    | 0,25 %                | 12,73                               | 12,39                               | 11,12                               | 8,93                                                                          | 12,34                    | 12,00                    | 10,73                    | 8,55                                                         |
| 2015 | September | 0,25 %                | 12,70                               | 12,36                               | 11,09                               | 8,91                                                                          | 12,31                    | 11,97                    | 10,71                    | 8,53                                                         |
| 2015 | Okt.–Dez. | –                     | 12,70                               | 12,36                               | 11,09                               | 8,91                                                                          | 12,31                    | 11,97                    | 10,71                    | 8,53                                                         |

Das EEG 2014 sieht zudem ein Pilotmodell zur Erprobung von Ausschreibungen für Photovoltaik-Freiflächenanlagen vor. Die erste Ausschreibungsrunde endete am 15. April 2015. Es gingen insgesamt 170 Gebote ein, so dass das Ausschreibungsvolumen von 150 MW mehrfach überzeichnet ist. Der BEE befürchtet, dass Bürgergenossenschaften und -anlagen vom Markt verdrängt werden, da sie aufgrund geringerer Kapitalstärke weniger Vorleistungen auf sich nehmen und weniger Risiken tragen können.
Änderungen ab 1. Januar 2016Ab dem 1. Januar 2016 ist oberhalb einer Größe von 100 kWp immer eine Direktvermarktung nach dem Marktprämienmodell erforderlich.
| Jahr | Monat       | monatliche Degression | Erlös-Obergrenze Marktprämienmodell | Erlös-Obergrenze Marktprämienmodell | Erlös-Obergrenze Marktprämienmodell | Erlös-Obergrenze Marktprämienmodell                                           | Feste Einspeisevergütung | Feste Einspeisevergütung | Feste Einspeisevergütung | Feste Einspeisevergütung                                     |
| Jahr | Monat       | monatliche Degression | Dachanlagen                         | Dachanlagen                         | Dachanlagen                         | Nichtwohngebäude im Außenbereich sowie Dachanlagen und Freiflächen bis 10 MWp | Dachanlagen              | Dachanlagen              | Dachanlagen              | Nichtwohngebäude im Außenbereich und Freiflächen bis 100 kWp |
| Jahr | Monat       | monatliche Degression | bis 10 kWp                          | bis 40 kWp                          | bis 1 MWp                           | Nichtwohngebäude im Außenbereich sowie Dachanlagen und Freiflächen bis 10 MWp | bis 10 kWp               | bis 40 kWp               | bis 100 kWp              | Nichtwohngebäude im Außenbereich und Freiflächen bis 100 kWp |
| ---- | ----------- | --------------------- | ----------------------------------- | ----------------------------------- | ----------------------------------- | ----------------------------------------------------------------------------- | ------------------------ | ------------------------ | ------------------------ | ------------------------------------------------------------ |
| 2016 | Jan.–Dez.   | -                     | 12,70                               | 12,36                               | 11,09                               | 8,91                                                                          | 12,31                    | 11,97                    | 10,71                    | 8,53                                                         |
| 2017 | Jan.–Apr.   | -                     | 12,70                               | 12,36                               | 11,09                               | 8,91                                                                          | 12,30                    | 11,96                    | 10,69                    | 8,51                                                         |
| 2017 | Mai         | 0,25 %                | 12,67                               | 12,33                               | 11,06                               | 8,89                                                                          | 12,27                    | 11,93                    | 10,66                    | 8,49                                                         |
| 2017 | Juni        | 0,25 %                | 12,64                               | 12,30                               | 11,03                               | 8,87                                                                          | 12,24                    | 11,90                    | 10,63                    | 8,47                                                         |
| 2017 | Juli        | 0,25 %                | 12,61                               | 12,27                               | 11,00                               | 8,85                                                                          | 12,21                    | 11,87                    | 10,60                    | 8,45                                                         |
| 2017 | Aug.–Dez.   | -                     | 12,61                               | 12,27                               | 11,00                               | 8,85                                                                          | 12,21                    | 11,87                    | 10,60                    | 8,45                                                         |
| 2018 | Jan.–Jul.   | -                     | 12,61                               | 12,27                               | 11,00                               | 8,85                                                                          | 12,21                    | 11,87                    | 10,60                    | 8,45                                                         |
| 2018 | August      | 1 %                   | 12,48                               | 12,14                               | 10,90                               | 8,75                                                                          | 12,08                    | 11,74                    | 10,50                    | 8,35                                                         |
| 2018 | September   | 1 %                   | 12,35                               | 12,02                               | 10,79                               | 8,67                                                                          | 11,95                    | 11,62                    | 10,39                    | 8,27                                                         |
| 2018 | Oktober     | 1 %                   | 12,23                               | 11,90                               | 10,68                               | 8,58                                                                          | 11,83                    | 11,50                    | 10,28                    | 8,18                                                         |
| 2018 | November    | 1 %                   | 12,11                               | 11,78                               | 10,57                               | 8,41                                                                          | 11,71                    | 11,38                    | 10,17                    | 8,09                                                         |
| 2018 | Dezember    | 1 %                   | 11,99                               | 11,67                               | 10,47                               | 8,33                                                                          | 11,59                    | 11,27                    | 10,07                    | 8,01                                                         |
| 2019 | Januar      | 1 %                   | 11,87                               | 11,55                               | 10,36                               | 8,33                                                                          | 11,47                    | 11,15                    | 9,96                     | 7,93                                                         |
| 2019 | Februar     | 1 %                   | 11,75                               | 11,43                               | 9,87                                | 8,24                                                                          | 11,35                    | 11,03                    | 9,47                     | 7,84                                                         |
| 2019 | März        | 1 %                   | 11,63                               | 11,32                               | 9,39                                | 8,16                                                                          | 11,23                    | 10,92                    | 8,99                     | 7,76                                                         |
| 2019 | April       | 1 %                   | 11,51                               | 11,21                               | 8,90                                | 8,08                                                                          | 11,11                    | 10,81                    | 8,50                     | 7,68                                                         |
| 2019 | Mai         | 1,4 %                 | 11,35                               | 11,05                               | 8,78                                | 7,97                                                                          | 10,95                    | 10,65                    | 8,38                     | 7,57                                                         |
| 2019 | Juni        | 1,4 %                 | 11,19                               | 10,90                               | 8,65                                | 7,85                                                                          | 10,79                    | 10,50                    | 8,25                     | 7,45                                                         |
| 2019 | Juli        | 1,4 %                 | 11,04                               | 10,74                               | 8,53                                | 7,74                                                                          | 10,64                    | 10,34                    | 8,13                     | 7,34                                                         |
| 2019 | August      | 1,4 %                 | 10,88                               | 10,59                               | 8,41                                | 7,64                                                                          | 10,48                    | 10,19                    | 8,01                     | 7,24                                                         |
| 2019 | September   | 1,4 %                 | 10,73                               | 10,44                               | 8,29                                | 7,53                                                                          | 10,33                    | 10,04                    | 7,89                     | 7,13                                                         |
| 2019 | Oktober     | 1,4 %                 | 10,58                               | 10,30                               | 8,18                                | 7,42                                                                          | 10,18                    | 9,90                     | 7,78                     | 7,02                                                         |
| 2019 | November    | 1 %                   | 10,48                               | 10,19                               | 8,10                                | 7,35                                                                          | 10,08                    | 9,79                     | 7,70                     | 6,95                                                         |
| 2019 | Dezember    | 1 %                   | 10,37                               | 10,09                               | 8,02                                | 7,28                                                                          | 9,97                     | 9,69                     | 7,62                     | 6,88                                                         |
| 2020 | Januar      | 1 %                   | 10,27                               | 9,99                                | 7,94                                | 7,20                                                                          | 9,87                     | 9,59                     | 7,54                     | 6,80                                                         |
| 2020 | Februar     | 1,4 %                 | 10,12                               | 9,85                                | 7,82                                | 7,10                                                                          | 9,72                     | 9,45                     | 7,42                     | 6,70                                                         |
| 2020 | März        | 1,4 %                 | 9,98                                | 9,71                                | 7,71                                | 7,00                                                                          | 9,58                     | 9,31                     | 7,31                     | 6,60                                                         |
| 2020 | April       | 1,4 %                 | 9,84                                | 9,58                                | 7,61                                | 6,90                                                                          | 9,44                     | 9,18                     | 7,21                     | 6,50                                                         |
| 2020 | Mai         | 1,4 %                 | 9,70                                | 9,44                                | 7,50                                | 6,81                                                                          | 9,30                     | 9,04                     | 7,10                     | 6,41                                                         |
| 2020 | Juni        | 1,4 %                 | 9,57                                | 9,31                                | 7,40                                | 6,71                                                                          | 9,17                     | 8,91                     | 7,00                     | 6,31                                                         |
| 2020 | Juli        | 1,4 %                 | 9,43                                | 9,18                                | 7,29                                | 6,62                                                                          | 9,03                     | 8,78                     | 6,89                     | 6,22                                                         |
| 2020 | August      | 1,4 %                 | 9,30                                | 9,05                                | 7,19                                | 6,53                                                                          | 8,90                     | 8,65                     | 6,79                     | 6,13                                                         |
| 2020 | September   | 1,4 %                 | 9,17                                | 8,93                                | 7,09                                | 6,43                                                                          | 8,77                     | 8,53                     | 6,69                     | 6,03                                                         |
| 2020 | Oktober     | 1,4 %                 | 9,04                                | 8,80                                | 6,99                                | 6,34                                                                          | 8,64                     | 8,40                     | 6,59                     | 5,94                                                         |
| 2020 | November    | 1,8 %                 | 8,88                                | 8,64                                | 6,86                                | 6,23                                                                          | 8,48                     | 8,24                     | 6,46                     | 5,83                                                         |
| 2020 | Dezember    | 1,8 %                 | 8,72                                | 8,49                                | 6,74                                | 6,12                                                                          | 8,32                     | 8,09                     | 6,34                     | 5,72                                                         |
| 2021 | Januar      | 1,8 %                 | 8,56                                | 8,33                                | 6,62                                | 6,01                                                                          | 8,16                     | 7,93                     | 6,22                     | 5,61                                                         |
| 2021 | Februar     | 1,4 %                 | 8,44                                | 8,21                                | 6,53                                | 5,93                                                                          | 8,04                     | 7,81                     | 6,13                     | 5,53                                                         |
| 2021 | März        | 1,4 %                 | 8,32                                | 8,10                                | 6,44                                | 5,84                                                                          | 7,92                     | 7,70                     | 6,04                     | 5,44                                                         |
| 2021 | April       | 1,4 %                 | 8,21                                | 7,99                                | 6,35                                | 5,76                                                                          | 7,81                     | 7,59                     | 5,95                     | 5,36                                                         |
| 2021 | Mai         | 1,4 %                 | 8,09                                | 7,87                                | 6,26                                | 5,68                                                                          | 7,69                     | 7,47                     | 5,86                     | 5,28                                                         |
| 2021 | Juni        | 1,4 %                 | 7,98                                | 7,76                                | 6,17                                | 5,60                                                                          | 7,58                     | 7,36                     | 5,77                     | 5,20                                                         |
| 2021 | Juli        | 1,4 %                 | 7,87                                | 7,65                                | 6,08                                | 5,52                                                                          | 7,47                     | 7,25                     | 5,68                     | 5,12                                                         |
| 2021 | August      | 1,4 %                 | 7,76                                | 7,55                                | 6,00                                | 5,45                                                                          | 7,36                     | 7,15                     | 5,60                     | 5,05                                                         |
| 2021 | September   | 1,4 %                 | 7,65                                | 7,44                                | 5,91                                | 5,37                                                                          | 7,25                     | 7,04                     | 5,51                     | 4,97                                                         |
| 2021 | Oktober     | 1,4 %                 | 7,54                                | 7,34                                | 5,83                                | 5,29                                                                          | 7,14                     | 6,94                     | 5,43                     | 4,89                                                         |
| 2021 | November    | 1,4 %                 | 7,43                                | 7,23                                | 5,75                                | 5,22                                                                          | 7,03                     | 6,83                     | 5,35                     | 4,82                                                         |
| 2021 | Dezember    | 1,4 %                 | 7,33                                | 7,13                                | 5,67                                | 5,15                                                                          | 6,93                     | 6,73                     | 5,27                     | 4,75                                                         |
| 2022 | Januar      | 1,4 %                 | 7,23                                | 7,03                                | 5,59                                | 5,07                                                                          | 6,83                     | 6,63                     | 5,19                     | 4,67                                                         |
| 2022 | Februar     | 1,4 %                 | 7,13                                | 6,93                                | 5,51                                | 5,00                                                                          | 6,73                     | 6,53                     | 5,11                     | 4,60                                                         |
| 2022 | März        | 1,4 %                 | 7,03                                | 6,84                                | 5,43                                | 4,93                                                                          | 6,63                     | 6,44                     | 5,03                     | 4,53                                                         |
| 2022 | April       | 1,4 %                 | 6,93                                | 6,74                                | 5,36                                | 4,86                                                                          | 6,53                     | 6,34                     | 4,96                     | 4,46                                                         |
| 2022 | Mai         | 1,4 %                 | 6,83                                | 6,65                                | 5,28                                | 4,80                                                                          | 6,43                     | 6,25                     | 4,88                     | 4,40                                                         |
| 2022 | Juni        | 1,4 %                 | 6,74                                | 6,55                                | 5,21                                | 4,73                                                                          | 6,34                     | 6,15                     | 4,81                     | 4,33                                                         |
| 2022 | Juli        | 1,4 %                 | 6,64                                | 6,46                                | 5,14                                | 4,66                                                                          | 6,24                     | 6,06                     | 4,74                     | 4,26                                                         |
| 2022 | ab 30. Juli | 1,4 %                 | 8,60                                | 7,50                                | 6,20                                | 4,59                                                                          | 8,20                     | 7,10                     | 5,80                     | 4,20                                                         |
| 2022 | September   | 1,4 %                 | 8,60                                | 7,50                                | 6,20                                | 4,53                                                                          | 8,20                     | 7,10                     | 5,80                     | 4,13                                                         |
| 2022 | Oktober     | 1,4 %                 | 8,60                                | 7,50                                | 6,20                                | 4,47                                                                          | 8,20                     | 7,10                     | 5,80                     | 4,07                                                         |
| 2022 | November    | 1,8 %                 | 8,60                                | 7,50                                | 6,20                                | 4,39                                                                          | 8,20                     | 7,10                     | 5,80                     | 3,99                                                         |
| 2022 | Dezember    | 1,8 %                 | 8,60                                | 7,50                                | 6,20                                | 4,31                                                                          | 8,20                     | 7,10                     | 5,80                     | 3,91                                                         |

Änderungen ab 1. Januar 2023Es erfolgt ab 2024 jeweils zum 1. Februar und 1. August eine Degression der Vergütungssätze um 1 %. Für Anlagen mit Volleinspeisung werden separate, erhöhte Fördersätze festgelegt.
| Gültig ab | Erlös-Obergrenze Marktprämienmodell (bei Volleinspeisung) | Erlös-Obergrenze Marktprämienmodell (bei Volleinspeisung) | Erlös-Obergrenze Marktprämienmodell (bei Volleinspeisung) | Erlös-Obergrenze Marktprämienmodell (bei Volleinspeisung) | Erlös-Obergrenze Marktprämienmodell (bei Volleinspeisung) | Erlös-Obergrenze Marktprämienmodell (bei Volleinspeisung)                     | Feste Einspeisevergütung (bei Volleinspeisung) | Feste Einspeisevergütung (bei Volleinspeisung) | Feste Einspeisevergütung (bei Volleinspeisung) | Feste Einspeisevergütung (bei Volleinspeisung)               |
| Gültig ab | Dachanlagen                                               | Dachanlagen                                               | Dachanlagen                                               |                                                           |                                                           | Nichtwohngebäude im Außenbereich sowie Dachanlagen und Freiflächen bis 10 MWp | Dachanlagen                                    | Dachanlagen                                    | Dachanlagen                                    | Nichtwohngebäude im Außenbereich und Freiflächen bis 100 kWp |
| Gültig ab | bis 10 kWp                                                | bis 40 kWp                                                | bis 100 kWp                                               | bis 400 kWp                                               | bis 1 MWp                                                 | Nichtwohngebäude im Außenbereich sowie Dachanlagen und Freiflächen bis 10 MWp | bis 10 kWp                                     | bis 40 kWp                                     | bis 100 kWp                                    | Nichtwohngebäude im Außenbereich und Freiflächen bis 100 kWp |
| --------- | --------------------------------------------------------- | --------------------------------------------------------- | --------------------------------------------------------- | --------------------------------------------------------- | --------------------------------------------------------- | ----------------------------------------------------------------------------- | ---------------------------------------------- | ---------------------------------------------- | ---------------------------------------------- | ------------------------------------------------------------ |
| Jan. 2023 | 8,60 (13,40)                                              | 7,50 (11,30)                                              | 6,20 (11,30)                                              | 6,20 (9,40)                                               | 6,20 (8,10)                                               | 7,00 (7,00)                                                                   | 8,20 (13,00)                                   | 7,10 (10,90)                                   | 5,80 (10,90)                                   | 6,60 (6,60)                                                  |
| Feb. 2024 | 8,51 (13,27)                                              | 7,43 (11,19)                                              | 6,14 (11,19)                                              | 6,14 (9,31)                                               | 6,14 (8,02)                                               | 6,93 (6,93)                                                                   | 8,11 (12,87)                                   | 7,02 (10,79)                                   | 5,74 (10,79)                                   | 6,53 (6,53)                                                  |
| Aug. 2024 | 8,43 (13,13)                                              | 7,35 (11,08)                                              | 6,08 (11,08)                                              | 6,08 (9,21)                                               | 6,08 (7,94)                                               | 6,86 (6,86)                                                                   | 8,03 (12,73)                                   | 6,95 (10,68)                                   | 5,68 (10,68)                                   | 6,46 (6,46)                                                  |
| Feb. 2025 | 8,34 (13,00)                                              | 7,28 (10,96)                                              | 6,02 (10,96)                                              | 6,02 (9,12)                                               | 6,02 (7,86)                                               | 6,79 (6,79)                                                                   | 7,94 (12,60)                                   | 6,88 (10,56)                                   | 5,62 (10,56)                                   | 6,39 (6,39)                                                  |

## Kosten und Nutzen

### EEG-Umlage (Differenzkosten)
Die EEG-Umlage 2016 steigt um 3 Prozent gegenüber dem Vorjahr an und beträgt damit 6,354 Cent je Kilowattstunde. Die EEG-Umlage 2015 sank noch gegenüber dem Vorjahr auf 6,17 Cent je Kilowattstunde (2014: 6,24 Cent; 2013: 5,28 Cent; 2012: 3,59 Cent; 2011: 3,53 Cent). Die Mehrkosten speisen sich größtenteils aus der steigenden Differenz zwischen den sinkenden Börsenstrompreisen und der fixen Einspeisevergütung sowie den zunehmenden Ausnahmeregelungen für die Industrie. Der Ausbau der erneuerbaren Energien trug währenddessen 15 % zur letzten Erhöhung 2014 bei. Die Einspeisevergütungen insbesondere für Solarstrom wurden in den letzten Jahren fortlaufend abgesenkt. Studien des Bundesumweltministeriums sowie der Netzbetreiber erwarten, dass die Umlage sich trotz fortschreitendem Ausbau in den kommenden Jahren stabilisieren und anschließend wegen sinkender Vergütungssätze fallen wird. Analysen zeigen, dass auch eine Verlangsamung der Energiewende die Kosten der Erneuerung des Kraftwerksparks nicht mindern würden, sofern an den Klimazielen festgehalten wird.

Entwicklung des Anteils der EEG-Umlage am Strompreis

Ausnahmeregelungen bestehen für energieintensive Unternehmen, mit der Folge einer Umverteilung der Förderkosten zulasten kleiner und mittlerer Unternehmen sowie der Privathaushalte. Diese Regelung erregt verstärkt Kritik. Die Bundesnetzagentur erklärte 2012, sie betrachte diese Entwicklung „mit Sorge“. Andere Kritiker weisen auf eine Privilegierung auch für solche Unternehmen hin, die sich nicht unter Wettbewerbsdruck befinden, zulasten aller nicht-privilegierten Verbraucher. Nach Angaben des Deutschen Instituts für Wirtschaftsforschung machten die gesamten Stromkosten im Schnitt ca. 3 % des Umsatzes eines Unternehmens aus, wovon die EEG-Umlage nur gering beitrage. Bei stromintensiven Unternehmen liegen die Kosten höher, allerdings seien diese von EEG-Umlage und Ökosteuer größtenteils ausgenommen, um Wettbewerbsnachteile zu vermeiden. Energieintensive Branchen profitierten zudem derzeit von historisch niedrigen Preisen an der Strombörse.

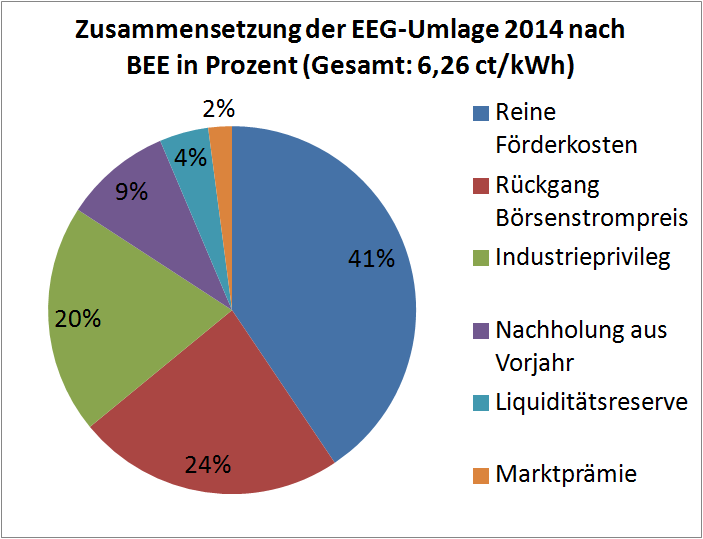
Zusammensetzung der EEG-Umlage 2014 nach BEE in Prozent

Der jüngste Anstieg der EEG-Umlage ist nicht auf die steigenden Förderkosten, sondern auf verzerrende Effekte zurückzuführen. So sanken im Zuge der Wirtschaftskrise und des Merit-Order-Effekts die Strompreise an der Börse, sodass die Differenz zu den fixen Einspeisetarifen größer wurde und damit einhergehend die Förderkosten scheinbar stiegen. Zudem ist der Anstieg der EEG-Umlage auf eine Änderung bei der Berechnungsgrundlage zurückzuführen (Einführung der Liquiditätsreserve, Einführung der Marktprämie, Ausweitung der Ausnahmetatbestände für Industrie, Einberechnung bislang gesondert ausgewiesener Netzentgelte). Ohne diese Modifikation wäre die EEG-Umlage beispielsweise im Jahr 2011 gesunken statt gestiegen. Dieser Befund wurde von mehreren Studien, welche die Zusammensetzung der EEG-Umlage aufschlüsseln, übereinstimmend bestätigt. Im Jahr 2014 verursachte der gefallene Börsenpreis Zusatzkosten von 1,45 Cent pro Kilowattstunde und die Industrieprivilegien noch einmal 1,25 Cent. Die vorläufigen Werte für die Fremdkosten im Jahr 2015 (Börsenpreis: 1,83 Cent, Industrieprivilegien: 1,34 Cent) bringen die eigentliche Förderung der erneuerbaren Energien und den Zuwachs der EEG-Umlage in ein immer größeres Missverhältnis.
Aufgrund der zahlreichen verzerrenden Effekte gilt die EEG-Umlage nicht als valider Indikator für die Kosten der erneuerbaren Energien. Das Öko-Institut gab daher den Energiewende-Kosten-Index (EKX) heraus, der die EEG-Umlage um die verzerrenden Effekte bereinigen soll und im Gegenzug weitere Kostenfaktoren (wie beispielsweise die Förderung der Kraft-Wärme-Kopplung) miteinbeziehe. Demnach beruhe der Zuwachs der Stromkosten zwischen 2003 und 2012 zu über 50 % auf höheren Brennstoffpreisen und industriepolitischen Umverteilungseffekten.
Die Fotovoltaik macht den größten Kostenanteil der EEG-Umlage aus, da sie anfangs mit hohen Vergütungssätzen gefördert wurde und der Zubau schneller erfolgte als geplant. Da die Vergütung aber für 20 Jahre gesetzlich garantiert wurde, zieht dies beträchtliche Zahlungsverpflichtungen nach sich. Inzwischen wurden die Vergütungen in mehreren Schritten stark nach unten angepasst, sodass heute neu zugebaute Anlagen ungleich niedrigere Kostenbelastungen hervorrufen. Zudem sieht ein „atmender Deckel“ vor, dass die Vergütungen automatisch umso stärker gekürzt werden, je mehr weitere Kapazitäten zugebaut werden. Prognos rechnete bereits gemäß den Anfang 2012 gültigen Preisregelungen mit einem Anstieg der Strompreise um nur knapp zwei Prozent als Folge eines Solarwachstums von 70 % in den vier Jahren bis 2016. Über die schrittweise Absenkung der Solarstromtarife kam es zu kontroversen Debatten quer durch die politischen Lager, Wirtschaft und Wissenschaft.
Bei einer repräsentativen Umfrage von TNS Infratest im Auftrag der Agentur für Erneuerbare Energien im Oktober 2012 hielten 51 % der Bürger eine EEG-Umlage von 5 ct/kWh für „zu hoch“, während 46 % sie für „angemessen“ oder „zu niedrig“ erachteten. Noch 2011 hatten mehr als 75 % die damalige EE-Umlage von 3,5 ct/kWh für „angemessen“ oder sogar „zu niedrig“ betrachtet. In einer weiteren Umfrage sprachen sich 20 % der Befragten für eine Beibehaltung des EEG in seiner derzeitigen Form und 60 % für eine Reform des EEG aus.
Die Internationale Energieagentur (IEA) notiert mit Blick auf die Kosten des EEG in ihrem Länderbericht 2013 zu Deutschland: „Die Kostenauswirkungen des EEG müssen im Kontext der allgemeinen Entwicklungen im Energiesektor bewertet werden. Der jüngste Strompreisanstieg bereitet vor allem Haushalten mit geringem Einkommen Schwierigkeiten, wohingegen Großverbraucher von der Umlage weniger betroffen sind und zugleich in den Genuss der durch die erneuerbaren Energien herbeigeführten Senkung der Großhandelstarife kommen. Zudem erhöht sich die Energiearmut auch durch den starken Anstieg der Kosten fossiler Brennstoffe. Kosten und Nutzen der erneuerbaren Energien müssen fair und transparent verteilt werden.“
In der Vergangenheit hatte es mehrfach Prognosen zur Entwicklung der EEG-Umlage gegeben, die sich im Nachhinein häufig als nicht zutreffend erwiesen. Hierbei ist allerdings zu berücksichtigen, dass die EEG-Umlage alleine keinen validen Maßstab für die Kostenentwicklung der erneuerbaren Energien darstellt, da die Umlage auch verzerrende Effekte wie die tendenziell gewachsene Differenz zwischen Einspeisevergütung und Börsenstrompreis sowie die Verteilungswirkungen von Ausnahmetatbeständen wie beispielsweise die Entlastung von Unternehmen beinhaltet. Zudem wurden über die Jahre auch weitere Kostenfaktoren eingeführt, wie beispielsweise die kontrovers diskutierte Marktprämie. Die Kosten für Netzausbau, Reservekraftwerke und Energiespeicher sind in der EEG-Umlage nicht enthalten. Ein direkter Vergleich ist daher problematisch. Eine wichtige Ursache war überdies, dass die meisten Prognosen das Ausmaß des Zubaus von EE-Anlagen unterschätzten, insbesondere der zunächst relativ hoch geförderten Photovoltaik.

### Preissenkender Effekt an der Strombörse
Die Preisbildung an der Strombörse orientiert sich nicht an den Stromgestehungskosten, sondern an den Grenzkosten der anbietenden Kraftwerke, d. h. an den jeweiligen variablen Kosten. Als Grenzkosten werden die zusätzlichen Kosten bezeichnet, die durch eine Erhöhung der Produktion entstehen. Sie ergeben sich zum größten Teil aus den Brennstoffkosten eines Kraftwerks sowie aus den Kosten für Emissionsrechte. Hinzu kommen An- und Abfahrkosten. Der Begriff der Grenzkosten kommt aus der Betriebswirtschaftslehre und spielt im Zusammenhang mit der als Merit-Order (englisch für Reihenfolge der Leistung/des Verdienstes) bezeichneten Einsatzreihenfolge der Kraftwerke zur Stromerzeugung eine wesentliche Rolle.
Nach dem Merit-Order-Modell werden die zur Verfügung stehenden Kraftwerke nach der Höhe ihrer Grenzkosten geordnet. Das Kraftwerk mit den höchsten Grenzkosten, das zur Lastdeckung noch benötigt wird, bestimmt den Preis. Stromüberangebot am Spotmarkt kann zu negativen Börsenpreisen führen, siehe dazu die genaue Preisbildung der EPEX SPOT Dayahead Auktion.
Da bei der Gewinnung von erneuerbaren Energien keine Brennstoffkosten anfallen und die Wartungskosten bei einer „zusätzlichen“ Nutzung der Energieerzeugungsanlage kaum ansteigen, tendieren die Grenzkosten der erneuerbaren Energien gegen null. Lediglich die Verbrennung oder Vergasung von Biomasse bzw. Speichergas verursacht Brennstoffkosten.
Der Strompreis an der Strombörse war bis zum Jahr 2008 kontinuierlich gestiegen und erreichte im Jahr 2008 das Maximum von 8,279 Cent/kWh. Unter anderem durch das vermehrte Auftreten der erneuerbaren Energien fiel der Strompreis zunächst deutlich. Im Jahr 2022 führte jedoch der extreme Anstieg der Gaspreise über den Merit-Order-Effekt wieder zu einem extremen Anstieg der Strompreise. Die Entspannung auf dem Gasmarkt ließ die extremen Preisausschläge wieder zurückgehen. Das aktuelle Strompreisniveau (2024) an der Börse ist jedoch mit monatlichen Durchschnitts-Spotpreisen zwischen 6,1 und 10,1 ct/kWh und Terminpreisen für die Folgejahre von über 8 ct/kWh unverändert hoch.

### Einfluss auf Handelsbilanz
Im Jahr 2010 vermied die erneuerbare Stromerzeugung fossile Energieimporte im Wert von rd. 2,5 Mrd. Euro; hiervon sind etwa 80 % dem EEG zuzuschreiben. Demgegenüber standen im gleichen Jahr Netto-Importe im Wert von 6,1 Milliarden Euro für Solarzellen- und Module. Die Windenergiebranche wies 2011 wie auch im Vorjahr einen Exportüberschuss von ca. 66 % auf, was Nettoexporten von 4 Mrd. Euro entspricht. Allerdings ist hierbei zu berücksichtigen, dass die Lebensdauer von Photovoltaikanlagen 25 Jahre und die von Herstellern unterstellte Lebensdauer von Windkraftanlagen 20 Jahre beträgt.

### Kommunale Mieteinnahmen und ländliche Wertschöpfung
Als Effekt des EEG sind vielerorts Bürgersolaranlagen errichtet worden, bei denen Privatleute Kapital für bis zu 20 Jahre in diese Anlagen investieren. Bürgersolaranlagen (oder Bürgerkraftwerke) werden dabei häufig auf kommunalen Gebäuden errichtet, wodurch die Gemeinden Mieteinnahmen generieren für Flächen (Gebäudedächer), die ansonsten nicht wirtschaftlich genutzt werden konnten.
Die Energiewende spielt sich vor allem im ländlichen Raum ab, worauf die Agentur für Erneuerbare Energien hinweist. Rund 16 Milliarden Euro haben die Landwirte laut Schätzungen des Deutschen Bauernverbandes von 2009 bis 2012 in erneuerbare Energien investiert. Der ländliche Raum nimmt demnach für die dezentrale Versorgung Deutschlands mit umweltfreundlicher Energie schon heute eine Schlüsselrolle ein, wie die Landwirtschaftliche Rentenbank feststellt. Die Erzeugung von Strom, Kraftstoffen und Wärme werde für immer mehr Landwirte zu einem zweiten Standbein, das angesichts volatiler Agrarmärkte für eine zweite Einkommensquelle sorgt. Gemeinschaftsprojekte zum Ausbau erneuerbarer Energien schafften darüber hinaus Partnerschaften zwischen Landwirten und ihren Nachbarn im ländlichen Raum.

### Klimaschutz
Die klimapolitische Wirksamkeit des EEGs wird von vielen bestritten, da ein Interaktionsmechanismus mit dem EU-Emissionshandel die Klimaschutzwirkung des EEG zunichtemache. Innerhalb der EU sind die CO2-Emissionen durch den EU-Emissionshandel gedeckelt. Deswegen, so die Kritik, würden die durch das EEG gesenkten CO2-Emissionen nur an andere Stellen verlagert; denn was die einen weniger ausstoßen, dürfen andere mehr ausstoßen, weil die absolute Obergrenze der Emissionen gleich bleibt. Europaweit würden also keine Emissionen vermieden. Diese Kritik wird insbesondere vom Sachverständigenrat zur Begutachtung der gesamtwirtschaftlichen Entwicklung, dem wissenschaftlichen Beirat beim Bundesministerium für Wirtschaft und Technologie, der Monopolkommission, dem Ifo Institut für Wirtschaftsforschung, der Deutschen Akademie der Technikwissenschaften und von André Schmidt von der Universität Witten/Herdecke in einer vom Bundesministerium für Bildung und Forschung in Auftrag gegebenen Studie vertreten, wonach das EEG nicht für mehr Klimaschutz sorge, sondern diesen nur deutlich teurer mache, da das EEG mit dem EU-Emissionshandel kollidiere. Der Weltklimarat der Vereinten Nationen (IPCC) bestätigt im Fünften Sachstandsbericht, dass in einem Emissionshandelssystem mit einer hinreichend strengen Deckelung andere Maßnahmen wie die Subventionierung erneuerbarer Energien keinen weiteren Einfluss auf den gesamten CO2-Ausstoß hätten. Andererseits sei aber der Emissionshandel nicht wirksam, wenn der Deckel zu schwach sei. Auch Vertreter des BEE bestätigen, dass es zwischen EEG und Emissionshandel „eine gewisse Widersprüchlichkeit“ gebe.
Nach Auffassung des Deutschen Instituts für Wirtschaftsforschung (DIW) trifft die Kritik an den Interaktionseffekten zwischen EEG und Emissionshandel nur bei einer „rein statischen Betrachtung“ zu. Das EEG sei ein äußerst wirksames Instrument zur Förderung der Stromerzeugung aus erneuerbaren Energien und fördere den Klimaschutz, wenn Emissionshandel und EEG „gut aufeinander abgestimmt werden“. Das Bundesministerium für Umwelt, Naturschutz und Reaktorsicherheit weist die Kritik am EEG ebenfalls zurück. Wissenschaftler schlagen vor, die CO2-Emissionshandelsvolumina entsprechend den Zielvorgaben des EEG anzupassen, um ungewünschte Interaktionseffekte zu vermeiden.

### Vermiedene Netzentgelte und zusätzliche Netzausbaukosten
Die Einspeisung von fluktuierender Erzeugung in die Verteilnetze führt zu zusätzlichem Investitionsbedarf beim Ausbau des Stromnetzes.
Der Bundesverband der Energie- und Wasserwirtschaft (BDEW) schätzt die jährlichen Kosten für den Ausbau des Stromnetzes zur Aufnahme erneuerbarer Energien auf 3,4 – 4,5 Mrd. Euro. Noch nicht enthalten sind hierin die Netzanschlusskosten von Offshore-Windparks.

### Wirtschaftswachstum und Eigentumsrechte
Laut DIW haben erneuerbare Energien auch unter Berücksichtigung der Förderkosten für die erneuerbaren Energien und der Verdrängungseffekte im konventionellen Energiesektor einen positiven Netto-Effekt auf das Wachstum in Deutschland. Denn der Ausbau löst Investitionen aus, die sich positiv auf die Einkommen auswirken. Hinzu kommen Einsparungen durch verringerte Importe fossiler Energien und erhöhte Einnahmen durch den Export von Erneuerbare-Energien-Anlagen und Komponenten. Diese Effekte überkompensieren deutlich die Auswirkungen durch die sinkenden Investitionen in konventionelle Energien. Auch die Nettobeschäftigungseffekte sind unter dem Strich positiv.
Da die erneuerbaren Energien mit Vorrang ins Stromnetz eingespeist werden, während die konventionellen Kraftwerke mit gleichen Fixkosten weiter betrieben werden müssen, sehen sich die Betreiber der bereits existierenden Kraftwerke in ihren Eigentumsrechten eingeschränkt. So hat beispielsweise der Vorsitzende des Energieversorgers EWE diesen Umstand als „nichts anderes als eine schleichende Enteignung konventioneller Kraftwerke“ bezeichnet.

### Arbeitsmarkteffekte
Neben seinen ökologischen Zielsetzungen wird das EEG explizit auch als strategische Industriepolitik verstanden, um Arbeitsplätze zu schaffen und neue Märkte und Exportbereiche zu erschließen. Die Zahl der Beschäftigten in der Erneuerbare-Energien-Industrie hat sich von 2006 bis 2008 nahezu verdoppelt. Die Bruttobeschäftigung durch erneuerbare Energien betrug 278.000 Arbeitsplätze im Jahr 2008 und im Jahr 2009 bereits 340.000 Arbeitsplätze. Im Jahr 2020 sollen nach Prognosen des BMU über 400.000 Menschen in Deutschland im Bereich erneuerbare Energien beschäftigt sein. Erneuerbare Energien sind dezentral verteilt und daher arbeitsintensiver und damit teurer als zentrale Großkraftwerke, weswegen sie bei gleicher Produktionsmenge weitaus mehr Arbeitsplätze schaffen und höhere Preise verursachen als die konventionelle Energieproduktion. Nach Ansicht der Erneuerbare-Energien-Branche ist das EEG ein wirksames Instrument der Mittelstandsförderung.
Dem gegenüberzustellen ist jedoch der mögliche Wegfall von Arbeitsplätzen im Bereich der konventionellen Energien aufgrund der Konkurrenz von vorrangig eingespeistem Ökostrom sowie in Teilen der übrigen Wirtschaft aufgrund der erhöhten Stromkosten. Allerdings können Unternehmen des verarbeitenden Gewerbes unter bestimmten Bedingungen Ausnahmen von der EEG-Umlage beantragen, weswegen für sie dann nur relativ geringe Mehrkosten entstehen. 2013 taten dies etwa 2000 Unternehmen mit zusammen 300.000 bis 400.000 Beschäftigten. Diese Unternehmen stellen zusammen 0,1 % aller Unternehmen in Deutschland dar und beschäftigen etwa 1 % aller Beschäftigten. Größere Unternehmen, die ihren Strom direkt an der Börse kaufen, profitieren zudem von deutlich niedrigeren Strompreisen an der Börse.

## Einspeisemengen und Vergütungszahlungen
Die Entwicklung des EEG lässt sich von Beginn an mit den Jahresabrechnungen nachvollziehen, die von den vier deutschen Übertragungsnetzbetreibern (ÜNB) vorgelegt werden, die mit der Vermarktung des EEG-Stroms betraut sind.
Darin sind die jährlich erzeugten EEG-Strommengen, die dafür gezahlten Vergütungen an die Betreiber und die jeweilige EEG-Umlage dokumentiert (s. nachfolgende Tabellen). Aus der EEG-Strommenge und aus den dafür gezahlten Vergütungen ergibt sich die durchschnittliche Vergütung für EEG-Strom aus den unterschiedlichen erneuerbaren Energiequellen.
| Energiequelle                                                                 | 2000 (15) | 2001   | 2002   | 2003   | 2004   | 2005   | 2006   | 2007   | 2008   | 2009   | 2010   | 2011    | 2012    | 2013    | 2014    | 2015    | 2016    | 2017    | 2018    | 2019    | 2020    | 2021    | Verteilung 2021 (%) |
| ----------------------------------------------------------------------------- | --------- | ------ | ------ | ------ | ------ | ------ | ------ | ------ | ------ | ------ | ------ | ------- | ------- | ------- | ------- | ------- | ------- | ------- | ------- | ------- | ------- | ------- | ------------------- |
| Wasser                                                                        | –         | 6.088  | 6.579  | 5.908  | 4.616  | 4.953  | 4.924  | 5.547  | 4.982  | 4.877  | 5.665  | 4.843   | 5.417   | 6.265   | 5.646   | 5.347   | 5.949   | 5.777   | 4.857   | 5.548   | 5.048   | 5.592   | 2,7                 |
| Gas                                                                           | –         | –      | –      | –      | 2.589  | 3.136  | 2.789  | 2.751  | 2.208  | 2.020  | 1.963  | 1.815   | 1.769   | 1.776   | 1.648   | 1.438   | 1.434   | 1.319   | 1.170   | 1.063   | 1.089   | 765     | 0,4                 |
| Biomasse                                                                      | –         | 1.471  | 2.442  | 3.484  | 5.241  | 7.367  | 10.902 | 15.924 | 18.947 | 22.980 | 25.155 | 27.977  | 34.321  | 36.258  | 38.313  | 40.628  | 41.016  | 41.056  | 40.480  | 40.152  | 40.948  | 40.016  | 19,7                |
| Geothermie                                                                    | –         | –      | –      | –      | –      | –      | –      | –      | 18     | 19     | 28     | 19      | 25      | 80      | 98      | 133     | 175     | 163     | 165     | 187     | 197     | 210     | 0,1                 |
| Wind onshore                                                                  | –         | 10.509 | 15.786 | 18.713 | 25.509 | 27.229 | 30.710 | 39.713 | 40.574 | 38.542 | 37.619 | 48.315  | 49.949  | 50.803  | 55.908  | 70.922  | 66.324  | 86.293  | 88.710  | 99.166  | 102.741 | 88.502  | 43,5                |
| Wind offshore                                                                 | –         | –      | –      | –      | –      | –      | –      | –      | –      | 38     | 174    | 568     | 722     | 905     | 1.449   | 8.162   | 12.092  | 17.414  | 19.179  | 24.379  | 26.903  | 24.015  | 11,8                |
| Solar (16)                                                                    | –         | 76     | 162    | 313    | 557    | 1.282  | 2.220  | 3.075  | 4.420  | 6.578  | 11.683 | 19.340  | 25.394  | 28.785  | 33.001  | 35.212  | 34.490  | 35.428  | 40.806  | 41.379  | 45.024  | 44.252  | 21,8                |
| Summe                                                                         | 10.391    | 18.145 | 24.970 | 28.417 | 38.511 | 43.966 | 51.545 | 67.010 | 71.148 | 75.053 | 82.286 | 102.877 | 117.597 | 124.872 | 136.063 | 161.842 | 161.480 | 187.450 | 195.367 | 211.875 | 221.950 | 203.352 | 100                 |
| (15) Rumpfjahr 1. April bis 31. Dezember 2000 (16) einschließlich Eigenbedarf |           |        |        |        |        |        |        |        |        |        |        |         |         |         |         |         |         |         |         |         |         |         |                     |

Die Strommenge aus erneuerbaren Energiequellen ist seit Einführung des EEG im Jahr 2000 auf mehr als das 13-Fache von rd. 10.000 GWh/a auf 136.000 GWh/a im Jahr 2014 gestiegen (Stand Juli 2015). Bis 2010 wurde die sogenannte EEG-Quote angegeben, die den Anteil der EEG-geförderter Strommenge an dem nicht-privilegierten Letztverbrauch an Strom kennzeichnet. Sie lag 2010 bei 20 %.
| Vergütung für Energie aus:                                                                               | 2000 (17) | 2001  | 2002  | 2003  | 2004  | 2005  | 2006  | 2007  | 2008  | 2009   | 2010   | 2011   | 2012 (18) | 2013   | 2014   | 2015   | 2016   | 2017   | 2018   | 2019   | 2020   | 2021   | Verteilung 2021 (%) |
| --- | --------- | ----- | ----- | ----- | ----- | ----- | ----- | ----- | ----- | ------ | ------ | ------ | --------- | ------ | ------ | ------ | ------ | ------ | ------ | ------ | ------ | ------ | ------------------- |
| Wasser                                                                                                   | –         | –     | 477   | 427   | 338   | 364   | 367   | 418   | 379   | 382    | 421    | 231    | 347       | 420    | 401    | 407    | 467    | 440    | 348    | 400    | 386    | 302    | 1,6                 |
| Gas | –         | –     | –     | –     | 182   | 219   | 196   | 193   | 156   | 143    | 83     | 36     | 46        | 48     | 83     | 73     | 72     | 60     | 45     | 45     | 51     | 12     | 0,1                 |
| Biomasse                                                                                                 | –         | –     | 232   | 327   | 508   | 795   | 1.337 | 2.162 | 2.699 | 3.700  | 4.240  | 4.476  | 5.841     | 6.190  | 6.382  | 6.712  | 6.846  | 6.691  | 6.278  | 6.445  | 6.790  | 4.567  | 23,5                |
| Geothermie                                                                                               | –         | –     | –     | –     | –     | –     | –     | –     | 3     | 4      | 6      | 4      | 6         | 18     | 23     | 29     | 39     | 35     | 35     | 40     | 43     | 32     | 0,2                 |
| Wind onshore                                                                                             | –         | –     | 1.435 | 1.696 | 2.300 | 2.441 | 2.734 | 3.508 | 3.561 | 3.389  | 3.316  | 4.165  | 3.625     | 3.522  | 4.046  | 5.083  | 4.693  | 5.720  | 4.859  | 5.817  | 6.674  | 2.334  | 12,0                |
| Wind offshore                                                                                            | –         | –     | –     | –     | –     | –     | –     | –     | –     | 6      | 26     | 85     | 95        | 123    | 212    | 1.262  | 1.948  | 2.770  | 2.850  | 3.731  | 4.246  | 2.259  | 11,6                |
| Solar | –         | –     | 82    | 154   | 283   | 679   | 1.177 | 1.597 | 2.219 | 3.157  | 5.090  | 7.766  | 9.156     | 9.346  | 10.230 | 10.640 | 10.226 | 10.236 | 11.176 | 10.996 | 11.456 | 9.926  | 51,1                |
| Summe | 883       | 1.577 | 2.225 | 2.604 | 3.611 | 4.498 | 5.810 | 7.879 | 9.016 | 10.780 | 13.182 | 16.763 | 19.118    | 19.636 | 21.394 | 24.206 | 24.291 | 25.952 | 25.591 | 27.474 | 29.646 | 19.431 | 100                 |
| EEG-Umlage                                                                                               | 989       | 1.138 | 1.664 | 1.765 | 2.464 | 2.863 | 3.300 | 4.350 | 4.500 | 5.300  | 8.200  | 13.195 |           |        |        |        |        |        |        |        |        |        |                     |
| (17) Rumpfjahr 1. April bis 31. Dezember 2000 (18) Ab 2012 einschließlich Markt- und Flexibilitätsprämie |           |       |       |       |       |       |       |       |       |        |        |        |           |        |        |        |        |        |        |        |        |        |                     |

| Vergütung für Energie aus: | 2000 | 2001 | 2002 | 2003 | 2004 | 2005 | 2006 | 2007 | 2008 | 2009 | 2010 | 2011 | 2012 | 2013 | 2014 | 2015 | 2016 | 2017 | 2018 | 2019 | 2020 | 2021 |
| -------------------------- | ---- | ---- | ---- | ---- | ---- | ---- | ---- | ---- | ---- | ---- | ---- | ---- | ---- | ---- | ---- | ---- | ---- | ---- | ---- | ---- | ---- | ---- |
| Wasser                     | –    | –    | 7,2  | 7,2  | 7,3  | 7,4  | 7,4  | 7,5  | 7,6  | 7,8  | 7,4  | 4,8  | 6,4  | 6,7  | 7,1  | 7,6  | 7,9  | 7,6  | 7,2  | 7,2  | 7,7  | 5,4  |
| Gas                        | –    | –    | –    | –    | 7,0  | 7,0  | 7,0  | 7,0  | 7,1  | 7,1  | 4,2  | 2,0  | 2,6  | 2,7  | 5,0  | 5,1  | 5,0  | 4,5  | 3,8  | 4,3  | 4,7  | 1,6  |
| Biomasse                   | –    | –    | 9,5  | 9,4  | 9,7  | 10,8 | 12,3 | 13,6 | 14,2 | 16,1 | 16,9 | 16,0 | 17,0 | 17,0 | 16,7 | 16,5 | 16,7 | 16,3 | 15,5 | 16,1 | 16,6 | 11,4 |
| Geothermie                 | –    | –    | –    | –    | –    | –    | –    | –    | 15,0 | 19,8 | 20,6 | 20,7 | 24,0 | 23,4 | 23,2 | 21,8 | 22,3 | 21,7 | 21,1 | 21,3 | 21,8 | 15,2 |
| Wind onshore               | –    | –    | 9,1  | 9,1  | 9,0  | 9,0  | 8,9  | 8,8  | 8,8  | 8,8  | 8,8  | 8,6  | 7,3  | 6,9  | 7,2  | 7,2  | 7,1  | 6,6  | 5,5  | 5,9  | 6,5  | 2,6  |
| Wind offshore              | –    | –    | –    | –    | –    | –    | –    | –    | –    | 15,0 | 15,0 | 15,0 | 13,2 | 13,5 | 14,7 | 15,5 | 16,1 | 15,9 | 14,9 | 15,3 | 15,8 | 9,4  |
| Solar                      | –    | –    | 50,3 | 49,0 | 50,8 | 53,0 | 53,0 | 52,0 | 50,2 | 48,0 | 43,6 | 40,2 | 36,1 | 32,5 | 31,0 | 30,2 | 29,6 | 28,9 | 27,4 | 26,6 | 25,4 | 22,4 |
| jährl. Mittelwert          | 8,5  | 8,7  | 8,9  | 9,2  | 9,4  | 10,0 | 10,9 | 11,4 | 12,3 | 13,9 | 15,8 | 17,9 | 16,3 | 15,7 | 15,7 | 15,0 | 15,0 | 13,8 | 13,1 | 13,0 | 13,4 | 9,6  |

Die durchschnittliche Vergütung für EEG-Strom stieg seit dem Jahr 2000 von 8,5 ct/kWh auf 17,9 ct/kWh im Jahr 2011. Der Anstieg betrug in den Anfangsjahren bis 2004 nur rund 2,5 % pro Jahr, in den Folgejahren bis 2008 bereits rund 7 % pro Jahr und von 2009 bis 2011 gut 13 %, was insgesamt einen Mittelwert von rund 7 % im Jahr ergab. Die mittleren Vergütungen pro Energiequelle reichten 2011 von 2 ct/kWh für „Gas“, 4,8 ct/kWh für „Wasser“ und 8,6 ct/kWh für „Wind onshore“ über 15 ct/kWh für „Wind offshore“, 16 ct/kWh für „Biomasse“ und 20,7 ct/kWh für „Geothermie“ bis 40,2 ct/kWh für „Solar“. Die mittlere Vergütung für Solar-EEG-Strom ist in den letzten Jahren deutlich rückläufig nach dem Höchstwert im Jahr 2005 mit 53 ct/kWh.
Mit dem EEG sind den vier deutschen Übertragungsnetzbetreibern (ÜNB) auch Pflichten zur Erstellung von Prognosen übertragen worden. Neben der jährlich vorausgreifenden Prognose für die EEG-Umlage werden mittelfristige Prognosen über einen Zeitraum von fünf Jahren erstellt.
Die durchschnittliche Einspeisevergütung für im Jahr 2013 neu ans Netz gegangene Anlagen lag bei 12,5 Ct (gegenüber 25 Ct im Jahr 2010).

## Beurteilung und Perspektiven

### Positiv
Das EEG gilt insbesondere bei Umweltverbänden wie dem BUND und Greenpeace, Branchenvertretern wie dem BEE und dem Bundesumweltministerium als weltweit erfolgreichstes Instrument zur Förderung erneuerbarer Energien. Auch eine Studie der Deutschen Energieagentur (dena) im Auftrag des Bundesverbands der Deutschen Industrie (BDI), die 2013 veröffentlicht wurde, empfiehlt eine Beibehaltung des EEG, schlägt jedoch eine systematische Reform vor.
Das Deutsche Institut für Wirtschaftsforschung (DIW), die Europäische Kommission, die Internationale Energieagentur (IEA) sowie das Energieunternehmen EnBW lobten das EEG als hoch wirksam und wirtschaftlich effizient.
Die durch das EEG gesetzten wirtschaftlichen Anreize führten zur Gründung einer Vielzahl von Bürgerenergiegenossenschaften (Ende 2013 waren es 888).
Die Internationale Energieagentur (IEA) lobte im Länderbericht 2013 das deutsche EEG „als sehr wirksames Instrument zur Verbreitung der erneuerbaren Energien und insbesondere der Stromerzeugung durch Biomasse, Windenergie und Photovoltaik. Zudem habe es sich als erfolgreich bei der Drosselung der Kosten erwiesen, wie sich im besonderen Maße an der Senkung der Einspeisetarife für Solarstrom zeigt, zu der es in Antwort auf die rasche Expansion dieser Technologie in den letzten vier Jahren gekommen ist.“
Die Prinzipien des EEG wurden bis Anfang 2012 von mindestens 65 Ländern weltweit übernommen. So basiert beispielsweise der Erfolg der erneuerbaren Energien in Spanien auf einem ähnlichen Mindestpreissystem wie in Deutschland. Nach dem KKW-Unfall in Fukushima 2011 haben auch Japan und China feste Einspeisetarife und Vorrangregelungen eingeführt, die sich stark am deutschen EEG orientieren. Auch in der deutschen Bevölkerung genießt das EEG großen Rückhalt. Im Jahr 2012 sprachen sich bei einer Umfrage im Auftrag der Agentur für Erneuerbare Energien vier von fünf Bürgern für die Beibehaltung des EEG aus; 20 % wollen es so behalten, wie es derzeit ist, 60 % halten eine Überarbeitung des EEGs für notwendig. Nach dem Vorbild Deutschlands wurde im Juli 2015 auch in Frankreich ein entsprechendes Gesetz beschlossen.

### Negativ
Viele Kritiker bestreiten, dass das EEG einen Nutzen für den Klimaschutz bringt. Vielmehr verteure es den Klimaschutz unnötig (siehe hierzu die Ausführungen im Abschnitt Klimaschutz).
Ferner wurde kritisiert, dass durch das Prinzip der Grundvergütung unabhängig vom Bedarf und dem daraus folgenden Marktpreis Strom erzeugt wird.
Der wissenschaftliche Beirat beim Bundesministerium für Wirtschaft und Energie beurteilte in Gutachten 2004 und 2012 die industriepolitische Motivation des EEG kritisch, da die Privilegierung bestimmter Technologien die Wahlfreiheit von Marktpartnern einschränke und zu unwirtschaftlichen Allokationseffekten führe. So verursache die Photovoltaik 55 % der Förderkosten, liefere aber nur 20 % der Stromerzeugung der erneuerbaren Energien. Das Ziel des Klimaschutzes überzeuge nicht, da dieses über eine Modernisierung konventioneller Kraftwerke und über den sog. Mechanismus für umweltverträgliche Entwicklung effizienter zu erreichen sei.
Die vom Deutschen Bundestag eingesetzte Expertenkommission Forschung und Innovation riet in ihrem Jahresgutachten 2014, das EEG abzuschaffen. Es sei kein kosteneffizientes Instrument für den Klimaschutz und entfalte kaum messbare Innovationswirkungen. Diese Beurteilung wurde anschließend vom Fraunhofer-Institut für System- und Innovationsforschung teilweise als falsch zurückgewiesen, wobei ein Veränderungsbedarf am EEG durchaus anerkannt wurde.
Die Initiative Neue Soziale Marktwirtschaft, eine von der Metall- und Elektroindustrie getragene Agentur, warnte vor einer Kostenexplosion für Privathaushalte sowie kleine und mittlere Unternehmen. Sie schlug ein Quotenmodell vor, das die Kosten der Energiewende bis 2020 um 52 Mrd. Euro senken solle. Auch der Vorsitzende des Sachverständigenrats zur Begutachtung der gesamtwirtschaftlichen Entwicklung, Christoph M. Schmidt, plädierte für ein Quotenmodell. Sein Ratskollege Peter Bofinger kam in einer Studie 2013 jedoch zu einer anderen Bewertung.
Nach Ansicht von Rechtsexperten wurde „das Regelwerk so ausdifferenziert“ und komplex, dass die bisher übliche Kommentierung nicht mehr ausreicht. Eine Vielzahl von Verordnungen zum EEG wird daher unter dem Stichwort „EEG II“ zusammengefasst.
Unter Branchenvertretern wird diskutiert, das EEG in Richtung einer Markt- und Systemintegration weiterzuentwickeln.
Das EEG bewirkt eine für den Steuerzahler und Verbraucher „teure Kehrseite“ des Booms grüner Energie, da er für erneuerbare Energie aufzukommen hat, auch wenn sie gar nicht gebraucht wird und sogar für die Kosten der „Entsorgung“ dieser Energie zu zahlen hat, wenn das Netz um einen Blackout zu vermeiden entschädigungspflichtig abgeregelt werden muss.

### Konkurrierende Modelle
Zum Mindestpreissystem des EEG standen als konkurrierende Systeme ein Quotenmodell und ein Ausschreibungsmodell zur Diskussion. Beim Quotenmodell setzt der Staat eine Quote an erneuerbaren Energien fest, die von Energieversorgern produziert werden muss. Um die Einhaltung zu überprüfen, würden für erneuerbar erzeugten Strom Zertifikate vergeben, die von Energieversorgern untereinander gehandelt werden können. Beim Ausschreibungsmodell würde eine bestimmte Menge an Regenerativstrom ausgeschrieben, wobei der Gewinner der Ausschreibung eine befristete Abnahmegarantie erhält.
Beide Ansätze galten als Mechanismen der Mengensteuerung, da die Förderung auf eine Zubaumenge ausgerichtet ist. Die Menge würde nicht wie bei Mindestpreissystemen indirekt über den Preis gesteuert. Die Umstellung des EEG auf eine Mengensteuerung wurde durch diverse Fachleute befürwortet. Dazu gehörte die Monopolkommission und die Wirtschaftsweisen. Befürworter der alternativen Modelle verweisen gewöhnlich auf die höhere Kosteneffizienz durch die zielgenauere und meist technologieneutrale Steuerung der Zubaumenge. Auf diese Weise würden Mitnahmeeffekte vermieden, wenn etwa die Kosten für eine Technologie sinken und durch die steigende Gewinnspanne (Unterschied zwischen Stückkosten und fixer EEG-Einspeisevergütung) für Produzenten von erneuerbarem Strom ein sehr teurer Zubau auf Kosten der Energieverbraucher erfolge.
Die Vorteile von Quoten- und Ausschreibungsmodellen im Vergleich zum EEG-Mindestpreissystem (Einspeisevergütung) sind politisch strittig. Andere Fachleute und Hersteller von geförderter Produktionsanlagen bzw. deren Verbände kritisieren Quoten- wie auch Ausschreibungsmodelle und heben Vorteile der EEG-Förderung durch Mindestpreise hervor. Sie führen an, dass sich nach einer Studie des Massachusetts Institute of Technology (MIT) beide Ansätze als weniger wirksam und weniger wettbewerbsfreundlich als Mindestpreissysteme erwiesen. In Ländern mit jenen Systemen gebe es wegen mangelnder Investitionssicherheit meist keine eigene Herstellerindustrie. Die Kosten für den Ausbau der erneuerbaren Energien seien hoch, weil das erhöhte Investitionsrisiko in die Preise einkalkuliert werde, so etwa in Großbritannien und Italien. Einzelne Länder wie Irland oder Großbritannien wechselten auf Mindestpreissysteme oder nutzen sie ergänzend. Im Bezug auf das britische Beispiel zeigt die Monopolkommission in ihrem Energiesondergutachten allerdings auf, dass sich das neue britische Fördersystem vom deutschen Mindestpreissystem erheblich unterscheidet und zudem Elemente einer Mengensteuerung beinhaltet.
Der BEE als Branchenvertreter bewertete Quotenmodelle als „rückwärtsgewandt“, „mittelstandsfeindlich“, „teuer“ und „unbrauchbar“. Auch ein Gutachten der Universität Würzburg unter der Federführung des Wirtschaftsweisen Peter Bofinger vom September 2013 kam zu dem Schluss, dass Quotenmodelle in Deutschland für Investoren zu große Risiken bergen. Er plädiert für ein um einen Auktionsmechanismus erweitertes EEG (Ausschreibungsmodell). Derweil werden auch Ausschreibungen kritisiert, deren theoretisch höhere Kosteneffizienz möglicherweise durch deutlich höhere Transaktions- und Finanzierungskosten konterkariert werden könnte. Im Ergebnis könne dies sogar höhere Kosten für die Erreichung der Ausbauziele zur Folge haben.
Kritiker der Alternativsysteme betonen, auch ein empirischer Vergleich der Fördersysteme in der EU belege, dass in Ländern mit Einspeisevergütungen die regenerative Stromerzeugung günstiger und wirksamer ist als mit Quoten oder Ausschreibungen. In Ländern mit Einspeisevergütung wie Deutschland, Spanien, Frankreich oder Portugal seien etwa die Kosten für Onshore-Windstrom geringer als bei einer Quotenregelung wie in Großbritannien, Polen, Belgien oder Italien. Allerdings wird stets mit der Technologie verglichen, die im EEG die niedrigste Einspeisevergütung erhält. Kritiker von Ausschreibungsmodellen wenden ein, ausländische Erfahrungen zeigten, dass diese nicht zu verlässlichen Zubaumengen führen müssen. Probleme hätten dazu geführt, dass man in einigen Ländern Ausschreibungssysteme wieder abschaffte. Laut einer Umfrage von EuPD Research unter den Begünstigten der EEG-Förderung sähen fast drei Viertel der befragten Erneuerbare-Energien-Unternehmen in Einspeisevergütungen das geeignete Instrument für Klimaschutz, Markteinführung und Technologieentwicklung der Stromerzeugung aus erneuerbaren Energien. Quotensysteme hielten dagegen nur zwei Prozent der Unternehmen für sinnvoll. Übereinstimmend haben Berechnungen der Beratungsgesellschaft Ernst & Young sowie der University of Cambridge ermittelt, dass feste Einspeisetarife hinsichtlich Kosteneffizienz, Anwendbarkeit und Akteursvielfalt sowohl Quotenmodellen als auch Prämien/Bonus-Systemen überlegen sind.
Dänemark führte nach der Abkehr von der reinen Einspeisevergütung im Jahr 2004 erfolgreich ein Prämienmodell für Onshore-Windkraft ein. Der Anlagenbetreiber erhält eine nicht kostendeckende Prämie von 3,66 ct und muss den Strom selbst vermarkten. Trotz dieser im Vergleich zu Deutschland wesentlich schlechteren Konditionen hat Dänemark auf diese Weise einen EE-Strom-Anteil von 30 % im Jahr 2012 erreicht, die Kosten für den Endverbraucher belaufen sich dabei auf 2,07 ct (PSO-Public Service Obligation, in der auch der hohe KWK-Anteil in Dänemark abgegolten ist).
In einem Fachbeitrag der Zeitschrift für Umweltpolitik & Umweltrecht heißt es zur EEG-Reform in Deutschland 2017: „Bereits bei einer Inbetriebnahme ab dem 01.05.2017 fallen die durchschnittlichen standortspezifischen Vergütungssätze innerhalb der Ausschreibungen allerdings höher aus im Vergleich zur durchschnittlichen Vergütung für nicht ausschreibungspflichtige WEAs während der Übergangszeit.“ Weiter heißt es: „Insgesamt spricht viel dafür, dass die ökologische Treffsicherheit des neuen EEG 2017 tatsächlich höher ist.“

#### Bilanz der EEG-Umlage
Mit der Einstellung der EEG-Umlage im Juli 2022 endete nach gut 20 Jahren eine direkte Finanzierung des Ausbaus der Erneuerbaren Energien mittels einer Strompreis-Umlage. Mit dem Osterpaket 2022 liegt der Schwerpunkt der zukünftigen Förderung auf der größeren Flächenbereitstellung für Wind und Solar, auf einer verstärkten Beteiligung der Kommunen und der Privatleute an der Ökostromerzeugung, auf einfacheren Ausschreibungen für „Offshore-Wind“, auf schnelleren Planungs- und Genehmigungsverfahren, auf einer Ausweitung des Bundesbedarfsplans für Übertragungsnetze, auf der Abschaffung der EEG-Umlage mit einfacheren Eigenverbrauchsregelungen, sowie auf gestärkten Rechten der Endkunden.
„Seit der Einführung des EEG (2000) haben sich die vermiedenen Treibhausgasemissionen durch erneuerbare Energien mehr als vervierfacht“, heißt es vom Bundesverband Erneuerbare Energien (BEE). Es wurde ein Aufbau von knapp 125 Gigawatt von erneuerbarer Stromerzeugung in Deutschland mit 220 Milliarden Euro subventioniert, die 2020 etwa 42 Prozent des Stroms lieferten. im Jahr 2021 hat die Regierung 10,8 Milliarden Euro gezahlt, um die EEG-Umlage auf 6,5 Cent je Kilowattstunde zu deckeln. Sonst wäre sie auf 9,7 Cent gestiegen. Seit der Einführung im Jahr 2000 hat die EEG-Umlage für einen Haushalt mit einem Verbrauch von 4000 Kilowattstunden im Jahr zusammengerechnet Kosten von 3583 Euro brutto verursacht, wie das Vergleichsportal Verivox berechnet hat.

## Befreiung von der EEG-Umlage
Eine Verpflichtung zur Zahlung der EEG-Umlage bestand über einen Zeitraum von etwa 15 Jahren nur, wenn eine Stromlieferung an einen Letztverbraucher vorlag. Fehlte es an einer solchen Stromlieferung, war entsprechend diesem Grundsatz keine EEG-Umlage zu entrichten. Industrieunternehmen, Privatpersonen und auch die öffentliche Hand mussten keine EEG-Umlage entrichten, wenn sie Strom in Stromerzeugungsanlagen (z. B. auch Photovoltaikanlagen) selbst erzeugten und verbrauchten (Eigenerzeugung). Erst mit der Novellierung des EEG im Jahr 2014 wurde die Eigenerzeugung in den EEG-Belastungsausgleich einbezogen. Von dieser Zahlungsverpflichtungen waren und sind weiterhin jedoch aus verfassungsrechtlichen Gründen (Vertrauensschutz) Eigenerzeugungskonzepte ausgenommen, die vor Novellierung des EEG 2014 erstmals umgesetzt wurden. Weit mehr als 300 Unternehmen, darunter Konzerne wie Bayer, Currenta, Daimler AG, Evonik Industries, Thyssenkrupp, Henkel, Rütgers, Hüttenwerke Krupp Mannesmann mussten deshalb für ihre Eigenerzeugungsmodelle keine EEG-Umlage abführen.
Einige Unternehmen griffen zur Befreiung von der EEG-Umlage auf ein sogenanntes Scheibenpachtmodell zurück. Der Gesetzgeber hat den Begriff der Eigenerzeugung selbst über einen Zeitraum von mehr als 15 Jahren nicht definiert. Dies war auch nicht erforderlich. Denn es bestand eine Verpflichtung zur Zahlung der EEG-Umlage nur, wenn und soweit eine EEG-umlagepflichtige Stromlieferung vorlag. In der Beratung zu Scheibenpachtmodellen waren verschiedene Rechtsanwaltskanzleien, darunter Becker Büttner Held, Freshfields Bruckhaus Deringer sowie die Wirtschaftsprüfungsgesellschaft PricewaterhouseCoopers, tätig. Als die Bundesnetzagentur darauf verwies, dass das Scheibenpachtmodell genutzt werde, um die EEG-Umlage nicht zu zahlen, beschloss der Gesetzgeber (die Große Koalition (Kabinett Merkel)) eine Neufassung des EEG: Der Gesetzgeber hat mit der Novellierung des EEG 2017 seine Auffassung mitgeteilt, dass gemeinschaftliche Eigenerzeugungskonstellationen nicht per se als EEG-umlagefreie Eigenerzeugungen verstanden werden dürfen. Außerdem gewährte die Regierung jenen Unternehmen, die bisher keine EEG-Umlage zahlen mussten, eine Amnestie und ließ den Unternehmen auch die Befreiung von der EEG unter Bedingungen weiter fortführen. Dies veranlasste die Bundesnetzagentur dazu, die Rechtmäßigkeit der Befreiung zu prüfen. Als in der Folge die Zweifel an der Rechtsmäßigkeit bestehen blieben und die Bundesnetzagentur Mahnungen ausstellte, beendeten manche Unternehmen die Eigenerzeugung über Scheibenpacht. Jedoch hielten etwa 300 Unternehmen an dem Scheibenpachtmodell fest. Diese Unternehmen sowie Lanxess, Uniper, Vallourec, E.on, H&R, Wacker Chemie, VIK und VCI, die IG Bergbau, Chemie, Energie und IG Metall wirkten auf Wirtschaftsminister Peter Altmaier ein, das Scheibenpachtmodell in einer weiteren Neufassung des EEG zu legalisieren und konnten dies mit einem eigenen Textvorschlag, der in das EEG aufgenommen wurde, trotz Bedenken aus dem Bundeswirtschaftsministerium, im Januar 2021 durchsetzen. Sie müssen die bis zum Jahr 2020 gesparten Summen nicht nachzahlen, selbst wenn ihr Scheibenpachtmodell bis dahin illegal war.
Nach Gutachtern haben die Unternehmen, die die EEG-Umlage aufgrund von Scheibenpachtmodellen nicht zahlen mussten, mindestens acht Milliarden Euro einbehalten. Dadurch haben die Unternehmen Anspruch auf einen Vergleich mit den Netzbetreibern und aus verfassungsrechtlichen Gründen auf Vertrauensschutz. Gegen die Amnestieregelung begannen Verbraucherschützer mit der Erstellung von Klagen. Die bisherige Rechtsprechung zu der Zulässigkeit von Scheibenpachtmodellen arbeitet am Einzelfall und zeigt keine abschließende gemeinsame Linie. So hatte das Landgericht Köln im August 2021 in mehreren Entscheidungen ausgeführt, dass es für das Tragen der maßgeblichen wirtschaftlichen Risiken in einer gemeinschaftlichen industriellen Eigenerzeugung ausreichend ist, wenn die Stromerzeuger jeweils für die Risiken die Brennstoffbeschaffung einstehen. Jedoch ordnete sie, wie auch das Landgericht Duisburg in einem anderen ähnlich gelagerten Fall, wenig später an, dass die Nutzer des Scheibenpachtmodells die erzeugten Strommengen der vergangenen Jahre minutiös auflisten muss, um den potentiellen Schaden zu ermitteln. Im November 2021 ordnete auch das Oberlandesgericht Düsseldorf an, dass das beklagte Unternehmen die im Rahmen der Scheibenpacht bezogenen Strommengen auflisten muss. Anders das Landgericht Darmstadt im Dezember 2021: Das Gericht bestätigte das Scheibenpachtmodell und urteilte, dass kein Anspruch auf Auskunft der bezogenen Strommengen besteht.

### Kommentare, Monografien
- Markus Weck: Die garantierte Einspeisevergütung für Strom nach dem Gesetz über den Vorrang erneuerbarer Energien – Anwendungsprobleme, europa- und verfassungsrechtliche Fragen. Peter Lang, Frankfurt am Main 2004, ISBN 3-631-52182-0
- Wolfgang Danner, Christian Theobald (Hrsg.): Energierecht – Kommentar. C.H. Beck Lose-Blatt-Kommentar, seit 2005
- Steffen Dagger: Energiepolitik & Lobbying: Die Novellierung des Erneuerbare-Energien-Gesetzes (EEG) 2009. Band 12, Reihe: Ecological Energy Policy, Ibidem-Verlag, Stuttgart 2009, ISBN 978-3-8382-0057-6
- Jan Reshöft (Hrsg.): Erneuerbare-Energien-Gesetz, Handkommentar. 4. Auflage, Nomos, Baden-Baden 2009, ISBN 978-3-8329-7611-8
- Martin Altrock, Volker Oschmann, Christian Theobald (Hrsg.): EEG. Erneuerbare-Energien-Gesetz. Kommentar. 4. Auflage, Beck, München 2013, ISBN 978-3-406-64642-3
- Martin Altrock: »Subventionierende« Preisregelungen – Die Förderung erneuerbarer Energieträger durch das EEG. Band 1, Schriftenreihe zum Energie- und Infrastrukturrecht, Beck, München 2002, ISBN 978-3-406-49624-0
- Peter Salje: Erneuerbare-Energien-Gesetz, Kommentar. 6. Auflage, Heymanns, Köln / München 2011, ISBN 978-3-452-26935-5
- Thorsten Müller (Hrsg.): 20 Jahre Recht der Erneuerbaren Energien. Baden-Baden 2012, ISBN 978-3-8329-6910-3
- Walter Frenz, Hans-Jürgen Müggenborg (Hrsg.): Kommentar zum EEG, 3. Auflage, Schmidt, Berlin 2013, ISBN 978-3-503-13853-1
- Martin Altrock, Andrea Huber, Helmut Loibl, René Walter: Übergangsbestimmungen im EEG 2014 – Kommentierungen und Materialien, Berlin 2015, ISBN 978-3-503-15796-9
- Christian Held, Cornelius Wiesner: Energierecht und Energiewirklichkeit – Ein Handbuch für Ausbildung und Praxis nicht nur für Juristen, Herrsching 2015, ISBN 978-3-933283-55-9
- Christian Theobald, Christiane Nill-Theobald: Energierecht, Gesetzessammlung dtv-Texte, 12. Aufl., München 2015, ISBN 978-3-406-67179-1 (erscheint jährlich)

### Gesetzestexte
- Text des EEG
- Volltext des Erneuerbare-Energien-Gesetzes vom 25. Oktober 2008 in der geltenden Fassung mit Synopsen aller Änderungen
- Volltext des aufgehobenen Erneuerbare-Energien-Gesetzes vom 21. Juli 2004 in der zuletzt geltenden Fassung mit Synopsen aller Änderungen